# Religion (histoire des idées)
Le mot religion vient du latin  religio. Ce terme, ses équivalents et ses dérivés ont été définis et utilisés de façons diverses selon les époques, les lieux et les auteurs. Ainsi, avec La Religion en Occident, Michel Despland a proposé une histoire des idées de la religion dans laquelle il formule quarante définitions correspondant aux divers usages et significations du terme dans l'histoire. 
Les controverses sur la religion sont aussi anciennes que la réflexion sur le sujet. Cependant, la recherche sur l'histoire des idées de religion ne s'occupe pas de savoir quelle idée de religion est la vraie ; elle s'intéresse au contraire à la diversité de ces idées en rapport avec le contexte historique dans lequel elles ont été formulées. La méthode, telle qu'elle est présentée par Michel Despland, consiste à lire des textes anciens pour en apprendre le sens dans lequel il y est question de religion. Ce faisant, le lecteur doit éviter de projeter sur les textes ses pré-compréhensions ou des conceptions postérieures. Cette histoire des idées, si elle remonte à l'Antiquité grecque et latine, tient notamment compte du fait que l'idée moderne de religion, celle sous les auspices de laquelle il est aujourd'hui ordinairement question des « religions » du monde et de l'histoire, n'a commencée à être formulée qu'à la fin du XVIe siècle, pour être ensuite développée comme un concept général ou universel à partir de l'époque des Lumières. 
La mise à jour d'un grand nombre de définitions de la religion, parfois contradictoires, n'a pas pour but de démonter l'impossibilité de la définir. Il s'agit au contraire de mettre en évidence les rapports entre des conceptions possibles, successives, concurrentes ou opposées de la religion. Présentant la méthode de ce qu'il désigne comme une approche généalogique du concept de religion, Pierre Gisel écrit : « Les définitions qu'on propose et le débat qu'elles entraînent reflètent toujours une donnée plus large ; il y a dès lors à construire une généalogie qui les mette en perspective. Ce sera une manière d'assumer le présent, d'en partir même, mais non sans le déconstruire ni évaluer ce qui s'y recherche, où les conflits ne seront pas levés par approches scientifiques objectives plus affinées, ni non plus réglés à coup de jugement en vérité ou en rectitude, mais seront partie intégrante de la généalogie à prendre en compte. »
L'histoire des idées de religion est occidentale dans la mesure où l'on estime avoir affaire à un mot latin et que c'est ce terme, d'abord principalement employé par des chrétiens, qui s'est imposé pour penser mondialement des religions et de la religion. Jacques Derrida parlait à ce sujet de « mondialatinisation » de la religion. La mondialisation de l'idée de religion à partir de l'Occident, qu'elle soit jugée légitime ou non, fait que des équivalents ont été reconnus ou formés dans toutes les langues du monde pour y traduire ce que les occidentaux appellent religion. Cette mondialisation de l'idée de religion ne s'est cependant pas faite seulement du latin vers d'autres langues. On constate d'abord que les premiers textes latins comportant le mot religion sont tous à un degré ou un autre des traductions de textes ou d'idées « venus des Grecs ». On remarque aussi que l'arabe n'a pas attendu le latin pour disposer de sa propre catégorie de religion avec l'idée de dîn, tandis que la présence de l'islam a joué un rôle dans les mutations sémantiques du terme religion au cours du second millénaire. 

La Tour de Babel, Bruegel. Illustre un passage de la Genèse évoquant une époque où « Toute la terre avait un seul langage et les mêmes mots ».

## La religion abordée comme une idée

### L'essence de la religion
Depuis l'époque des Lumières la réflexion sur la religion suppose qu'il y aurait comme une essence, un concept, ou une définition dont relèveraient toutes les religions du monde et de l'histoire. La recherche de l'essence ou du concept de religion a ainsi d'abord été l'objet d'une philosophie de la religion qui pose la question « qu'est-ce qu'une religion ? » ou « qu'est-ce que la religion ? ». Celle-ci a pris naissance dans la philosophie des Lumières notamment avec Locke et Hume, puis s'est développée avec Kant, Schleiermacher, Hegel, etc. La religion et les religions sont ensuite devenues un objet d'étude pour les sciences humaines qui se mettent en place au XIXe siècle. Ces sciences des religions sont largement comparatistes, le comparatisme étant un « inventaire des différences » entre des choses dont on suppose qu'elles sont « la même chose ». Un mot de l'anthropologue Max Müller est souvent cité pour en exprimer l'idée : « celui qui ne connaît qu'une religion n'en connait aucune. » La comparaison de religions a généralement la forme d'une histoire des religions, l'histoire des religions étant quant à elle toujours un exercice de comparaison. 
Dans les sciences des religions, en linguistique, en anthropologie et en sociologie notamment, nombre d'auteurs ont défini la religion, mais les divergences sont nombreuses et il n'en ressort pas une définition unique ou générale de la religion. À ce sujet, en 1991, Yves Lambert évoquait une « tour de Babel des définitions » : les chercheurs ne s'entendent pas sur la religion parce qu'ils ne parlent pas de la même chose, tandis que la religion paraît « indéfinissable » dès lors que l'on tente de poser une définition qui conviendrait à tout ce que les uns et les autres appellent religion. Cependant, le devoir de définir ce qu'est une religion reste considéré comme un préalable indispensable à une étude « scientifique » des religions.  

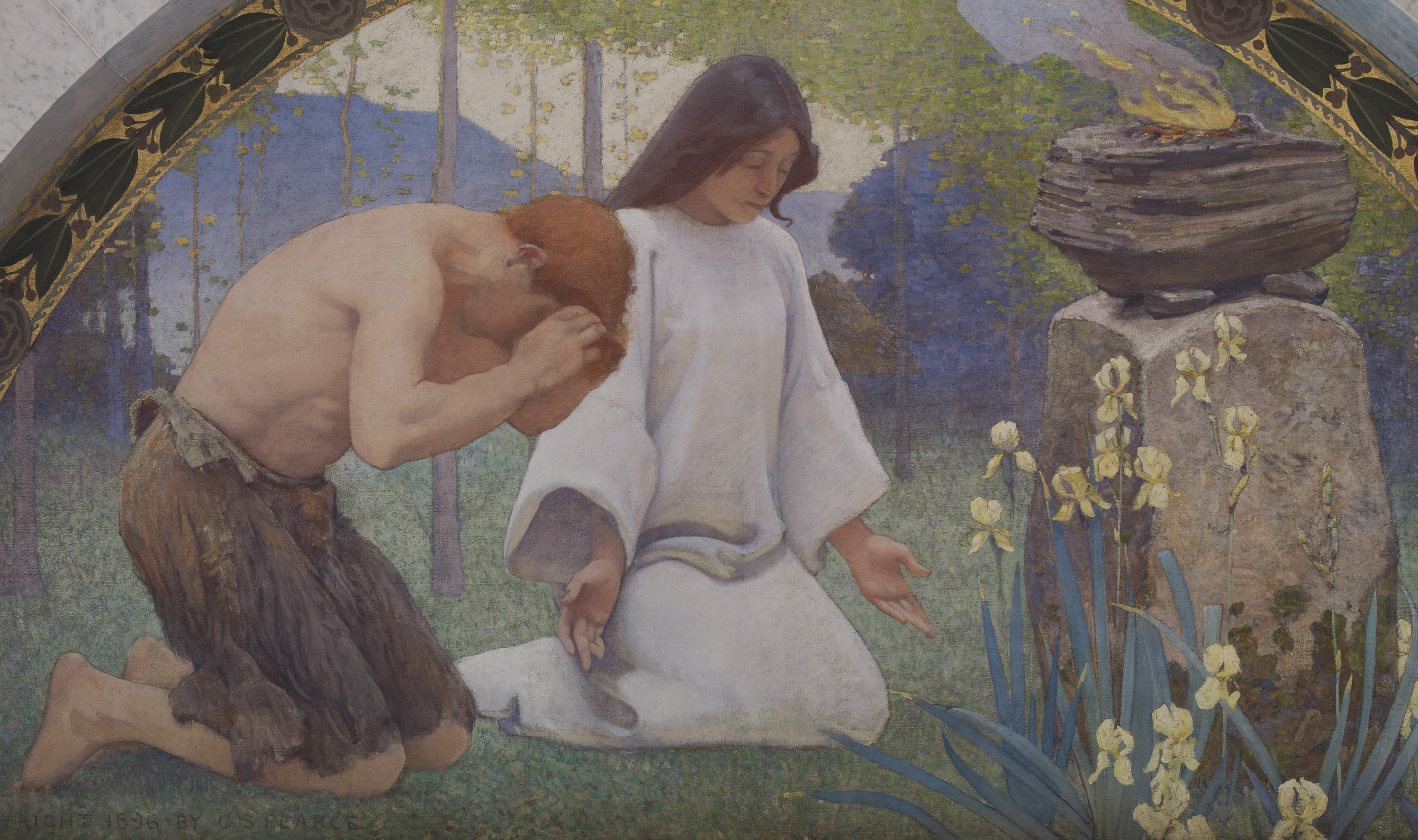
La Religion, Charles Sprague Pearce. Thomas Jefferson Building, Washington, 1896.

Dans un temps où dominaient les théories de l’évolutionnisme culturel, le souhait d'observer la religion dans sa forme pure ou originelle afin d'en connaître le concept avait conduit sociologues et anthropologues à s'intéresser en priorité aux religions susceptibles d'être les moins déformées par les constructions culturelles postérieures. L'hypothèse longtemps suivie dans les sciences humaines fut que les sociétés jugées les plus primitives étaient comme des sociétés préhistoriques des temps modernes et qu'elles fournissaient ainsi le terrain sur lequel observer la religion au plus proche de ses formes originelles ou élémentaires. Les sciences humaines reprenaient en cela une intuition de l'époque des Lumières où des études sur « les mœurs et coutumes des sauvages d'Amérique » avaient alimenté la réflexion sur la nature de la religion. Jusqu'au milieu du XXe siècle ce furent principalement les aborigènes d'Australie qui intéressèrent les sciences prenant la religion pour objet, car leur société était jugée comme la plus primitive alors connue. L'étude des religions primitives visait la compréhension ce qu'est la religion dans toutes les religions. Les religions visées par Durkheim, Müller ou Freud lorsqu'ils s'intéressaient aux religions primitives sont ainsi aussi et surtout des religions telles que le judaïsme et le christianisme. 
Au début du XXe siècle, alors que les travaux sur les religions primitives se multipliaient, ce moyen de connaître l'essence de la religion ou ses formes élémentaires a commencé à être mis en cause. Une meilleure connaissance des sociétés dites « primitives » incitait à penser qu'elles avaient des cultures beaucoup plus développées que ce qui avait été soupçonné et qu'elles avaient comme toutes les sociétés des millénaires d'histoire derrière elles. Dès lors il devenait douteux que l'on puisse observer dans ces sociétés une religion plus semblable à une éventuelle religion originelle que dans n'importe quelle autre société. La question de l'origine historique de la religion dans la recherche sur le concept ou la définition de la religion a ainsi fait l'objet d'un rejet de plus en plus affirmé. Chez Georges Dumézil ou plus tard, Jacques Derrida, ce rejet est fondé sur des arguments de logique et de méthode. L'historien n'écrit pas l'histoire depuis l'origine mais en se basant sur les traces du passé conservées dans le présent, c'est-à-dire des sources. Georges Dumézil estimait ainsi que ce qui a pu être présenté comme étant l'origine n'est jamais qu'un état ancien, certes antérieur à ce qui suit, mais qui est lui-même précédé d'une longue histoire, mal connue et peut-être à jamais inconnue. De ce fait, l'origine historique en tant qu'elle serait un commencement absolu est hors de portée de l'histoire et de ses méthodes, tandis que les religions soi-disant primitives ou originelles étudiées pour observer l'essence ou les formes élémentaires de la religion ne donnent pas plus à voir une éventuelle essence de la religion que d'autres. 
Les problèmes que posent l'établissement d'une définition de la religion a conduit assez tôt certains chercheurs à exclure la possibilité de définir la religion comme une essence universelle tout en affirmant la nécessité de se fonder sur des choses observables. En 1904 Marcel Mauss déclarait : « Il n'y a pas en fait une chose, une essence, appelée Religion ; il n'y a que des phénomènes religieux, plus ou moins agrégés en des systèmes qu'on appelle religions et qui ont une existence historique définie, dans des groupes d'hommes et en des temps déterminés. » Jean-Paul Willaime estime que ce principe reste valable aujourd'hui. Cependant, exclure qu'il y ait une essence de la religion au moment même où l'on affirme s'intéresser aux religions en leur existence historique ne règle pas le problème de la définition de la religion : pour savoir ce qu'il faut prendre pour objet d'observation, il faut avoir recours à une définition de la religion. Pour Jean Grondin, la question de la définition de la religion reste celle de son essence nonobstant les préventions ou les incompréhension dont ce mot peut être l'objet : « l'air du temps, nominaliste, répugne à tout discours portant sur l’essence des choses, comme s'il s'agissait d'un gros mot. On associe alors, de manière caricaturale, l'essence à une idée un peu platonicienne, intemporelle et d'une constance absolue. [...] la question de l’essence de la religion, loin de chercher une idée a priori, veut répondre à une question plus élémentaire : de quoi parle-ton quand il est question de religion ? »

### L'histoire des idées de religion
Depuis les années 1960, la religion a commencé à ne plus être abordée seulement comme une réalité fondée de toujours à toujours dans la nature des choses ou dans un ordre surnaturel, mais aussi comme une idée changeante, historique et contingente. Si avant cela de nombreux auteurs se sont attachés à dresser des histoires des idées religieuses établies sous les auspices d'une idée de religion supposée connue et à valeur constante dans l'histoire, tel que cela avait été fait par Henri Bremond avec son Histoire littéraire du sentiment religieux, ou bien par Mircea Eliade avec son Histoire des croyances et des idées religieuses, l'histoire des idées de religion restait un domaine inexploré. 
En 1964 Émile Benveniste a publié Le Vocabulaire des institutions indo-européennes. En tant que linguiste et philologue, il s'y intéressait à l'histoire des mots comme à celle des institutions. La thèse qui sous-tend sa démarche est que, dans les sociétés humaines, certains mots correspondent à des organisations ou des institutions. C'est, par exemple, avec les mots droit, religion et pouvoir qu'existent les institutions du droit, de la religion ou du pouvoir. Le corollaire de cette thèse est que les institutions n'existent pas sans le mot. Benveniste envisageait que la religion soit une notion spécifiquement latine. De son étude sur les textes anciens il concluait que : « Ne concevant pas cette réalité omniprésente qu'est la religion comme une institution séparée, les Indo-européens n'avaient pas de termes pour la désigner. » D'autre part, Benveniste estimait que la religion, dans la forme où cette idée a pris de l'importance dans l'histoire était une invention exclusive des Pères de l'Église. Critiquant l'article de Benveniste, Jacques Derrida estime que la façon dont Benveniste a exposé ses thèses relève d'une multitude de paradoxes ou de l'inconséquence. S'il était possible de suivre les démonstrations de Benveniste, il faudrait tenir que la notion de religion dont la nature est de ne pas avoir d'appellation unique et constante s'est toujours appelée religion ; que le terme latin religio est absolument sans équivalent bien qu'il soit équivalent au grec treskéia ; ou encore, que la notion n'ait pas de « sens propre » bien que Benveniste juge de ce qui est vrai ou faux dans cette notion en fonction d'un sens propre qu'il prend chez Cicéron. Jacques Derrida qui parle de scandales logiques à ce sujet, estime néanmoins que l'on peut « tenter de penser une situation dans laquelle, comme ce fut un jour le cas, il n'existera peut-être plus, comme il n'existait encore pas de « terme indo-européen commun pour religion ». »
Le problème d'une essence ou d'une définition de la religion à découvrir au-delà de la diversité des religions a commencé à être traité dans des approches qui relèvent de l'histoire des idées avec les travaux de Wilfred Cantwell Smith (en), de Michel Despland et de Ernst Feil (de). En 1963, dans The meaning and the end of religion, Smith estimait que la question de la nature de la religion devait être laissée de côté car il n'y a pas de concept général de la religion transcendant les différentes religions. Pour Smith, il faut étudier de façon historique ce qui peut s'entendre par religion dans les différentes traditions, en particulier celle de l'Occident et celle de l'islam. Il envisage l'avènement de l'idée moderne de religion, sur une période qui va de Nicolas de Cuse aux Lumières. En 1979, avec L'Occident et la religion, Michel Despland proposait une histoire générale des idées de religion en Occident. Tout en s'intéressant à la formation d'idées de religion depuis l'Antiquité et en situant à l'époque des Réformes religieuses du XVIe siècle les premières mutations décisives pour la formation des problématiques modernes, Michel Despland estimait que l'idée moderne de religion avait atteint sa maturité au début du XIXe siècle dans la philosophie idéaliste allemande, notamment celle de Hegel. Pour sa part, Ernst Fiel situait l’émergence de l'idée moderne de religion dans l'humanisme du XIVe siècle, considérant que l'usage fait par Nicolas de Cuse est déjà un usage moderne du terme et qu'il est représentatif d'une mutation qui avait eu lieu précédemment. Les thèses de ces auteurs sur ce qu'il fallait considérer comme les étapes les plus déterminantes de l'évolution des idées de religion étaient ainsi sensiblement différentes, mais leurs études avaient en commun de s’intéresser, d'un point de vue historique, à l'émergence de l'idée selon laquelle il y existerait une essence permanente et universelle de la religion au-delà de la diversité des religions du monde et de l'histoire.
En 2004, dans Théories de la religion, Pierre Gisel et Jean-Marc Tétaz ont synthétisé ce que ces recherches et leurs évaluations ont permis de mettre à jour. Ils estiment que l'idée moderne de religion a reçu sa formulation à l'époque des Lumières. Ce concept moderne de religion est un problème philosophique plus qu'un objet clairement défini. Il peut se dire comme étant celui du rapport qui s'est instauré entre le singulier et le pluriel du mot religion. Selon Jean-Marc Tétaz, la reprise réflexive de l'idée de religion en modernité « implique quelque chose comme une essence substantielle de la religion, précédant logiquement les religions positives, comprises alors comme les formes historiques dans lesquelles la substance religieuse se réfléchit, devenant ainsi à soi-même son propre sujet ». La religion ainsi conçue devient ensuite un objet pour les sciences des religions au XIXe siècle. Cette idée se présentant comme une volonté de saisir de façon réflexive l'essence de la religion à partir des religions historiques, doit être considérée comme le symptôme d'une émergence du pluralisme religieux dans les siècles précédents, pluralité qui est née en grande partie de la division confessionnelle liée aux Réformes religieuses du XVIe siècle. Ce qui est considéré comme « moderne » dans cette perspective n'est pas le terme religion lui-même dont la longue histoire sémantique et l'héritage gréco-romain ou judéo-chrétien ne peuvent être ignorés, mais le fait qu'un terme jusque là relativement anodin ait été élevé au rang de concept clé pour la compréhension du monde et de son histoire. Dès lors la thèse de Benveniste selon laquelle l'idée de religion est une création des penseurs chrétiens de l'Antiquité semble dépassée. Cependant, les idées que les Pères de l'Église ont formulées sur la religion doivent être prises en compte dans une généalogie de l'idée qui va de l'Antiquité à l'époque moderne, cette généalogie n'ayant à négliger aucune des mutations de la signification du terme religion dans l'histoire.

## Les antécédents grecs

### Un mot latin et des idées grecques
Selon Jean Grondin « La meilleure réponse à la question de savoir ce qu'est la religion, la plus banale, consiste à dire qu'il s'agit d'un mot latin ». En ce sens l'histoire de l'idée de religion devrait commencer avec les plus anciennes occurrences du terme dans ce qu'il reste de la littérature antique, puis parcourir l'ensemble des monuments de la littérature pour y apprendre ce qui, selon les auteurs et les époques, a été appelé religion. Dans cette perspective, les plus anciennes occurrences du terme religio constitueraient l'extrême limite chronologique antérieure de ce qu'il est possible de connaître de la religion dans l'histoire. Cependant, la recherche du sens « proprement latin » du terme religio dans ces textes est une entreprise problématique car les œuvres de Terence, Plaute, Virgile, Lucrèce et Cicéron ne sont pas seulement parmi les écrits les plus anciens à parler de religion, ce sont aussi des écrits fondateurs de la langue latine, et ils sont tous d'une façon ou d'une autre des traductions de la pensée grecque pour les Latins. 
Les plus anciennes occurrences du mot religio correspondent à une dizaine d'emplois du terme répartis dans les nombreuses comédies de Plaute et de Térence. Il s'agit de textes traduits ou adaptés du grec aux IIIe et IIe siècles av. J.-C.. Il n'y est question de religion que de manière occasionnelle et allusive et les informations que l'on peut en tirer sont assez réduites. Les premiers écrits à traiter directement de religio sont le De Rerum Natura de Lucrèce et le De Natura Deorum de Cicéron. Dans ces deux traités, les auteurs affirment avoir fait faire au latin les progrès nécessaires pour qu'il soit possible d'y exprimer les idées venues des Grecs. Lucrèce s'est ainsi plaint de la pauvreté du latin : « Non je n'ignore pas qu'en vers latins il est difficile d'éclairer les obscures découvertes des Grecs, d'autant plus qu'elles requièrent bien des néologismes car notre langue est pauvre et le sujet nouveau. » Cicéron, quant à lui, s'est vanté de la part qu'il a pris dans l'adaptation de la langue latine à la pensée des Grecs :

« Bien des gens versés dans les doctrines édifiées par les Grecs ne pouvaient pas communiquer leurs connaissances à leurs concitoyens parce qu'ils désespéraient d'exprimer en latin les idées venues de Grèce. J'ai cependant, à ce qu'il me semble, fait faire à notre idiome à cet égard des progrès tels que les Grecs ne l'emportent plus sur nous, même pour ce qui concerne la richesse du vocabulaire. »

— Cicéron, De natura Deorum, I,4.
Ainsi, plus le sens de terme religio paraît clair en latin, plus le latin parle grec, et plus s'éloigne la perspective de connaître le sens proprement latin du terme. Selon José Kany-Turpin : « le latin est mal outillé pour l'abstraction et substitue souvent l'expressif au cognitif. » C'est une langue sans articles, dans laquelle il n'était pas évident de prendre un mot comme un objet afin d'en poser une définition. Il n'y aurait ainsi pas de définition proprement latine de la religion, comme d'aucune autre notion, puisque le simple fait de prendre la religion pour « quelque chose » est déjà de soi procéder à une abstraction d'une manière que les Latins ont empruntée aux Grecs.
Trois termes grecs, thrêskeía, eusébeia et hosiótês, peuvent se traduire par « piété » et désignent une vertu par laquelle le culte des dieux est effectué. Ces trois termes ont cependant des significations sensiblement différentes :
- « θρησκεία/thrêskeía » désigne le culte des dieux. Au pluriel, les θρησκείαι/thrêskeíai sont des cérémonies de culte. C'est le terme thrêskeía qui est finalement devenu l'équivalent de religion en grec, mais cette équivalence s'est établie assez tard, tandis que les Grecs de l'Antiquité classique considéraient d'autres vertus parmi celles qui incitent au culte des dieux.
- « εὐσέβεια/eusébeia » peut désigner la piété envers les dieux, et est en ce sens synonyme de thrêskeía, mais désigne aussi ordinairement le respect de ses parents.
- « ὁσιότης/hosiótês »  peut également se traduire par « piété », mais son sens propre est « sainteté ». Le mot est formé sur le terme hosia qui désigne ce qui est parfait, ce qui est saint. L'hosiótês est une vertu qui est de l'ordre d'un respect de ce qui est juste ou moral.

Selon Jean Grondin, « On trouvera difficilement [en grec] un équivalent exact pour le mot latin religio. Mais ces équivalents existent à défaut d'être exacts. ». Le mot grec tréskéia est celui le plus largement reconnue comme étant l'équivalent grec du terme religion. En ce sens, au IVe siècle, Augustin avait indiqué que le mot latin religio avait été choisi par les Latins pour rendre le terme grec de θρησκεία (treskéia). Il est donc possible de penser que lorsque Cicéron définissait la religion comme étant « le fait de s'occuper d'une nature, que l'on appelle divine, et de lui rendre un culte », il traduisait le terme grec tréskéia par religio. Toutefois, selon Michel Despland, si l'équivalence entre le latin religio et le grec treskéia est bien établie à l'époque d'Augustin, elle ne l'était pas dans le grec et le latin ancien. Le terme treskéia a pour synonymes eusébia (piété) et osité (sainteté) qui ont été plus employés que celui de tréskéia, notamment par Platon lorsqu'il traitait du culte rendu aux dieux ou de la piété. Le grec ancien dispose aussi du terme eulabeia qui désigne d'abord les relations entre les êtres et l'accomplissement des devoirs tandis qu'a la période hellénistique il ne s'applique plus qu'aux devoirs et au respect envers les dieux. Enfin, hieros qualifie d'abord ce qui est fort, admirable et auguste, par exemple le courage du héros Achille est qualifié par Homère de hieros. Le sens de ce terme évolue de sorte que, dans la période hellénistique, il sert plutôt à désigner les temples, les lieux ou les offrandes, ce qui est spécifiquement consacrés aux dieux.
Si l'élaboration de l'idée de religion en latin s'est faîte dans la « traduction » d'idées grecques, les auteurs latins ne traduisaient pas de façon linéaire les textes grecs mais ils recomposaient et reformulaient ce qu'ils y avaient trouvé. Pour ce qui concerne la religion, le passage des « idées » du grec au latin s'est ainsi fait, non pas autour d'un mot, mais au niveau d'un champ lexical ou d'un ensemble de notions, et il n'y a pas pour chacune des notions utilisés en latin ou en grec d'équivalents terme à terme. De plus, dans le latin de l'Antiquité, religio n'est pas d'emblée un intitulé général définissant à lui seul ce qui est objet de débat, mais un terme parmi ceux employés dans les débats portant sur la nature des dieux et du divin. Lorsqu'il est question d'antécédents grecs de l'idée de religion, il ne s'agit donc pas d'étudier la manière dont ils pensaient « la religion », mais les catégories telles que celles de mythe, de logos, de dieu, de divin, d'Un, de culte, de piété, de théologie ou de philosophie, avec lesquelles la religion a ensuite été pensée. Ces notions n'ont pas davantage eu une valeur constante dans l'histoire que celle de religion.

### Mythe etlogosdans la Grèce antique
Les termes « mythe » (μύθος) et « logos » (λόγος) sont en un sens synonymes car ils signifient l'un et l'autre « discours ». Les deux termes ont cependant pris des acceptions assez éloignées car ils ont été employés pour désigner des types de discours qui se sont fortement différenciés. Avant qu'ils ne soient mis par écrit, ce que l'on appelle les « mythes », étaient des récits continuellement réinventés : des aèdes chantaient ces longs poèmes qu'ils savaient par cœur mais qu'ils modulaient et improvisaient selon les circonstances et les publics. La mise par écrit de ces discours se fit vers le VIIe siècle av. J.-C. à la demande du pouvoir des cités qui en voulaient des versions officielles. Ces mythes nous sont ainsi connus par les versions qu'en ont établies quelques poètes, en particulier Hésiode et Homère. Les mythes grecs n'offrent pas une présentation systématique de la hiérarchie des êtres supérieurs, pas plus que l'on n'y trouve une biographie homogène des personnages dont il y est question. En ce sens les mythes parlent d'autre chose que des dieux ou des héros lorsqu'ils racontent leur vie, c'est-à-dire qu'ils parlent du monde (cosmos) et de ceux qui y vivent, d'où viennent les choses, comment et pourquoi sont-elles disposées ainsi, etc.

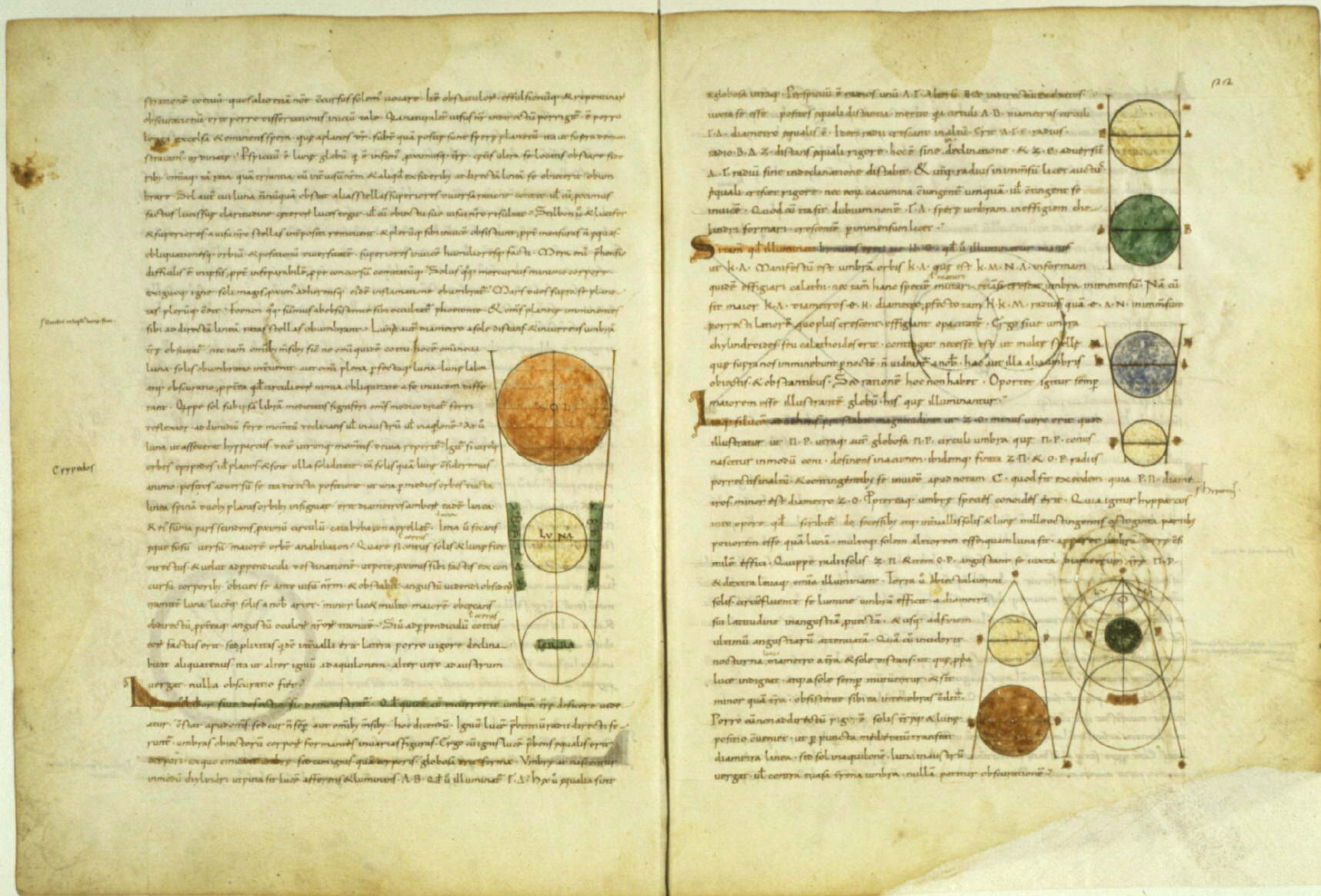
Une page du Timée, ou L'Origine de l'univers de Platon.

Le mythe et son interprétation comme discours explicatif du monde a vu apparaître de la concurrence lorsque des Grecs, en particulier Hérodote et Thucydide, qui se sont mis à écrire l'histoire, c'est-à-dire ce qui s'est passé, ce dont ils ont été les témoins.[pas clair]  Ils écrivent à un moment où les Grecs commencent à abandonner les explications à partir des puissances cosmiques que sont les dieux pour mettre en place des explications plus proches de l'expérience quotidienne. Il s'agit en premier lieu de croire le témoin ayant vécu les choses, ce qui pose un sérieux problème si l'on applique cette exigence à ce que racontent les mythes. Dans le même temps se met en place l'exigence d'un discours rigoureux qui est vrai non pas seulement à partir de ce que l'on expérimente, mais parce qu'il répond d'une vérité. Ce discours est le logos dont parlait Héraclite. La vérité de ce logos sera l’enjeu du Timée de Platon, puis d'écrits d'Aristote regroupés dans l'Organon. Cette vérité est envisagée comme celle des objets géométriques ou mathématiques, elle n'a pas pour réalité une chose observable, mais elle est inscrite dans la rectitude d'un raisonnement en tout point cohérent : le logos. Le terme sera traduit par ratio en latin qui a donné « raison » en français. 

Avec la philosophie, les mythes, les poèmes et l'ensemble des récits parlant des dieux ou du divin sont devenus l'enjeu d'un débat sur leur véracité. La critique des mythes a pris différentes formes. Les informations biographiques sur les dieux et les héros contenues dans les mythes n'intéressent pas vraiment les philosophes. En ce sens, Platon invente le mot théologie pour désigner, au sens littéral du mot en grec, un « discours sur les dieux », et il applique le terme à des fabricants de fables plus ou moins mensongères sur les dieux. Cependant, « qualifiant primitivement les auteurs de récits mythiques sur la dieux, le mot théologien s'applique assez vite aux philosophes, dès lors qu'ils enseignent des savoirs dépassant la nature et ses lois », tandis que le regard des philosophes sur les mythes n'a pas été entièrement négatif. Pour Aristote, les mythes comportent de « vénérables débris » d'un savoir ancien et partiellement perdu, et il envisage qu'ils aient eu pour rôle politique de persuader le grand nombre de respecter les lois : 

« Rationnellement et numériquement, le premier moteur est unique et immobile ; et ce qu'il meut éternellement et continuellement est unique aussi. Donc, il n'y a qu'un seul et unique ciel. Une tradition qui nous est venue de l'Antiquité la plus haute, et qui a été transmise à la postérité sous le voile de la fable, nous apprend que les astres sont des Dieux, et que le divin enveloppe la nature tout entière. Tout ce qu'on a pu ajouter de fabuleux à cette tradition n'a eu pour but que de persuader la multitude, afin de rendre plus facile l'application des lois et de servir l'intérêt commun. C'est ainsi qu'on a prêté aux Dieux des formes humaines, et même parfois aussi des figures d'animaux, et qu'on a imaginé tant d'autres inventions, qui étaient la suite et la reproduction de celles-là. Mais si l'on dégage de tout cela ce seul principe, que les hommes ont cru que les substances premières sont des Dieux, on peut trouver que ce sont là réellement des croyances vraiment divines, et qu'au milieu des alternatives où, tour à tour, et selon qu'il a été possible, les arts et les sciences philosophiques ont été, suivant toute apparence, découverts et perdus plus d'une fois, ces doctrines de nos ancêtres ont été conservées jusqu'à nos jours, comme de vénérables débris »

— Aristote, La Métaphysique, livre XII, chap. VIII, 18.
En ce qui concerne la question de la véracité historique des récits mythiques, la critique la plus influente fut celle d'Évhémère, historien grec qui laissa son nom à l’évhémérisme. Il s'agit de l'idée selon laquelle les dieux des mythes ne sont pas des dieux mais des hommes dont le souvenir puis la légende se sont progressivement développés sous forme de mythes qui en font, pour les uns des héros, pour d'autres des dieux. Ce faisant, Évhémère préserve le mythe comme une source pour l'historien qui, au-delà de leur aspect légendaire ou fabuleux, devrait pouvoir y lire des échos d’événements historiques réels.
Ainsi, le questionnement philosophique sur les mythes incite à certains égards à les rejeter, mais il promeut aussi diverses façons de les interpréter. Par l’interprétation, les mythes ne sont plus considérés dans leur littéralité comme une compréhension du monde ou du divin acceptable, mais ils la recèlent comme une manière implicite, ou allégorique, d'en parler, tandis que c'est un discours rationnel, un logos, qui détermine les moyens et les conditions de leur interprétation. Certains mythes semblent aussi garder une force d'explication qui peut servir ou dépasser celle du discours logique et rationnel. Même Platon a utilisé des mythes dans ses argumentations. Le mythe se trouve ainsi paradoxalement à la fois tout en bas et tout en haut d'une recherche de la connaissance rationnelle. Le mythe peut paraître être la forme la plus erronée ou misérable de la connaissance, mais la composition de poèmes et l'interprétation de mythes chez des poètes philosophes tels que Lucrèce ou Plutarque se présente aussi comme le degré le plus élevé et des plus respectés de la connaissance. La façon dont Cicéron décrit les épicuriens reflète ce « grand écart » : ceux-ci ont la réputation d'honorer tous les dieux et de démontrer de la vénération pour n'importe quelle figurine, quitte à paraître superstitieux, mais ils le feraient sans tenir aucun des dieux qu'ils vénèrent pour vrai ou existant, seulement ils trouveraient dans les cultes et les mythes une métaphore ou une allégorie de la vérité qu'ils recherchent.

### Le divin objet de connaissance

#### Des êtres supérieurs
Les Grecs disposent de nombreux mots pour désigner les êtres supérieurs aux hommes dont parlent les mythes. Les théos sont les dieux, ils sont les meilleurs ou les plus puissants de tous ces êtres. Il est très fréquemment question de δαίμονες qui a donné « démons » en français. Le terme n'a pas de connotation négative. Les daïmones peuvent être bons ou mauvais. Platon et Aristote écrivent ainsi aussi εὐδαίμονες, ce qui pourrait signifier bon-démons. Platon suggère que les daïmones seraient des créatures permettant une communication entre Dieu et les hommes, ou bien des êtres divins mais inférieurs aux dieux. Parmi les êtres supérieurs aux humains il est aussi possible de compter les muses qui peuvent avoir un rôle médiateur entre les dieux et les poètes, les nymphes, être mortels vivant des milliers d'années, nées des dieux et d'une beauté rare, les héros qui sont des humains proches des dieux et en sont de proches descendants, tels Achille ou Énée, etc.

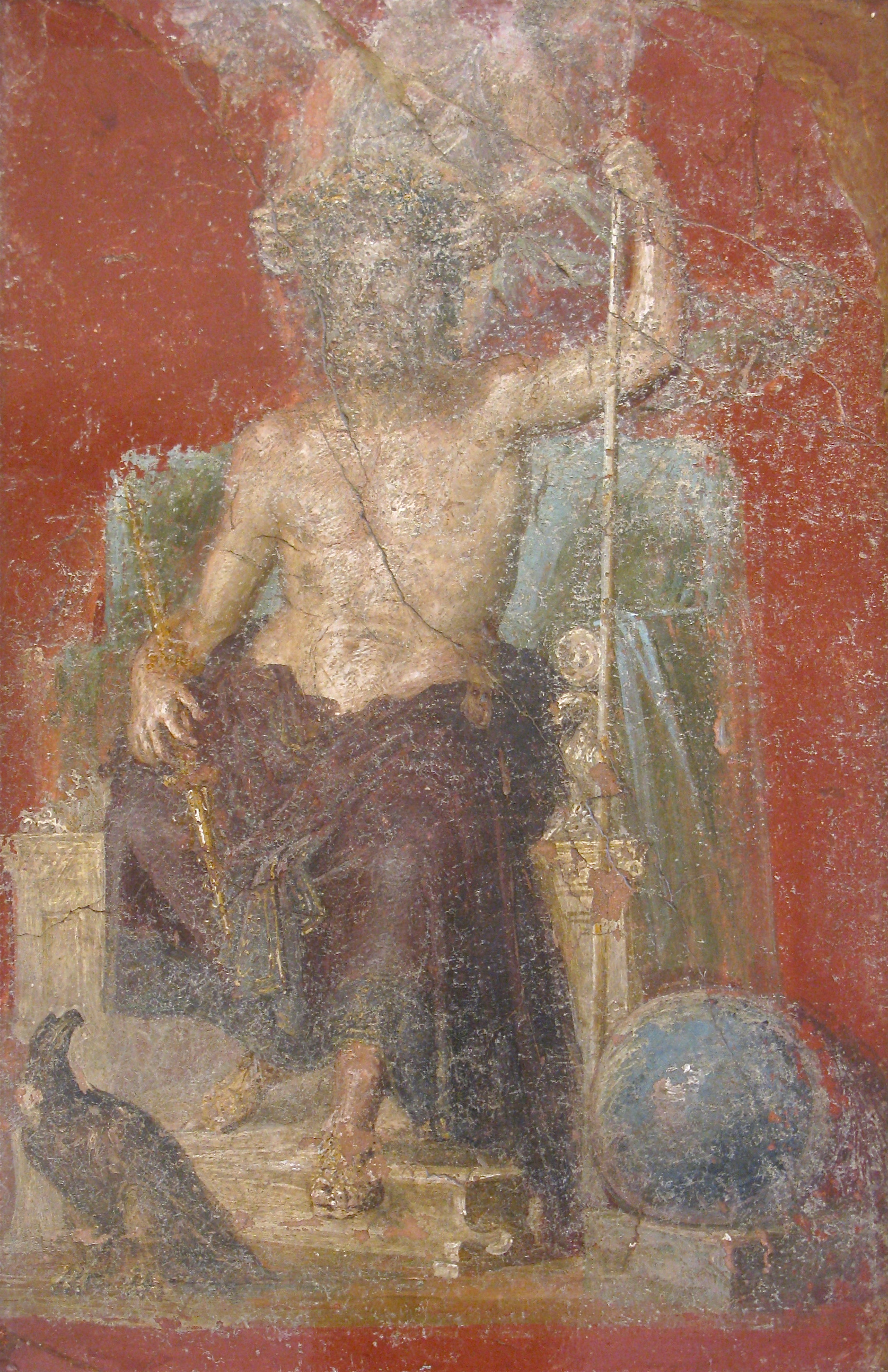
Fresque de Zeus (Jupiter), Pompéi, maison des diosucres.

Les dieux et les héros apparaissent comme des personnages dont les mythes relatent la naissance, les relations et les histoires, mais dans le même temps les dieux peuvent être vus comme des « Puissances » de la nature. Selon Vernant, « ce qui fait d'une Puissance une divinité, c'est qu'elle rassemble sous son autorité une pluralité d'effets, pour nous complètement disparates, mais que le Grec apparente parce qu'il y voit l'expression d'un même pouvoir s'exerçant dans les domaines les plus divers. Si la foudre et les hauteurs sont de Zeus, c'est que le dieu se manifeste par tout ce qui dans l'univers porte la marque d'une éminente supériorité, d'une suprématie. » Si les mythes n'offrent pas une présentation systématique des dieux, de leurs relations ou de leur hiérarchie, ils présentent toutefois à plusieurs égards les dieux comme les membres d'une collectivité ou selon les rapports qu'ils ont les uns avec les autres. Homère écrivait à ce sujet « Les dieux ne sont pas inconnus l'un à l'autre, même s'ils demeurent en des maisons éloignées. (Odysées V, 79-80.) ». Les dieux sont pour nombre d'entre eux membres d'une collectivité rassemblée dans les hauteurs, sur l'Olympe, Zeus étant le plus puissant de tous les dieux. Chez Hésiode, la Théogonie (genèse des dieux), est aussi une cosmogonie (genèse du monde). Ce mythe tend à présenter l'histoire comme l'instauration progressive de l'ordre du monde, par engendrement successif des êtres, la terre (Gaïa) apparaît dans le chaos, elle engendre le ciel (Ouranos) qui engendre avec elle les dieux, ceux-ci à leur tour se reproduisent puis viennent les hommes, etc. Selon ce mythe, le temps éloigne progressivement les hommes des dieux.
Avec les mythes, l'unité des êtres allant des humains aux dieux est envisagée sous le mode de la génération. Tous les humains sont à un degré lointain descendants des dieux, mais le temps les en a éloignés. Les dieux, les muses, les daïmons ou les héros sont ainsi à différents degrés de supériorité par rapport aux hommes qui en parlent. Puisque c'est le temps et le passage des générations qui éloigne des dieux, les Grecs considéraient que les anciens  sont « meilleurs que nous » ou plus puissants, (hoi kreittones) parce que plus proches des dieux.

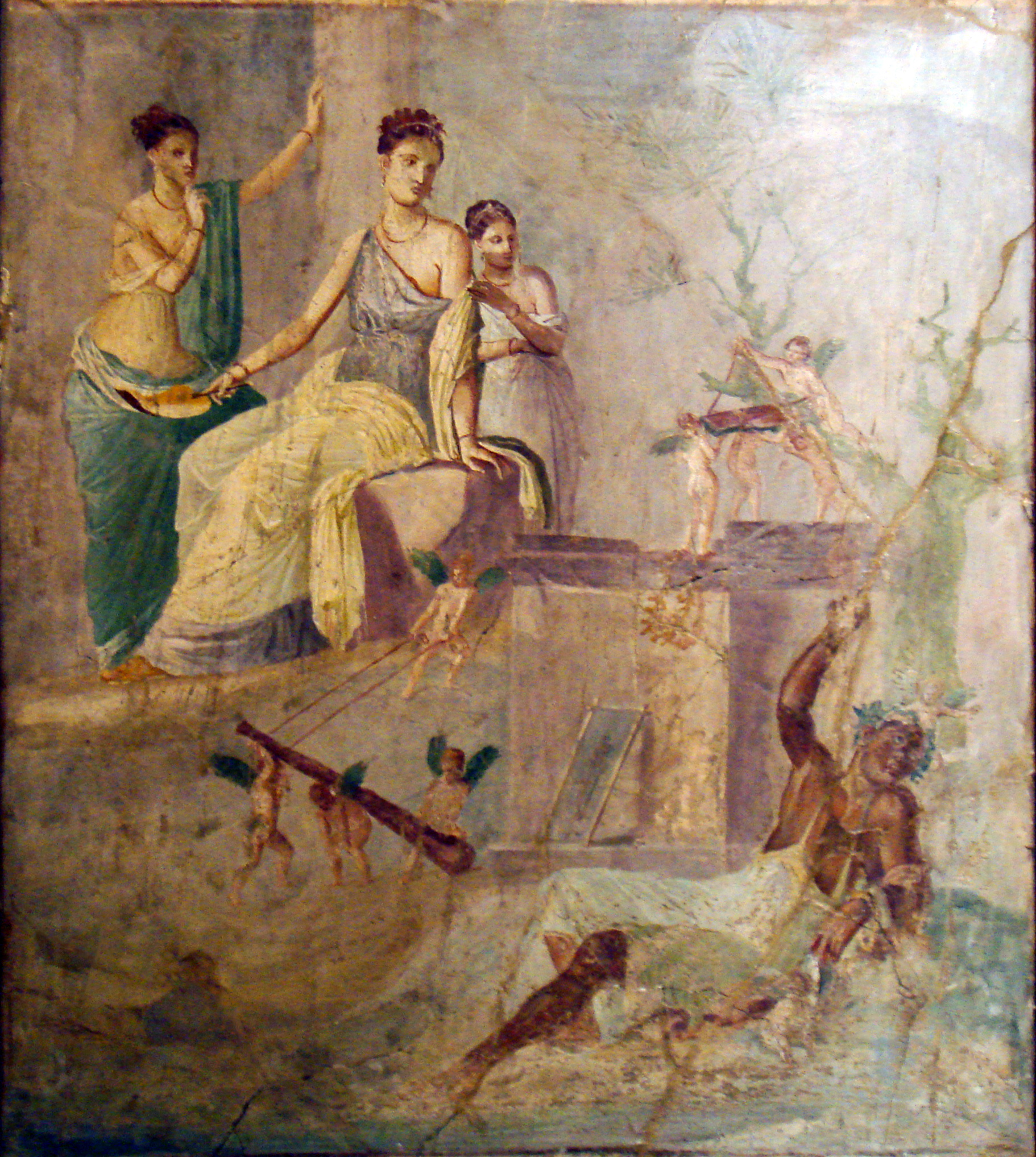
Hercule, ivre et habillé en femme sous le regard de la reine Onfale de Lydie.

Les philosophes ont développé une critique des récits sur les dieux et des cultes qui leur sont rendus au nom des qualités qu'ils considéraient devoir être reconnues à ces dieux. Aux dieux tels qu'ils sont présentés par les mythes, Platon a opposé, par les questions de Socrate, un dieu nécessairement bon, qui ne peut être que la cause du bien. Jean Grondin qualifie cette critique chez Platon d'« agathonisation » du divin (agathos signifie « bon » ou « bien » en grec). Il s'agit de réfuter comme impie, ou indigne des dieux, tout ce qui n'est pas bien, juste et bon. Platon met en évidence l'impiété de celui qui prend pour modèle la vie des dieux telle qu'elle se donne dans les récits mythiques. Ainsi Euthyphron, répondant à Socrate, se justifie de vouloir faire condamner son père, ce qui à l'évidence est la plus grande impiété qui soit, par l'exemple de Zeus qui avait vaincu son père Chronos. Dans le livre III de La République, Platon reprend l'idée d'une supériorité des anciens qui tiendrait à ce qu'ils étaient plus proches des dieux et la retourne contre les récits des poètes : « les anciens, qui étaient plus puissants que nous, et qui étaient plus près des dieux, nous ont transmis cette tradition... ». Au nom de cette supériorité des dieux, Platon reproche aux poètes d'avoir été inconséquents en faisant de ces êtres supérieurs les acteurs d'histoires dans lesquels ils ont des comportements lamentables. Il épingle ainsi ce qu'a écrit Homère sur Priam : « Priam, que sa naissance approchait des dieux, suppliant, se roulant dans la poussière... »

#### Le divin et Dieu
Très critiques envers les récits des poètes, les philosophes envisagent souvent, plutôt que des dieux, un singulier unique et cohérent, le théion (le divin) dont il est déjà question dans les fragments d'Héraclite (VIe siècle av. J.-C.). La réflexion sur la nature du divin s'est développée dans la pensée grecque puis latine conduisant à identifier le logos au divin. Suivant la tradition philosophique stoïcienne, Cicéron écrit ainsi que le divin est « la raison suprême dans la nature » (ratio summa insitia in natura).

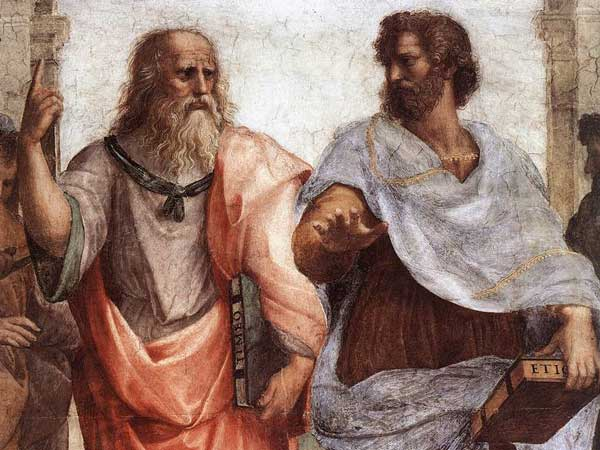
Platon indiquant les choses du ciel, Aristote celles de la terre, détail de L’École d’Athènes, Raphaël, Vatican.

Dans Les Lois de Platon, le divin est d'abord l'ordre cosmique. Connaître le divin c'est connaître les lois éternelles du monde, celles qui doivent organiser la cité idéale. Le Timée expose les principes qui doivent guider la recherche d'une connaissance vraie. Platon s'y oppose à ceux qui jugent suffisante l'expérience des choses de la nature pour accéder à la vérité. Il estime qu'elle permet d'accéder à ce qui est vraisemblable mais que l'on ne peut « percer les secrets de la nature ». C'est que, pour Platon, le vrai est d'un autre ordre que celui de la nature : « Qu'est-ce qui existe de tout temps sans avoir pris naissance, et qu'est-ce qui est produit continuellement, sans être jamais? L'un, qui est toujours le même, est compris par l'entendement et la raison ; l'autre est reçu par les sens et non par l'intelligence ; la connaissance que nous en avons est une opinion ; il naît et périt toujours, sans exister jamais réellement. Or, tout ce qui naît procède nécessairement de quelque cause ... » Ainsi les choses de la nature viennent de l'« Un », qui existe de tout temps, qui peut être compris par la raison, mais qui n'est pas les choses de la nature.  
Aristote s'est opposé à la césure que Platon avait établie entre l'Un ou la cause première et les choses de la nature, excluant ainsi que leur seule observation puisse y conduire. Entre Platon et Aristote une dialectique s'établira selon deux pôles, parfois jugés opposés, parfois complémentaires, l'un étant l'observation des choses de la nature qui conduit vers sa cause première, l'autre étant celle de l'Un, suffisant à lui-même, sans aucune nécessité qui lui soit extérieure.

Le terme théon est parfois employé au singulier sans aucune précision qui permettrait de penser qu'il s'agisse d'un dieu en particulier. En français le nom théon ainsi employé se traduit par « Dieu ». Aristote, dans le livre XII de la métaphysique, parle d'un théon comme de ce qui meut sans être mû, le premier moteur immobile de l'univers, un être parfait qui a la vie et l'éternité : 

« Si donc Dieu jouit éternellement de ce suprême bonheur, que nous, nous ne goûtons qu'un moment, c'est une chose déjà bien admirable ; mais, s'il y a plus que cela, c'est encore bien plus merveilleux. Or, il en est bien ainsi ; et la vie appartient certainement à Dieu, puisque l'acte de l'intelligence, c'est la vie même, et que l'intelligence n'est pas autre chose que l'acte. Ainsi, l'acte en soi est la vie de Dieu ; c'est la vie la plus haute qu'on puisse lui attribuer ; c'est sa vie éternelle ; et voilà comment nous pouvons affirmer que Dieu est l'être éternel et l'être parfait. Donc, la vie, avec une durée continue et éternelle, est son apanage ; car Dieu est précisément ce que nous venons de dire. »

Dans l'Antiquité, il arrive aussi que cet être suprême soit nommé Jupiter ou « Jupiter suprême » surtout chez les stoïciens qui ont largement identifié le divin à Zeus et la raison à sa loi. (Stoïcisme, Chrysippe ; Cicéron, Les Lois II, 4) Un Jupiter abstrait des récits mythiques par lequel il était connu semble avoir été identifié à Dieu dans le même temps où les juifs puis les chrétiens ont identifié leur Dieu au théon des philosophes. Les philosophes juifs puis chrétiens, notamment Philon d'Alexandrie et Athénagore, trouveront chez les philosophes du portique (stoïciens) les termes dans lesquels exprimer leurs doctrines. Athénagore est convaincu de la parenté du christianisme avec la pensée des stoïciens : « Les philosophes du Portique, même s'ils multiplient les noms de la divinité, en variant les appellations suivant les modifications de la matière que pénètre selon eux l'esprit de Dieu, pensent en réalité que Dieu est unique. [...] Son nom de Zeus vient du bouillonnement de la matière, celui d'Hèra de l'air, et ainsi selon chaque partie de la matière qu'il pénètre (Supplique, VI,4). »
Les philosophes grecs ont accompli un effort pour penser le rapport entre l'un et le multiple. En ce sens ils n'ont été ni monothéistes, ni polythéistes, selon une opposition qui s'est imposée à l'époque des Lumières mais qui ne fonctionne pas dans l'Antiquité. Les Anciens ont pensé l'unité de Dieu et du divin tout en considérant une multiplicité d'êtres, de médiations ou de manifestations de ce Dieu. Les auteurs juifs et chrétiens ont inscrit leurs façons de rendre compte de leur Dieu dans le prolongement de cette pensée. Dans ce contexte, le terme « polythéiste » apparaît dès l'Antiquité chez Philon d'Alexandrie pour qualifier la pensée de ceux qu'il estime avoir échoué à penser l'unité du divin : affirmer qu'un discours est polythéiste signifie qu'il est incohérent, qu'il est incapable de rapporter le divers à l'unité. Cependant, dans l'Antiquité, malgré l'emploi occasionnel du terme, il n'y a pas eu d’investissement sur l'idée de polythéisme, il faut attendre l'époque moderne pour qu'elle soit développée en rapport avec celle de monothéisme. Le terme monothéisme a été inventé au XVIIe siècle, au moment où l'on se met à considérer qu'il existe de tout temps une multitude de religions se présentant comme autant de « systèmes de croyances ». Il est dès lors envisagé qu'il y ait eu des religions polythéistes où l'on croit à plusieurs dieux et des religions monothéistes où l'on croit en un seul dieu ou en Dieu. Admettre l'adjectif « polythéiste » pour qualifier des religions, c'est cependant laisser passer une distorsion dans la description de ce qui est ainsi qualifié car le terme suggère qu'il existe des discours religieux qui défendent l'existence de plusieurs dieux tels que Dieu se conçoit comme être unique, or il n'en va pas ainsi des dieux, des daimones, des muses, des héros et de l'ensemble des êtres supérieurs évoqués par les mythes et qui n'ont jamais été tenus pour être chacun tel que Dieu se conçoit. Au XVIIIe siècle, alors que commençait à s'imposer l'idée selon laquelle le monothéisme avait supplanté le polythéisme, Voltaire identifiait ce problème dès la première ligne de son article sur le polythéisme : « La pluralité des dieux est le grand reproche dont on accable aujourd’hui les Romains et les Grecs : mais qu’on me montre dans toutes leurs histoires un seul fait, et dans tous leurs livres un seul mot, dont on puisse inférer qu’ils avaient plusieurs dieux suprêmes ». Par la suite l'idée qu'il y a des religions polythéistes et d'autres monothéistes est tout de même devenue la vulgate des discours modernes sur les religions, mais distinguer des religions monothéistes de religions polythéistes ne permet pas de rendre compte du fait que le problème de l'unité et de la diversité de l'être s'est posée de façon continue chez les Grecs, les Latins, les juifs ou les chrétiens, tandis que l'on prétend aujourd'hui décrire avec ces termes des choses différentes et autonomes qui en fait ne sont qu'une division du même sur un plan conceptuel.

### Philosophie et culte des dieux dans la cité
Le culte des dieux dans les cités grecques, comme le sera la religion romaine, est essentiellement une affaire politique. Le culte des dieux concerne la piété et les vertus des citoyens, et, par là, le succès et la conservation de la cité. Ainsi, à Socrate qui lui demande ce que font l’eusébeia et l'hosiótês, Euthyphron répond : « Ce que je puis te dire en général, c'est que la sainteté consiste à se rendre les dieux favorables par ses prières et ses sacrifices, et qu'ainsi elle conserve les familles et les cités ; que l'impiété consiste à faire le contraire, et qu'elle perd et ruine tout, »

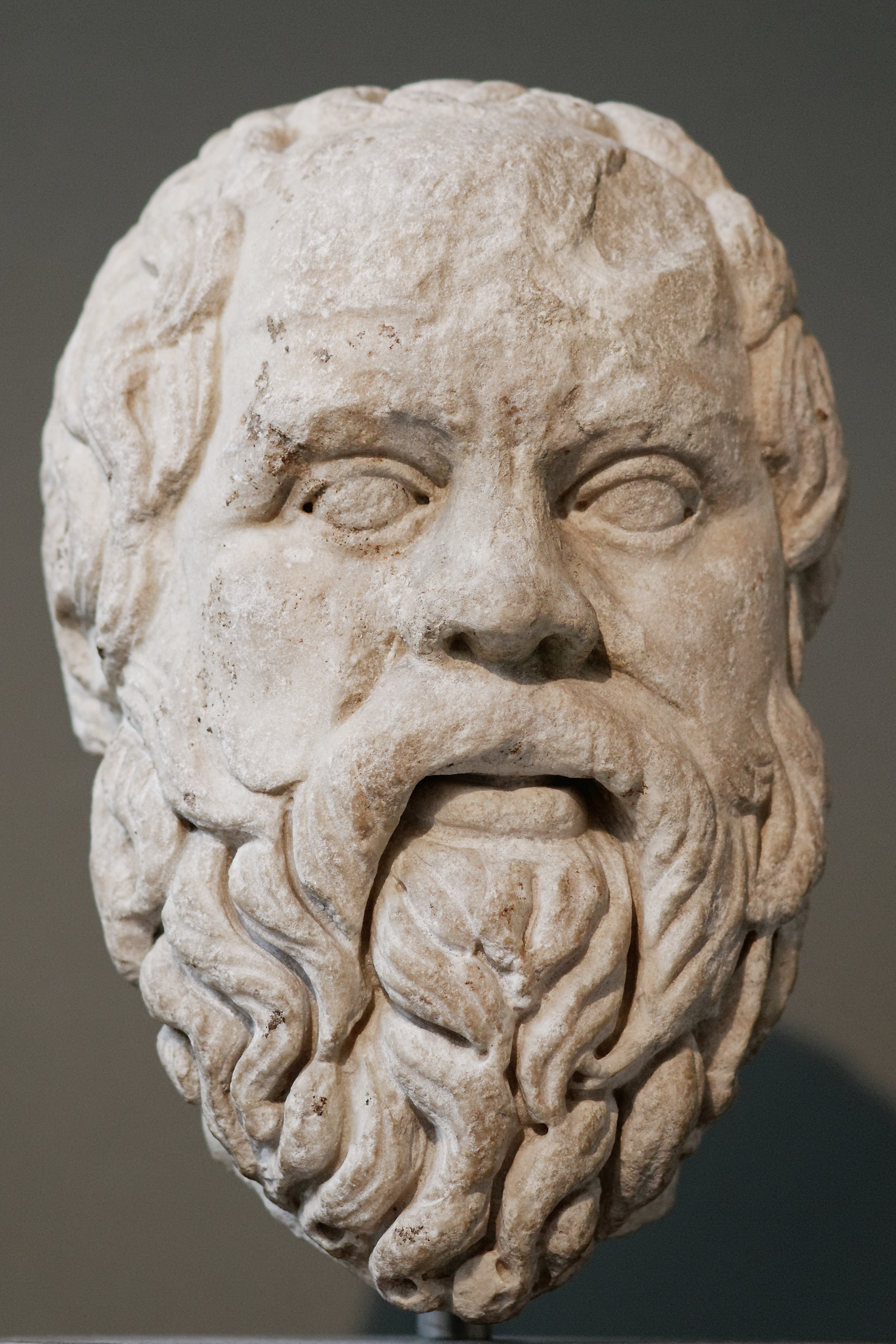
Socrate.

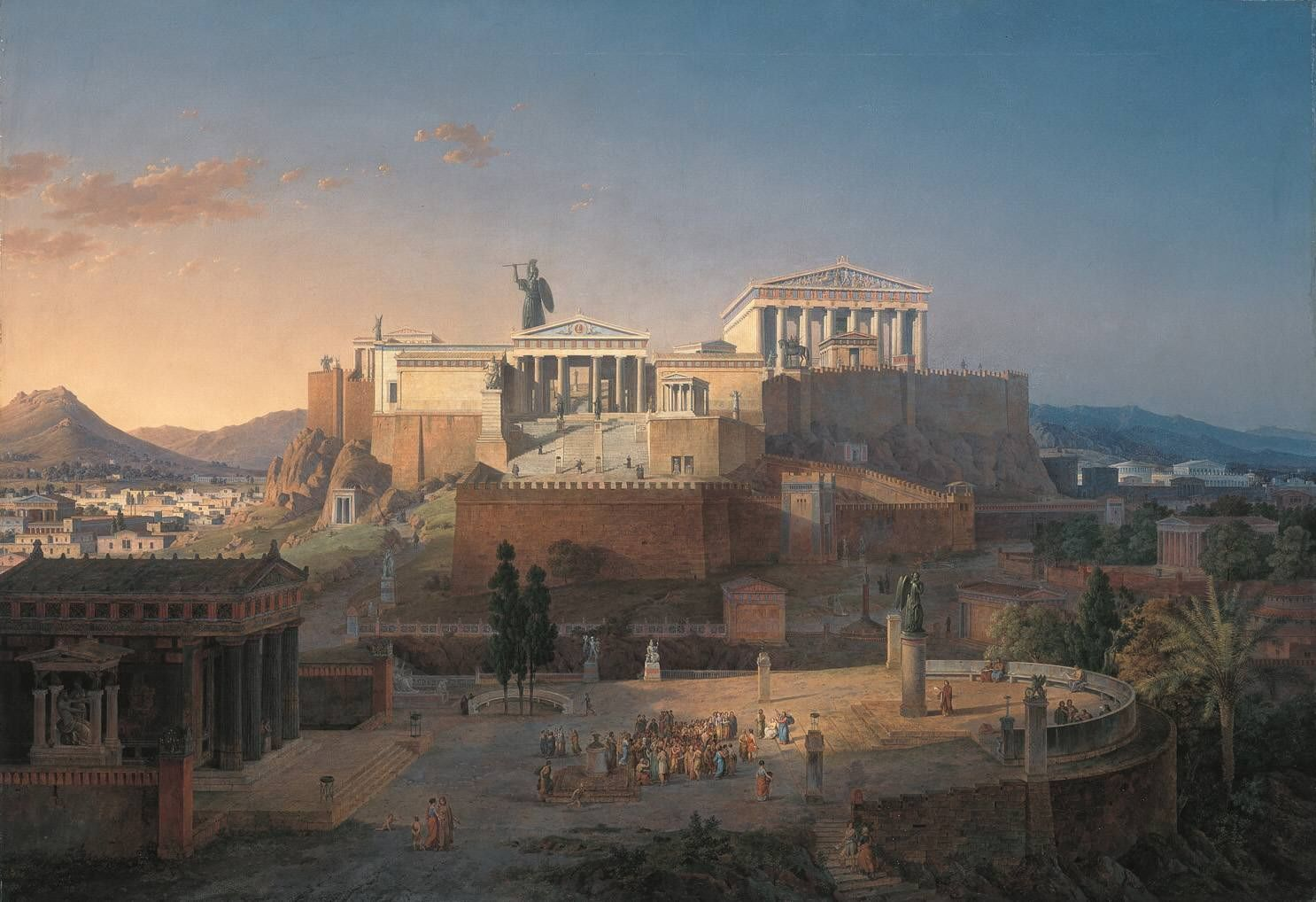
Athènes, Leo von Klenze, 1846.

Le procès de Socrate rapporté par Platon dans l’Apologie de Socrate, reflète les exigences relatives aux cultes des dieux dans la cité et les débats dont elles étaient l'objet. Accusé d'impiété, Socrate, n'est pas accusé de ne pas croire aux dieux. Le terme employé dans les débats sur les accusations faites à Socrate pour son attitude envers des dieux de la cité est νομίζω(grec ancien), il s'agit au sens le plus littéral de « les avoir en usage » c'est-à-dire de pratiquer la coutume de leur rendre un culte, ce que n'aurait pas fait Socrate. Devant cette accusation Socrate répond qu'il avait toujours accomplis les cultes de la cité. Dans cette polémique la piété apparaît, non pas dans l'ordre d'un croire ou d'un tenir pour vrai, mais comme la pratique d'un culte et l'accomplissement de rites conformément à la tradition.
Dans le dialogue entre Euthyphron et Socrate, considéré comme le dialogue de Platon sur la religion, Socrate demande sans cesse à Euthyphron ce que sont l’eusébeia et l’hosiótês dans une seule question. Cependant eusébeia et hosiótês ne semblent pas être exactement synonymes. Tandis que l’eusébeia est le fait d'accomplir pour les dieux ce qui est établi, traditionnel et convenu, l’hosiótês implique une rectitude, une droiture ou une justice qui n'est pas nécessairement celle de la tradition, mais qui est de l'ordre de ce qui est juste en soi. Platon, en employant les termes eusébeia et hosiótês comme s'ils voulaient dire la même chose, tenterait d'éveiller chez Euthyphron la question de la justesse ou de la moralité de ce qui est fait de manière coutumière, ce qui a été établi de manière empirique. Il confronte ainsi l’eusébeia comme attitude rituelle et traditionnelle envers les dieux à l’hosiótês comme respect d'une loi divine.

Les questions de Socrate touchaient à ce qu'il fallait tenir pour vrai concernant la piété et le culte rendu aux dieux tandis que la cité s'est senti menacée par ce questionnement, et a réagi en l'accusant d'impiété. Ainsi Socrate demandait sans ambages à Euthyphron : 

« Tu crois sérieusement qu'entre les dieux il y a des querelles, des haines, des combats, et tout ce que les poètes et les peintres nous représentent dans leurs poésies et dans leurs tableaux, ce qu'on étale partout dans nos temples, et dont on bigarre ce voile mystérieux qu'on porte en procession à l'Acropole, pendant les grandes Panathénées ? Euthyphron, devons-nous recevoir toutes ces choses comme des vérités ? »

 Ce qui est ensuite au cœur de son procès est la vérité (en grec ancien ἀλήθεια/alếtheia), et ce qu'il faut tenir pour vrai, δόξω (opinion, ou doxa). Il ne s'agit pas de la pistis (confiance) qui deviendra le terme grec pour désigner la foi avec le christianisme, mais il s'agit bien de ce qu'il faut croire ou ne pas croire. Pour Jean Grondin, il y a une certaine exagération à considérer que la religion grecque ne concernerait que les actes que l'on accomplit. Ce qu'il faut tenir pour vrai y prend une importance croissante, et le questionnement philosophique a joué un rôle de premier plan dans l'intrusion dans la religion, qui reste alors essentiellement une affaire politique, de débats sur ce qui est crédible ou ce que l'on est en droit de tenir pour vrai. 

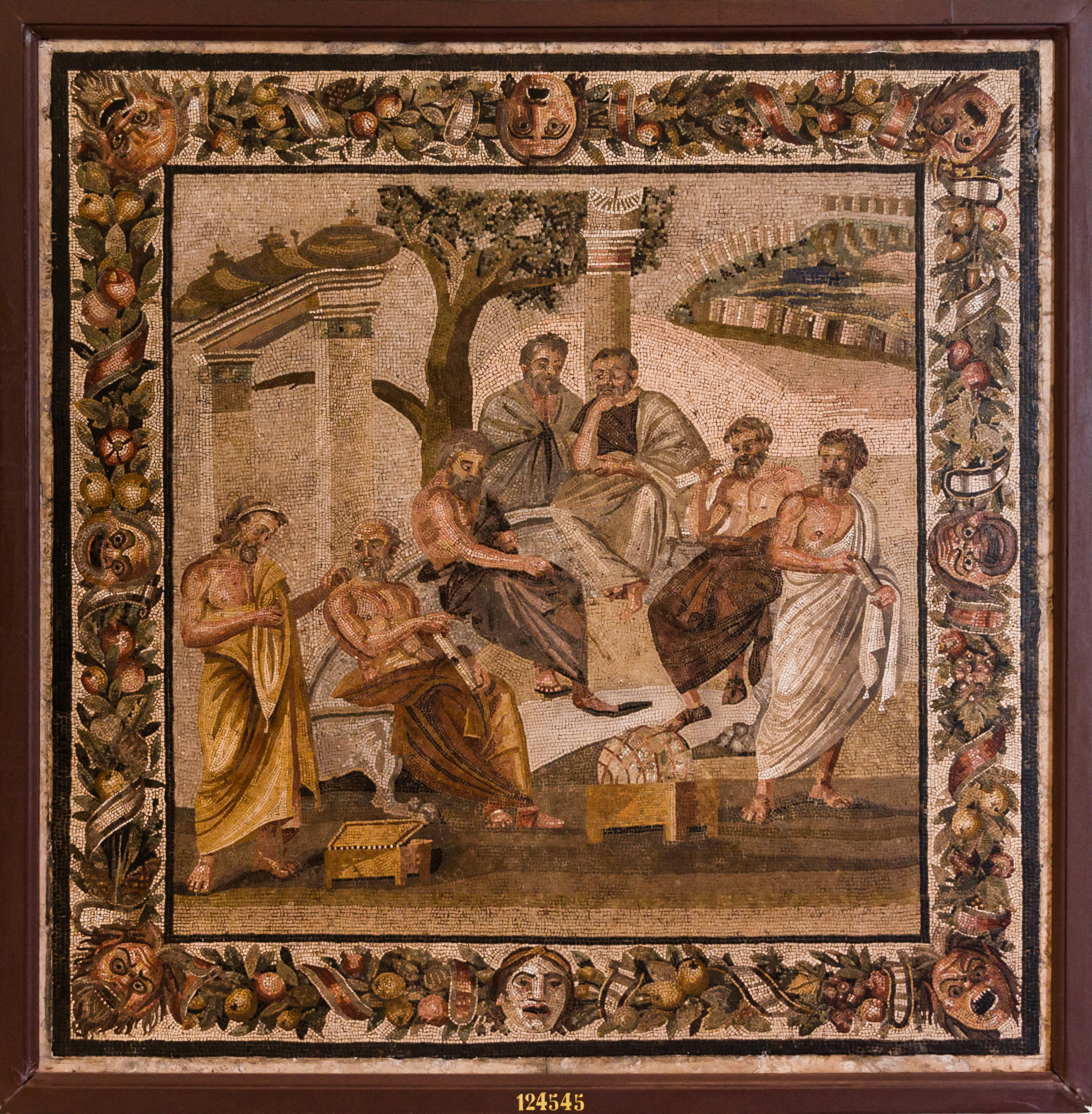
École de philosophie, (académie de Platon, mosaïque de Pompéi).

La distinction entre religion et politique n'a aucun sens à l'époque de Socrate, mais déjà la philosophie apparaît dans la cité comme un espace de discussion et de pensée qui se distingue ou s'affranchit de la politique. Selon Hannah Arendt, la politique au sens grec peut se comprendre comme centrée sur la liberté. Il ne s'agit toutefois pas de liberté au sens où le mot peut être envisagé aujourd'hui. Chez les Grecs, la liberté est avant tout le statut social d'une minorité d'individus : « L'homme libre est celui qui n'est pas soumis à la contrainte d'un autre. ». Les femmes, les mineurs et les esclaves en sont exclus. Étant exclusivement du ressort des hommes libres, la politique, comme discussion sur la manière de gouverner la cité, a pour fin de garantir aux hommes libres de « ne-pas-gouverner-ni-être-gouverné ». Hannah Arendt voit dans cette situation l'origine d'une certaine institutionnalisation de la philosophie. Ceux qui étaient « convaincus que la discussion à propos de quoi que ce soit produit non plus la réalité mais la tromperie, non plus la vérité mais le mensonge », ont voulu un espace de liberté au sein de débats publics dans lesquels tous interviennent. La vie philosophique, telle qu'elle est posée dans la création par Platon de l'école de l'Académie, est ainsi l'institution au sein de la polis d'un espace de liberté de parole pour un petit nombre d'individus, libre de la « libre discussion » entre tous. « De cette manière était créé, à côté du libre domaine du politique, un nouvel espace de liberté beaucoup plus réel, qui fonctionne encore aujourd'hui sous la forme de la liberté des universités et de la liberté académique. »

## La religion chez les auteurs latins antiques

### Le mot latinreligio

#### Les occurrences les plus anciennes du terme

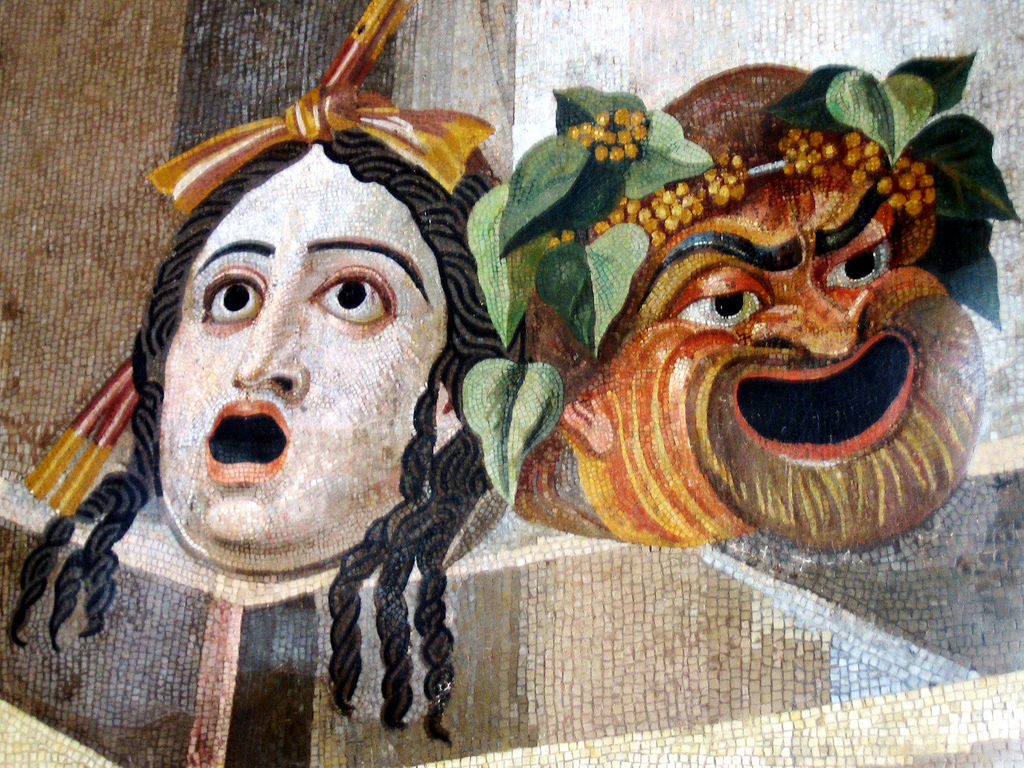
Masques de théâtre, mosaïque, Rome, Aventin.

Les emplois les plus anciennement attestés du terme latin religio se trouvent dans des pièces de théâtre traduites ou adaptées du grec par Plaute puis Térence aux IIIe et IIe siècles av. J.-C.. Rédigés pour susciter l’hilarité du public, ces pièces n'ont pas pour sujet la religion. L'emploi du terme dans l'une ou l'autre réplique est occasionnel, sa signification est incertaine ou difficile à établir, mais ce sont les seuls textes antérieurs au Ier siècle av. J.-C. où le terme religion soit employé. Il s'y trouve au total huit occurrences qui ont beaucoup attiré l'attention des philologues. Le terme est employé par des personnages au moment où ils doivent décider s'il convient ou non de faire telle ou telle chose.
Par exemple dans Le Marchand, nous voyons un personnage, Charin, qui affirme solennellement être prêt à tout pour retrouver celle qu’il aime. Il déclare ainsi : « J'y suis résolu, je la chercherai en quelque lieu du monde qu'on l'ait emmenée. Aucun obstacle ne m'arrêtera, ni fleuve, ni montagne, ni mer même. Je ne crains ni la chaleur, ni le froid, ni le vent, ni la grêle ; je supporterai la pluie, j'endurerai la fatigue, le soleil, la soif. Il n'y aura pour moi ni trêve ni repos, ni le jour ni la nuit, non certes, avant que j'aie trouvé ma maîtresse ou la mort ». Il invoque encore la protection des dieux de manière grandiloquente, puis un ami l'interpelle. Il lui fait valoir que le temps et les vents sont menaçants dans la direction qu’il prend alors que le ciel est clair de l'autre côté. Charin reporte aussitôt son départ en déclarant « La religion m’empêchant d’aller de ce côté, je me replie de l’autre. » (« Religionem illic obiecit, recipiam me illuc »). La religion semble ici être l’interprétation de phénomènes naturels. Dans le Charançon, la religion est invoquée par un personnage qui se serait bien passé d'une invitation à dîner mais qui déclare « il y a la religion, impossible de refuser », (« religio fuit, denegare nolui »). Ici la religion pourrait être de l'ordre de la politesse ou de la civilité.
Une autre situation dans laquelle la religion est invoquée concerne le serment (iurandi) et se trouve dans l’Andrienne de Térence. Deux comparses s’apprêtent à abandonner un nouveau-né au seuil d'une porte tout en ayant prévu qui le découvrirait. Celui qui tient l'enfant demande à l'autre de le poser à sa place : « pourquoi ne le fais-tu pas toi-même ? » - « Parce que, si par hasard il me faut jurer à mon maître que je ne l'ai pas mis là, je veux pouvoir le faire à l'aise (liquido) ». L'autre s'exécute en lui disant « c'est nouveau, maintenant la religion s'empare de toi instantanément. » (nova nunc religio in te istaec incessit)

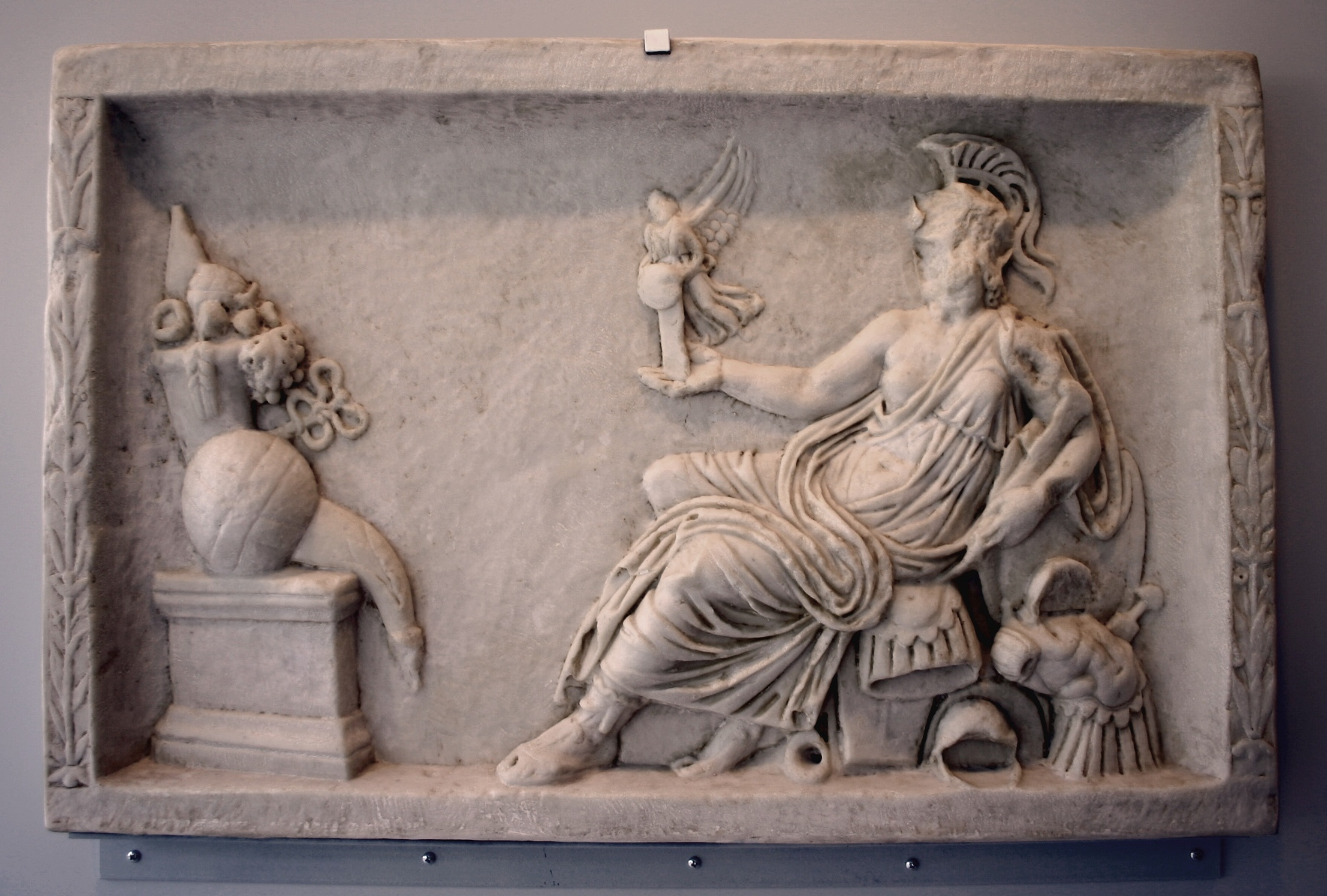
Rome tenant en main la victoire.

Au Ier siècle av. J.-C., le terme religio est plus fréquemment employé dans les poèmes de Virgile en même temps qu'il devient un terme clé d'écrits spéculatifs latins, en particulier chez Lucrèce et Cicéron. Ce sont les textes les plus anciens à en traiter directement et à donner des éléments de définition. La religio y est traitée comme une affaire grave et polémique. Elle concerne la loyauté, la capacité de tenir un serment fait devant les dieux, la justice qui se fonde sur ces serments dits « religieux », le respect de ses parents, le dévouement à la patrie, la grandeur de Rome, les temples, les cultes, les cérémonies ainsi que les questions sur la nature des dieux et les secrets de la nature. La religion a enfin clairement été définie par Cicéron en 84 av. J.-C. comme « le fait de s'occuper d'une nature supérieure, que l'on appelle divine, et de lui rendre un culte. »

#### Débats sur la signification ancienne du termereligio
La valeur et la signification du mot religio dans la littérature latine de l'Antiquité a été l'objet d'appréciations divergentes, parfois contradictoires. Jusque dans les années 1970, il était largement admis, sur la foi d'études philologiques, que religio désignait « un scrupule de conscience » ou « une crainte superstitieuse ». Dans ce sens, en 1960, Pierre Grimal, spécialiste de littérature latine, écrivait que « Le terme de religio est obscur, il ne désigne pas, d’abord, le culte rendu aux divinités, mais un sentiment assez vague, d’ordre instinctif, d’avoir à s’abstenir d’un acte donné, l’impression confusément ressentie que l’on se trouve face à un danger d’ordre surnaturel. Ce sentiment que l’on éprouve par exemple au moment de fouler un sol consacré, ou de partir en voyage ; il tient du pressentiment, de l’intuition superstitieuse. ». Dans le même temps, certains chercheurs, notamment Georges Dumézil et Émile Benveniste, ont publié d'importantes études sur l'origine et l'étymologie du terme religion, dont il ressort qu'elle serait de l'ordre d'un « recueillement », d'une « reprise sur soi ». 
En 1978, prenant le contre-pied des approches fondées sur les conceptions subjectivistes ou psychologiques de la religio des Romains, John Scheid écrivait, dans une étude sur la religion de la Rome tardo-républicaine, que « la crainte superstitieuse individuelle de certains Romains, que tous les citoyens pieux et bien pensant condamnaient » n'a rien à voir avec « la religio proprement dite ». Par ailleurs, l'idée de « recueillement » ou de « reprise sur soi » que Benveniste et Dumézil considéraient comme l'essence de l'idée de religion d'avant le christianisme, a en fait été développée beaucoup plus clairement par des auteurs chrétiens de l'Antiquité tardive qu'elle ne l'avait été avant eux. Notamment, c'est Augustin et non pas Cicéron qui, à partir de l'étymologie relegere, a affirmé que la religion était de l'ordre d'une méditation ou d'une relecture de Dieu en soi. Plus largement, les écrits de l'Antiquité tardive témoignent de ce qu'à cette époque, ce qui était considéré comme religieux relevait de l'intériorité et d'une certaine subjectivité tandis que la religion vécue comme un ensemble d'obligations sociales était fortement remise en cause. Benveniste a soutenu à peu près l'inverse, considérant que la religion était avant le christianisme de l'ordre de la subjectivité et de l'intériorité tandis qu'elle serait devenue avec lui de l'ordre des obligations. 
Au début du IVe siècle, Augustin d'Hippone signalait que les auteurs latins avaient choisi le mot religio pour traduire le terme grec de treskeia désignant le culte rendu au divin. Il indiquait aussi que, dans le langage courant de son époque, le terme religion n'était pas nécessairement pris dans le sens qu'avaient voulu lui donner les auteurs latins. Ce faisant, il pourrait avoir laissé une indication intéressante, bien que très tardive, sur le sens qu'a eu le terme latin religio en dehors des écrits philosophiques marqués par la pensée des Grecs : 

« Le mot de religion semblerait désigner plus distinctement, non toute sorte de culte, mais le culte de Dieu, et c’est pour cela qu’on s’en est servi pour rendre le mot grec treskeia. Toutefois, comme l’usage de notre langue fait dire aux savants aussi bien qu’aux ignorants, qu’il faut garder la religion de la famille, la religion des affections et des relations sociales, il est clair qu’en appliquant ce mot au culte de la déité, on n’évite pas l’équivoque ; et dire que la religion n’est autre chose que le culte de Dieu, ce serait retrancher par une innovation téméraire l’acception reçue, qui comprend dans la religion le respect des liens du sang et de la société humaine. »

— Saint Augustin, La Cité de Dieu, X, 1.
Selon Daniel Dubuisson, ce que manifeste tardivement ce passage de La Cité de Dieu en parlant de religion comme d'un « respect des liens du sang et de la société humaine » est le « sens premier, latin et civique » du terme. Pour sa part, John Scheid insiste sur le fait que la religion des Romains se présente d'abord comme une organisation sociale et qu'elle ne s'accompagnait pas d'un discours spéculatif sur elle-même, pas plus que sur les dieux ou la nature du divin. Il envisage l'ancienne religion romaine comme une religion civile, sans « théologie » ni théorie écrite, mais établie dans des actes cultuels et des cérémonies de la tradition. Cette manière d'être religieux est foncièrement rituelle. Selon Pierre Gisel, en toute situation « il y a un rite à accomplir, sans engagement croyant, ni reprise sur soi. »

### La religion par Cicéron

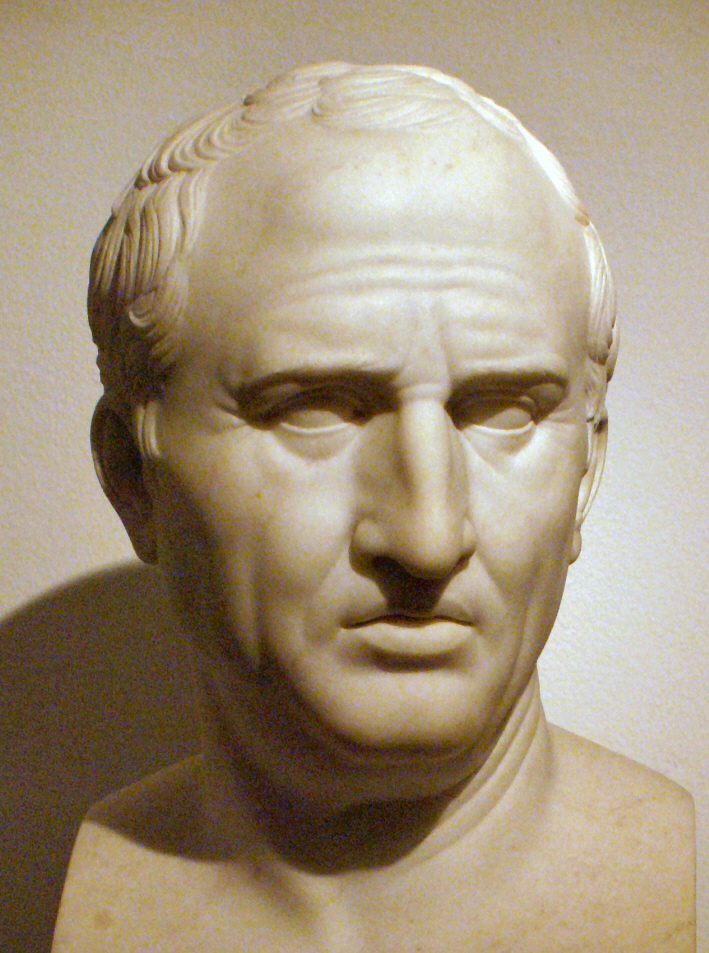
Marcus Tullius Cicero

La définition la plus ancienne que nous possédions de la religion a été donnée par Cicéron (106-43 av. J.-C.), en 84 av. J-C. dans une œuvre de jeunesse. Cicéron écrit ainsi : « La religion est le fait de se soucier (curam) d'une nature supérieure, que l'on appelle divine, et de lui rendre un culte (caeremoniam). ». Cette définition se trouve dans un passage rhétorique du traité De l'invention oratoire à propos du droit. Elle fait partie d'une liste de définitions brèves, énumérées à l’appui de l’idée que le « droit coutumier » (consuetudine ius) se rapporte au « droit naturel » (naturae ius). L'idée est que le droit coutumier ne dépend pas d’opinions mais est fondé sur ce que la nature nous enseigne. De la même manière, la nature enseigne la religion, la piété, la reconnaissance, la vengeance, le respect et la vérité. Pour Cicéron, ce qui est coutumier chez les Romains doit être considéré comme rationnel être interprété rationnellement, car il relève d'un enseignement de la nature. Ici s’exprime chez Cicéron un point de vue philosophique stoïcien qui défend que la nature entière est régie par des principes rationnels, ces principes sont compris comme un ordonnancement divin et il nous est possible de le connaître par la raison. 

« La justice est une disposition de l'âme, qui, sans blesser l'intérêt général, rend à chacun ce qui lui est dû. Elle a sa source dans la nature ; ensuite l'utilité a fait de certaines choses autant de coutumes ; enfin la crainte des lois et la religion ont sanctionné l'ouvrage de la nature, confirmé par l'habitude. Le droit naturel n'est point fondé sur l'opinion ; nous le trouvons gravé dans nos cœurs, comme la religion, la piété, la reconnaissance, la vengeance, le respect et la vérité :
La religion est le soin (curam) d'une nature supérieure, que l'on appelle divine, et le fait de lui rendre un culte.
 
La piété est l'exact accomplissement de nos devoirs envers nos parents et les bienfaiteurs de notre patrie.

La reconnaissance est le souvenir de l'attachement et de l'affection d'un autre, et le désir de lui rendre service pour service.

La vengeance repousse et punit la violence, l'injustice et tout ce qui peut nous nuire.

Le respect consiste dans les marques de déférence qu'on témoigne aux hommes supérieurs en mérite et en dignité.

La vérité est le récit et comme l'image fidèle du présent, du passé ou de l'avenir.

Le droit fondé sur la coutume consiste, ou dans le développement et la force que l'usage donne à des notions naturelles, comme à la religion, ou dans les choses que nous inspire la nature, confirmées par l'habitude, et que le temps et l'approbation du peuple ont changées en coutumes, comme un contrat, l'équité, un jugement antérieur. »

— Cicéron, De l'invention oratoire, II, 53-54 ou 160-162
Suivant des études récentes sur la religion des Romains, la « cure » dont il est question dans la définition de la religion par Cicéron pourrait se comprendre comme une « occupation pratique » plutôt que comme une « préoccupation » ou un souci spéculatif de la nature divine. En ce sens, selon Catherine Salles, si les Romains prenaient grand soin de leurs dieux, ils ne se préoccupaient pas de leur nature. Un auteur tel que John Scheid insiste quant à lui sur le fait que la religion des Romains se présente d'abord comme une organisation sociale et qu'elle ne s'accompagnait pas d'un discours spéculatif sur les dieux ou la nature du divin. Cependant, la définition de Cicéron introduit de fait l'idée que ce à quoi les Romains rendent un culte par la religion est une « nature supérieure, que l'on appelle divine », et il défend l'idée selon laquelle les coutumes des Romains procèdent d'une nature qui elle-même est régie par les principes divins. En ce sens, Jean Greish, lorsqu'il cite cette première définition de la religion, traduit le mot latin curam par « souci ». Il incite ainsi à comprendre la religion définie par Cicéron comme une « préoccupation » d'ordre métaphysique concernant une « nature divine supérieure ». La définition de la religion par Cicéron, bien qu'elle soit donnée par un Romain et qu'elle soit la plus ancienne connue, aurait ainsi d'emblée le caractère nouveau « des idées venues des Grecs », par rapport à ce qu'il est possible d'appeler rétrospectivement la religion des Romains.
Dans l'œuvre de Cicéron, en plus des livres dans lesquels il en traite en rapport à un questionnement sur la nature des dieux, certains passages expriment une conception civique de la religion sans égard pour l'idée de nature divine. Dans le Plaidoyer pour Flacus, Cicéron écrit « chaque cité a sa religion, nous avons la nôtre. » Liant directement la religion à la citoyenneté, l'avocat romain cherche à disqualifier les Grecs et les Juifs qui ont témoigné à charge contre Flacus. Cicéron demande aux magistrats : « Croirez-vous des étrangers ? ». Les Grecs sont dénoncés pour leur incapacité au testimoniorum religionem, c'est-à-dire celle de produire un témoignage scrupuleux, religieux, qui ait la valeur du serment qu’un Romain fait devant les dieux. Les Juifs, quant à eux, ont, d'après Cicéron, une religion « trop peu digne de la majesté de notre empire, de la splendeur de notre nom, des institutions de nos ancêtres ». C'est pour discréditer le témoignage d'un Juif que Cicéron déclare « chaque cité a sa religion » Considérant les Juifs comme citoyens de Jérusalem, il compare Rome à Jérusalem tout en jouant sur l'idée romaine selon laquelle Rome domine le monde grâce à l'excellence religieuse de ses citoyens. Si Jérusalem n'a pas la splendeur de Rome, c'est que leur religion n'a pas la valeur de celle des Romains et donc le témoignage d'un Juif ne vaut pas celui d'un Romain.
À la fin de sa vie, Cicéron consacrera un traité complet à la question de la nature des dieux, dans lequel il fait un usage abondant du terme religio. Dans ce traité des philosophes épicuriens et stoïciens sont convoqués par un pontife, lui-même du courant philosophique des académiciens, pour : « qu'ils examinent ce qu'il faut penser de la religion, de la piété, de la crainte des dieux, des cérémonies, de la foi, du serment, des temples, des sanctuaires, des sacrifices solennels, des auspices même à la prise desquels je préside. »

### La religion défaite et piétinée par Lucrèce

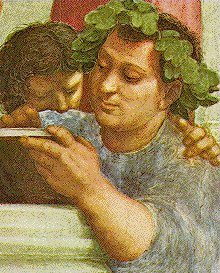
Épicure le front paré de la couronne des muses, par Raphaël, détail de la fresque de l'École d'Athènes, Vatican.

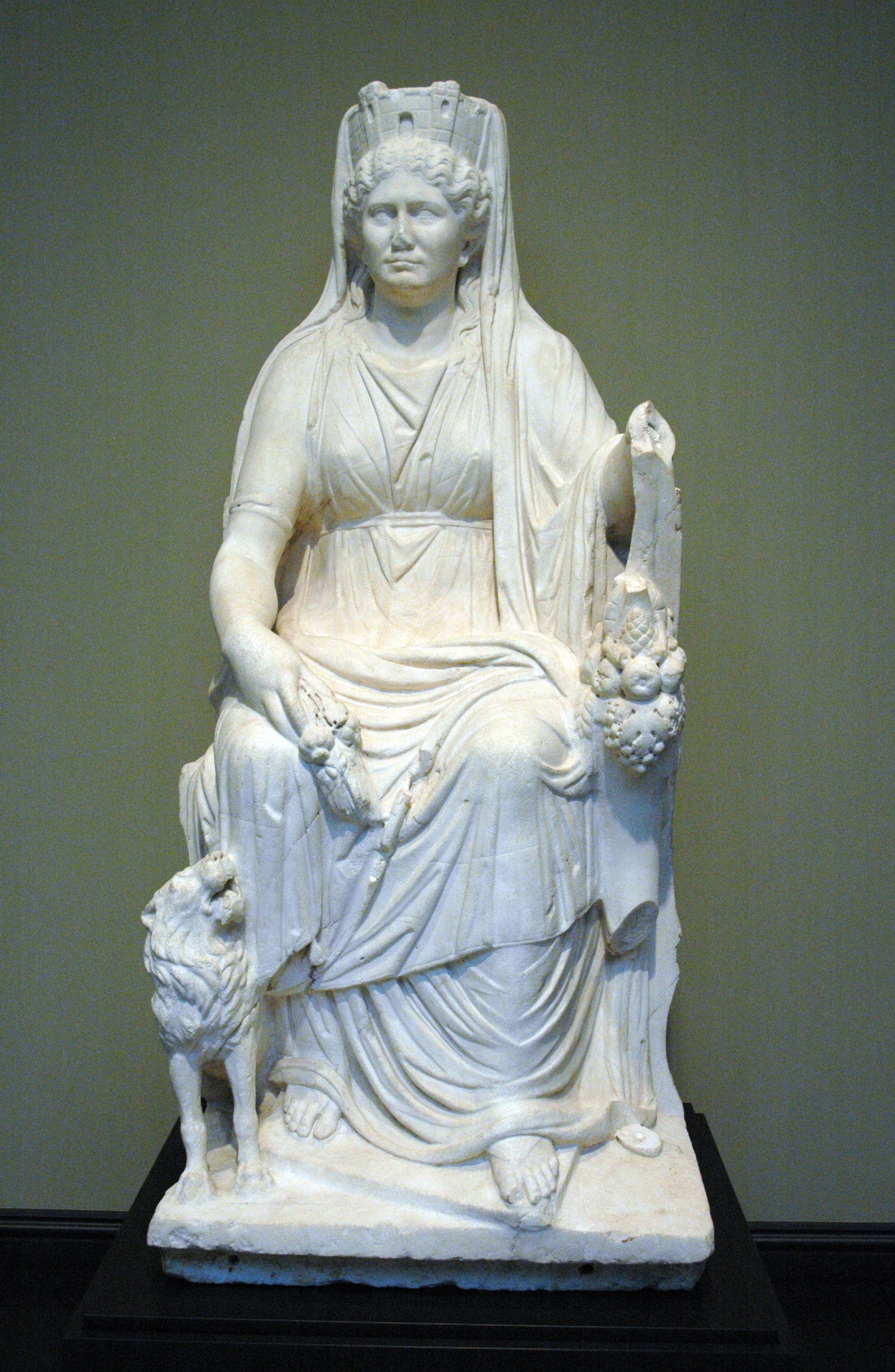
Cybèle, marbre romain,

Avec le De Rerum Natura, Lucrèce (98-54 av. J.-C.) poursuit non seulement l'objectif de faire connaître la pensée d'Épicure aux Latins mais aussi celui de détruire ce qu'il appelle « religion ». Faisant l’apologie du poème qu'il compose il écrit : « Joie d'aller aux sources vierges boire à longs traits, joie de cueillir des fleurs nouvelles, de glaner pour ma tête la couronne merveilleuse dont jamais les muses n'ont paré aucun front. Car j'enseigne de grandes choses : d'abord je viens défaire les nœuds dont la religion nous entrave, et puis, sur un sujet obscur je compose des vers si lumineux, imprégnant tout de charmes poétiques. » Dans ce passage le vers « Religionum animum nodis exovelere pergo » peut se traduire plus littéralement par : « Je viens libérer les âmes des nœuds de la religion ». Ce vers sera invoqué comme argument en faveur de l'idée que la religion est à cette époque de l'ordre du lien et donc en faveur de étymologie religare. Pour Lucrèce, la religion est contraire à la nature divine dont Cicéron défend qu’elle est issue, et il ne sert à rien de chercher à obtenir la faveur des dieux, la théologie épicurienne niant toute implication des dieux dans les affaires humaines :

« La nature absolue des dieux doit tout entière 

jouir de l’immortalité dans la paix suprême, 

à l’écart, bien loin des choses de notre monde, 

exempte de souffrance, exempte de périls, 

forte de ses ressources, sans nul besoin de nous, 

elle est insensible aux faveurs, inaccessible à la colère. »

Pour Lucrèce, la religion est à la fois ce qui engendre les crimes et les souffrances dans le monde et ce qui empêche l'humanité d'accéder à la véritable nature des dieux : 

« La vie humaine, spectacle répugnant gisait
 
sur la terre, écrasée sous le poids de la religion, 

dont la tête surgie des régions célestes 

menaçait les mortels de son regard hideux,

quand pour la première fois un homme, un Grec,

osa la regarder en face et l’affronter enfin. »

Lucrèce parle d'Épicure comme de celui qui, ayant affronté et terrassé la religion, permit d'accéder à la nature divine. Il « força les verrous de la nature » et « parcourut par l’esprit l’univers infini ». Épicure revient vainqueur de son parcours spirituel, « Ainsi la religion est soumise à son tour, piétinée, victoire qui nous élève vers le ciel ». 
La religion que combat Lucrèce est symbolisée par le culte de Cybèle, déesse qui a chez lui une laideur diamétralement opposée à la beauté de Vénus. Cybèle est une déesse d'origine orientale dont le culte s'est d'abord répandu chez les Grecs puis chez les Romains. Ayant enfanté Jupiter, elle est considérée comme la Mère de tous les dieux. Lucrèce décrit sa statue et le cortège qui défilait à Rome le premier jour des fêtes de cette déesse : « Une couronne de rempart ceint le sommet de sa tête car la terre en ses hauteurs est fortifiée de villes. Encore aujourd'hui, quand, terrifiante procession, sa statue est portée à travers les terres immenses, la divine Mère est parée de cet emblème. (II, 605-609) » Lucrèce décrit ensuite les processions violentes qui accompagnent ce culte : « Ils brandissent des armes emblèmes de leur fureur, et le cœur impie, l'âme mauvaise de la foule se laisse terrifier par la puissance de la déesse. (II, 621-623) » Lucrèce indique que selon les mythes des Grecs, ces processions armées et leur fracas visent à empêcher Saturne, le père de Jupiter, « de croquer le marmot (Jupiter) et d'infliger à sa mère (Cybèle) une blessure éternelle (II, 638-639) ». Mais pour Lucrèce ces processions pourraient aussi symboliser ce qu'il considère comme l'ordre de Cybèle : « défendre la patrie par les armes et le courage, être la sauvegarde et l'honneur de ses parents. (II, 641-643) » La description allégorique de Cybèle renvoie ainsi autant aux mythes des Grecs sur les dieux qu'à ce qui par ailleurs peut être considéré comme constitutif de la religion des Romains : la cité et ses remparts, la piété filiale et les vertus héroïques des guerriers.

### Théorie romaine de la religion

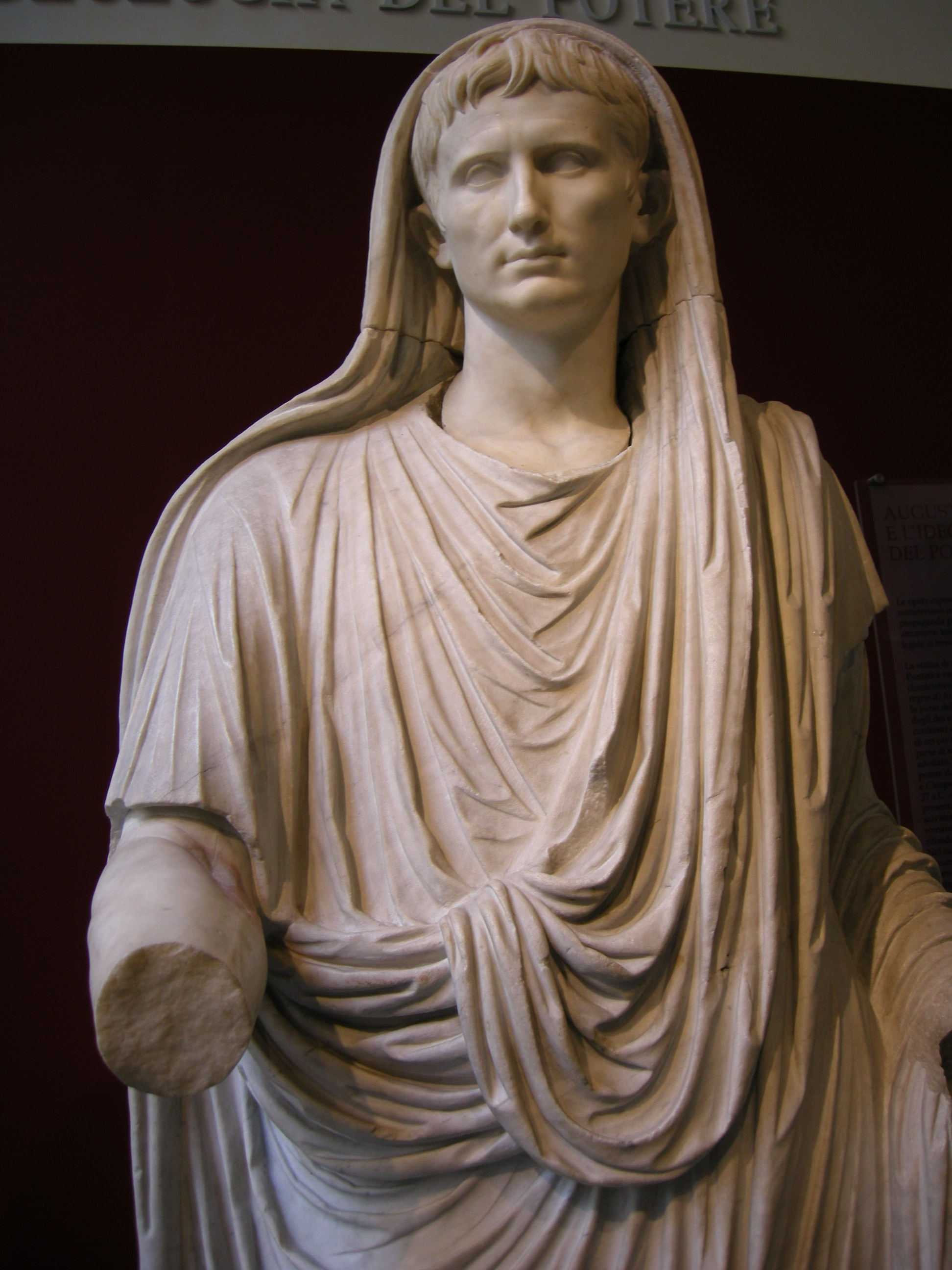
L'empereur Auguste vêtu de la toge de pontife suprême, dit « Auguste de la via Labicana », Rome, env. 20 av. J.-C.

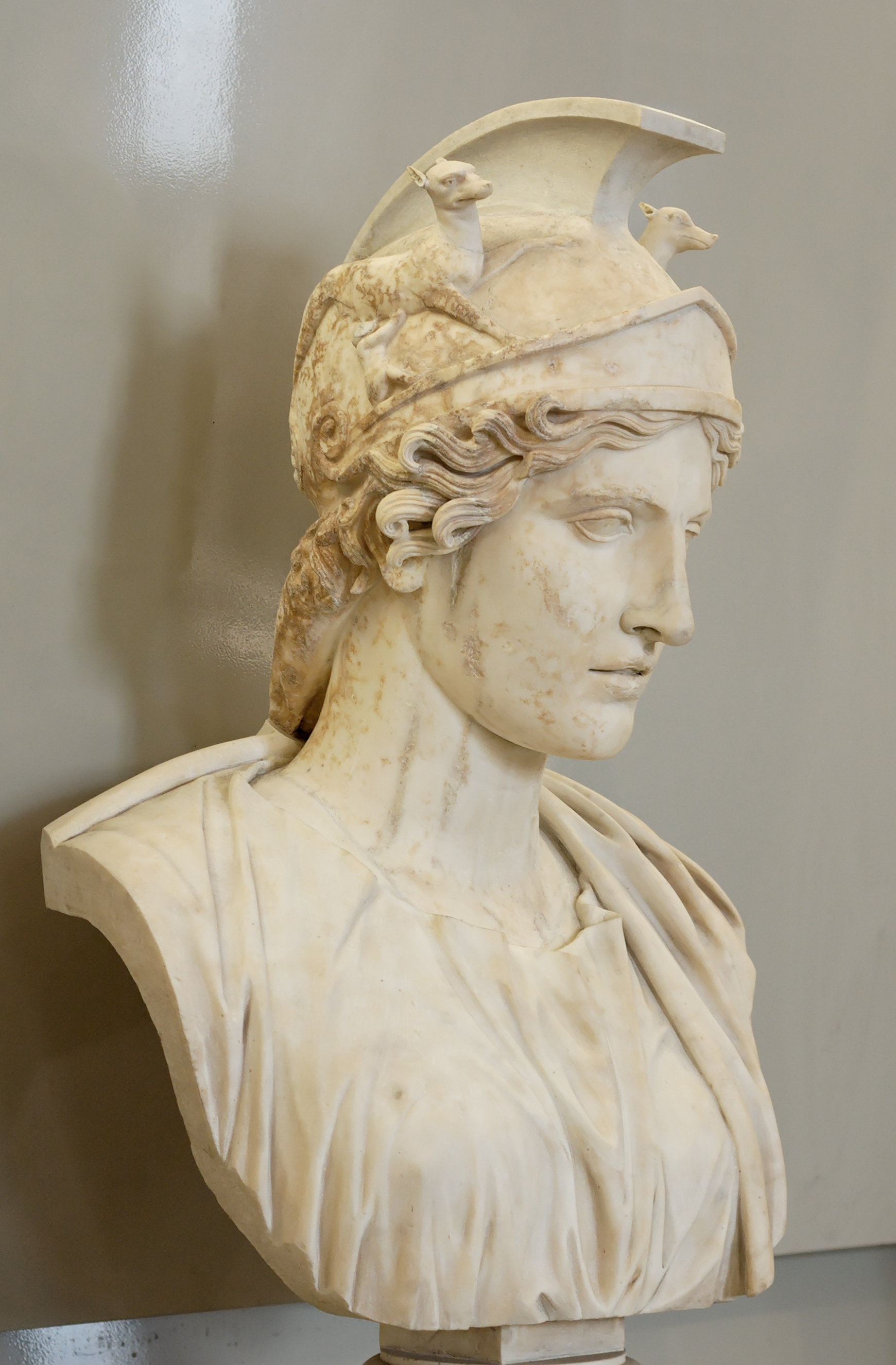
Buste de la déesse Rome (Dea Roma) ou de Minerve, déesse tutélaire des cités romaines.

Tandis que les Romains ne produisaient guère d'écrits dans le cadre de leurs pratiques religieuses traditionnelles, leurs débats philosophiques ou théologiques sur les « idées venues des Grecs » se prêtaient particulièrement bien à l'écrit. De ce fait, ces discussions sur les dieux et sur la religion occupent une large place dans ce que nous ont transmis les sources latines de l'Antiquité, mais ces discussions ne traduisent pas nécessairement des opinions largement répandues ou discutées parmi les Romains, pas plus qu'elles n'ont eu une influence directe et immédiate sur la pratique. Pour John Scheid : « Les Romains pouvaient penser de leurs dieux et de la religion ce qu’ils voulaient, mais pas lors de la pratique. Ils en discutaient dans des réunions, dans des débats, ils lisaient des livres. Mais c’était là une activité culturelle, qui n’avait aucune conséquence religieuse. »
Ainsi, au cours du Ier siècle av. J.-C., différents intellectuels latins ayant fait leurs les arguments philosophiques des Grecs, ont tenté de rendre compte de la légitimité de la religion civile des Romains face, d'une part, aux pratiques mystiques d'interprétation des mythes et, d'autre part, aux courants rationalistes de la philosophie. Les écrits de Scævola, un pontife romain du début du Ier siècle av. J.-C., ceux de Varron ainsi que le traité De la nature des dieux de Cicéron ont en commun de distinguer trois manières de comprendre la nature des dieux et les cultes qui leur sont rendus. La première se fonde sur les mythes et leurs interprétations, la seconde est la religion civile et traditionnelle des Romains, la troisième est une approche rationnelle du divin principalement fondée sur l'observation de la nature.
Le Pontife Scævola a proposé une classification des dieux romains, distinguant les dieux « introduits par les poètes », ceux « introduits par les philosophes » et ceux « introduits par les hommes d'État ». Selon le témoignage que donne Augustin de la pensée de Scævola, « le premier genre n’est que badinage, parce qu’il comprend beaucoup de fictions indignes des dieux. Le deuxième ne convient pas aux cités, parce qu’il contient des choses superflues, certaines même dont la connaissance serait nuisible au peuple. » Seul le troisième genre, celui des dieux introduits par les chefs d'État, mérite qu'on s'y intéresse. Ainsi, en distinguant trois genres de dieux, Scævola indiquait ceux qu'il fallait honorer pour le bien de la cité, manière de signifier que si les Grecs ont des problèmes avec leurs dieux à cause de leurs poètes et de leurs philosophes, cela ne doit pas concerner les Romains. 
Un peu après Scævola, Varron a distingué trois genres de théologies, la théologie mythique, la théologie politique ou civile et la théologie physique. Varron définit la théologie comme « la raison par laquelle les dieux sont expliqués (id est rationis, quae de diis explicatur) ». En introduisant l'ensemble des sources se rapportant à ce qu'il appelle « la théologie tripartite de Varron », Jean Pépin remarquait que ces trois théologies se posaient comme des alternatives les unes aux autres, c'est-à-dire qu'il faut choisir entre la théologie mystique, la théologie politique et la théologie physique. De fait, il ne s'agit pas d'une théologie qui se diviserait en trois domaines complémentaires comme il existait d'autres tripartitions de la philosophie ou de la théologie, mais plutôt d'une tentative de comprendre comment trois approches théologiques différentes peuvent s'articuler, et, le cas échéant, de savoir laquelle est la meilleure. Commentant la théorie des trois genres de théologies de Varron, Augustin d'Hippone rapporte que Varron a associé la théologie civile à la théologie physique tandis qu'il rejetait la théologie mythique. Augustin estime que Varron n'a pas osé condamner une théologie civile qu'il ne jugeait pas meilleure que la théologie mythique ou bien qu'il n'a pas eu la liberté de parole qui lui aurait permis de la « mettre en pièce » comme il l'a fait pour la théologie mythique. Ainsi, Varron n'aurait pas partagé les convictions populaires liées aux dieux civils mais les aurait ménagées pour des motifs qu'il n'avoue pas. Quatre siècles plus tard, pour Augustin, il ne fait aucun doute que la religion civile et la théologie mythique doivent être rejetées sans ménagement tandis que le christianisme trouve sa place « dans le domaine de la théologie physique et du rationalisme philosophique ».
Enfin dans La nature des dieux de Cicéron sont confrontés trois points de vue philosophiques sur la religion. Le premier est celui des épicuriens, courant philosophique qui se caractérise par l'importance du rôle qu'y joue le maître. C'est parce que le disciple lui reconnaît une expérience spirituelle de la vérité qu'il se met à son enseignement et cherche à vivre la même expérience. Les épicuriens ne tiennent pas les mythes pour des histoires vraies, mais y voient des allégories divinement inspirées. Face au disciple épicurien, un philosophe stoïcien cherche l'accord entre ce que la nature enseigne du divin et les pratiques religieuses concrètes. Le dialogue se déroule chez Cotta, un pontife qui défend la religion civile. Tandis que ce dernier montre un profond mépris pour l'interprétation de mythes qu'il juge indignes, il adopte un point de vue philosophique radicalement sceptique, pour montrer que l'on ne peut rien démontrer sur l'existence des dieux. Après avoir soutenu le stoïcien lorsqu'il s'agissait de répondre à l'épicurien, il entreprend de démonter tout l'argumentaire stoïcien. Le scepticisme de Cotta s'articule cependant à une attitude civique et patriote, exigeant une fidélité sans faille aux dieux de la cité et à la tradition, indifférente au doute comme de la recherche de preuves. L'école de philosophie qui d'après Cicéron soutient cette pensée à la fois sceptique en philosophie et fidèle en religion est celle des Académiciens. Cicéron réputé avoir été sceptique, se prononce dans ce traité, plutôt en faveur des arguments stoïciens.
Cicéron semble avoir cherché comme Varron, un accord entre la religion civile et la philosophie parce que selon eux, la religion civile est nécessaire à la préservation du lien social bien qu'elle ne paraisse pas rationnelle. Leur effort consiste à établir la rationalité de la religion civile mais, dans le même temps, ils mettent en évidence les défauts de cette rationalité. Ainsi, dans le traité De la Nature des dieux, le dialogue entre le stoïcien, Balbus, qui défend une approche rationnelle de la religion et le Pontife Cotta qui défend la religion des ancêtres, tourne court. Cotta adresse ce reproche à Balbus : 

« Si tu as voulu démontrer, avec force arguments, l’existence des dieux, c’est que tu n’étais pas sûr qu’elle était aussi évidente que tu l’aurais voulu. Pour moi, assurément une chose suffit, c'est la tradition de nos ancêtres (nobis maioris nostros tradidisse). Mais tu méprises leur autorité et tu combats avec la raison. Permets donc que ma raison rivalise avec la tienne. »

— Cicéron, De la Nature des dieux, III, 4,9
Après l'exposé de Cotta, dans lequel il défend un point de vue totalement sceptique et démonte tous les arguments de Balbus en faveur de la religion, Balbus lui répond de manière cinglante :

« Dans cette discussion, j’ai combattu pour les biens les plus chers (pro aris et focis), pour les temples des dieux et les sanctuaires, ainsi que pour les murs de la Cité que vous autres, Pontifes, vous considérez comme sacrés, et vous mettez un plus grand soin à défendre la religion de la cité (urbem religione) qu’en la ceignant de fortifications. Tant que je vivrai, je considérerai comme un sacrilège de renoncer à ces valeurs »

— Cicéron, De la Nature des dieux, III, 40, 94

## Antiquité tardive: la religion christianisée
Ce qui définit pour les historiens la période de l'Antiquité tardive, est l'apparition et l'essor du christianisme. En quatre à cinq siècles, du milieu du IIe au VIe siècle, il est passé du statut de secte ou de superstition d'une infime minorité à celui de religion commune de l'Empire. Au cours de cette période, le christianisme est apparu à certains égards comme quelque chose de nouveau, en rupture avec la culture et la religion commune de la société, à d'autres égards, il y s'inscrivait, ayant accompagné les évolutions de la religion autant qu'il en a bénéficié.
Selon Pierre Gisel, le christianisme fait partie des composantes de la vie religieuse de l'Antiquité tardive, et c'est la société dans son ensemble qui est passée d'une religion essentiellement rituelle, à une religion ou une philosophie de l'interrogation sur soi en « lien » avec ce qui n'est pas soi. L'individu n'est plus seulement une part du cosmos incité à la sagesse pour préserver l'équilibre du tout, il est membre d'une communauté qui n'est pas toute la cité, il a son réseau de relations, il peut se convertir, avoir ses dieux ou son Dieu : « dans l'Antiquité tardive, la nouvelle forme du religieux dont participe le christianisme est donc centrée sur l'humain, l'individu ou la personne, et le divin lui est directement rapporté ; réciproquement d'ailleurs : l'humain est polarisé par le divin. ».

### Situation initiale du christianisme par rapport à la religion
Lorsqu'il commence à se développer dans l'Empire romain, le christianisme concerne la religion dans la mesure où il s'agit de religion telle qu'elle a été envisagée par certains savants, par exemple par Cicéron lorsqu'il la définissait comme le souci d'une nature divine supérieure. Cependant le christianisme n'est pas « une religion » au regard de ce qui est ordinairement considéré comme une religion dans l'Empire. Classiquement, il est question d'une religion pour la religion d'un peuple ou d'une cité, ce que n'est pas le christianisme. On ne se convertit pas aux religions ou la religion de l'Antiquité, la religion est celle de la citoyenneté ou de la naissance et c'est une question politique avant toutes autres considérations.

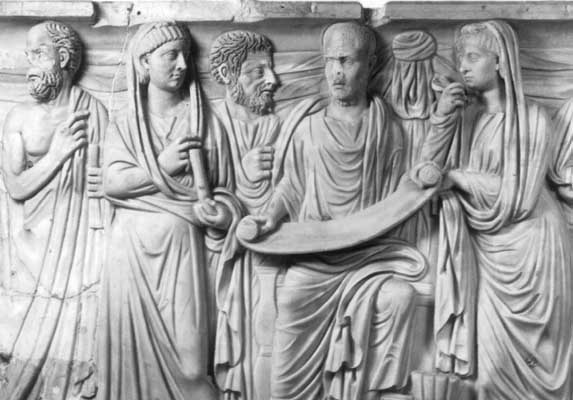
Plotin et ses disciples, Plotin fonde le néoplatonisme à Rome qui succède au néopythagorisme.

Le christianisme est qualifié de « secte ». Le terme n'a pas nécessairement un sens négatif à l'époque, il situe le christianisme parmi les associations dans lesquelles se pratique un culte et se transmet un enseignement. Elles sont nombreuses et diverses entre le Ier et le IIIe siècle : Le néopythagorisme, le culte de Mithra, celui d'Isis ou un peu plus tard les écoles néoplatoniciennes avaient, comme les chrétiens, des lieux de culte, des maisons, des initié(e)s, une hiérarchie, des livres, etc. Ces associations hétéroclites sont l'objet de plus ou moins d'indifférence ou de défiance de la part des autorités. Le pythagorisme puis le néoplatonisme sont assez bien acceptés, le culte de Mithra aussi, le culte d'Isis connut une alternance d'interdictions et d'autorisations, le christianisme fut interdit du Ier siècle à 311.
On ne sait pas à quand remonte l'interdiction légale du christianisme. La trace la plus ancienne est l'invocation par Trajan en 112 d'une jurisprudence selon laquelle c'est « le nom même de chrétien qui est interdit. » Elle pourrait remonter aux années 70. La raison de cette interdiction pourrait être que les Romains jugeaient inadmissible que l'on se recommande d'un dénommé « Christ » condamné à mort en bonne et due forme, et qui donc était coupable au regard du droit. L'interdiction de se dire chrétien n'implique pas que les chrétiens soient recherchés, mais elle les met dans une situation précaire : ils sont à tout moment susceptibles d'être dénoncés pour un autre motif, ce qui entraîne mécaniquement un procès qui débouche, sauf apostasie, sur leur condamnation au motif qu'ils sont chrétiens.

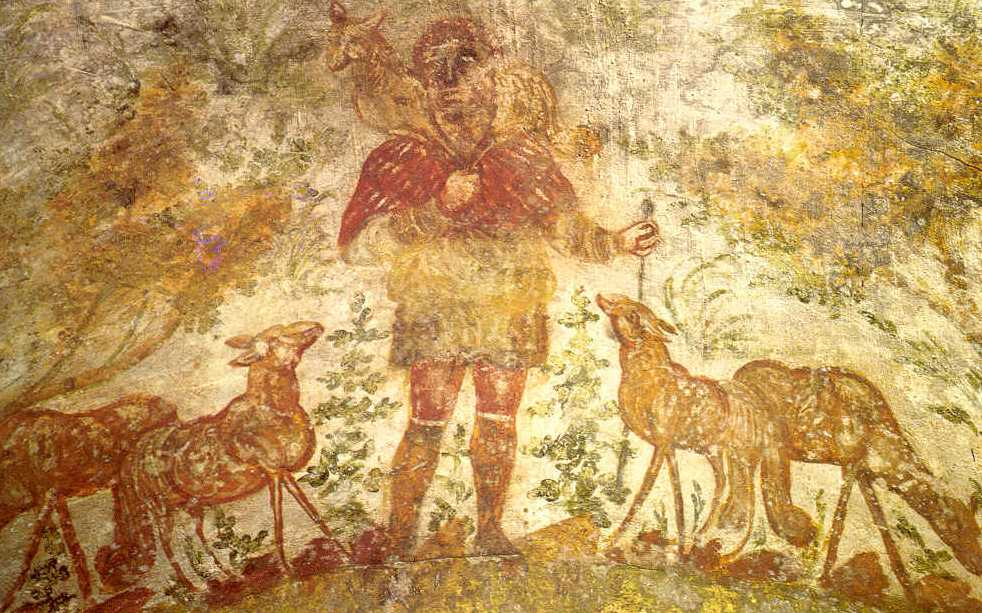
Le Christ bon berger, catacombe de Domitille, Rome, IIIe siècle

Entre le IIe et le IIIe siècle, le christianisme s'est développé dans à peu près tous les milieux sociaux de l'Empire, de façon inégale selon les régions. Selon Marie-Françoise Baslez, il se présente comme un ensemble de communautés, souvent très petites. Ce réseau de communautés est animé par les plus charismatiques de ses membres, tandis que dans les cités, un évêque, qui est le plus souvent aussi un notable de la ville, a la charge de l'Église en ce lieu. Le christianisme primitif semble avoir eu la forme de celles des associations, congrégations ou mutuelles qui se développent fortement à l'époque dans divers domaines, les professions, le commerce, l'enseignement, la philosophie ou le culte. Il est possible et même normal d'appartenir à plusieurs de ces groupes, ce qui fait que le christianisme se propage au travers du réseau social dont il est l'une des composantes. En ce sens le christianisme, bien qu'il soit interdit, est intégré dans la société de l'antiquité tardive.
Une autre raison pour laquelle le christianisme paraît avoir été en adéquation avec son temps est que les chrétiens partagent une désaffection largement répandue pour les rites et les cérémonies de la religion traditionnelle. Ils ne sont ni les premiers ni les seuls à considérer que les sacrifices d'animaux soient stupides ou même sacrilèges, que les dieux n'existent pas, que leur culte est de l'idolâtrie ou de la superstition. Les Pères de l'Église n'auront qu'à puiser dans une littérature abondante et ancienne pour l'exprimer à leur tour.
La désaffection pour les cultes de l'ancienne religion a inquiété le pouvoir et l'a incité à prendre des mesures. En effet durant l'antiquité tardive, l'axiome selon lequel « la vénération des dieux romains, si elle s’accomplissait selon les règles, garantissait la réussite de Rome » restait difficilement réfutable, même pour les chrétiens de la fin du Ve siècle. En 212, l'édit de Caracalla, par lequel la citoyenneté romaine a été donnée à tous les hommes libres de l'Empire, fut la première mesure importante, parmi celles visant à renouveler la religion traditionnelle. Dans la logique du donnant-donnant caractérisant la religion romaine, l'empereur accorde largement des droits pour recevoir de ces nouveaux citoyens qu'ils remplissent leurs nouveaux devoirs religieux : « Il faut que je fasse communier dans le culte des dieux tous les étrangers entrés au nombre de mes sujets. C'est pourquoi, à tous les étrangers du monde, je donne la citoyenneté. » Caracalla érige ainsi l'antique religio romaine en religion mondiale, le monde étant l'Empire romain. Selon Marie-Françoise Baslez « C'est un tournant dans la conception de la religion « officielle », qui fait émerger pour la première fois l'idée de communauté religieuse intégrée, avec une religion d'Empire qui se substituerait au système éclaté et local de la religion civique. »

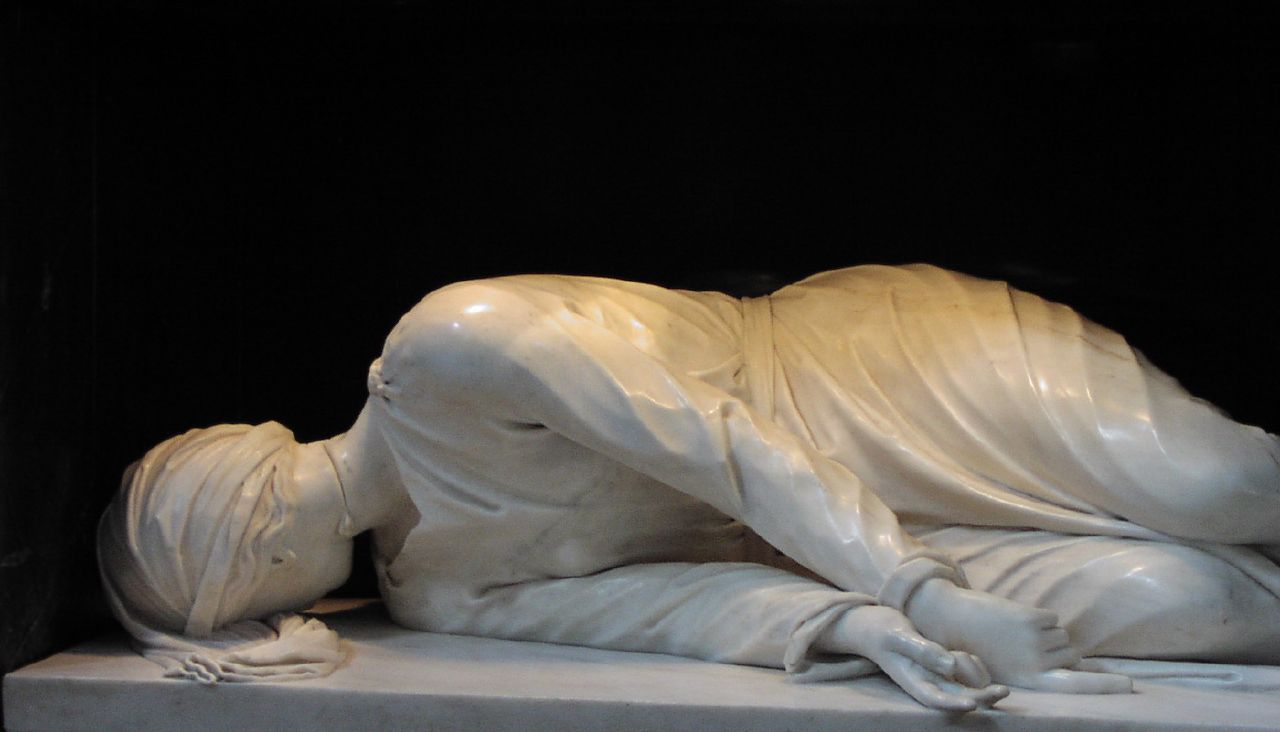
Martyre de sainte Cécile

Les persécutions religieuses légales et officielles visant délibérément les chrétiens ont commencé vers 250. Alors qu'il semblait nécessaire aux autorités de mobiliser les populations et les dieux pour la sauvegarde et le succès de l'Empire, il a été ordonné que chacun remplisse ses devoirs religieux, c'est-à-dire qu'il accomplisse des sacrifices. Dans un premier temps, ce volontarisme du pouvoir en matière religieuse n'a pas visé particulièrement les chrétiens. Cependant, certains chrétiens ont refusé les sacrifices demandés, assimilant le geste à une apostasie, d'autres, les lapsi, s'y sont pliés arguant que le geste était sans valeur ni signification, ou bien ils ont rusé pour laisser croire qu'ils l'avaient fait sans le faire, ou encore ils ne voyaient pas où était le problème. Les divergences entre chrétiens seront exacerbées à cette occasion. Les premières persécutions ont rendu notoire que l'exigence d'un sacrifice était un moyen de vérifier si quelqu'un était vraiment chrétien. Les autorités disposaient là d'un moyen pour trouver les chrétiens, tandis que les chrétiens pouvaient savoir à cette occasion qui était des leurs, et ceux qui avaient enduré les conséquences de leur refus de sacrifier se mirent à rejeter les lapsi. Les efforts de conciliation dans une Église qui se déchirait sur ces questions amèneront à ce que soit demandé, d'un côté, une attitude plus ferme de chacun dans le refus de ces sacrifices, et d'un autre côté, que les lapsi puissent réintégrer l'Église au prix d'une pénitence. 
Les persécutions se sont arrêtées lorsque les autorités prirent acte de leur inefficacité à faire revenir, même ceux qui avaient abjuré leur foi, aux cultes de l'ancienne religion. Un édit de Galère y met fin en 311. Cet édit affirme que le but des précédents édits de persécutions était de rétablir l'ordre ancien et que les chrétiens, qui ont renié les pratiques de leurs ancêtres pour celles d'une secte, redeviennent « sains d'esprit » (ad bonas mentes redirent). L'édit présente le christianisme comme une folie ou stupidité (stultitia) mais il dresse aussi un constat d'échec relatif des persécutions. Ne pouvant donc en être empêchés, les chrétiens sont autorisés à pratiquer ouvertement le culte de leur dieu. L'édit leur demande aussi qu'ils prient pour le bien et la conservation de l'Empereur et de l'Empire. En 313, Constantin précisera les modalités d'application de l'édit de Galère.

### L'adoption du terme religion dans le vocabulaire chrétien

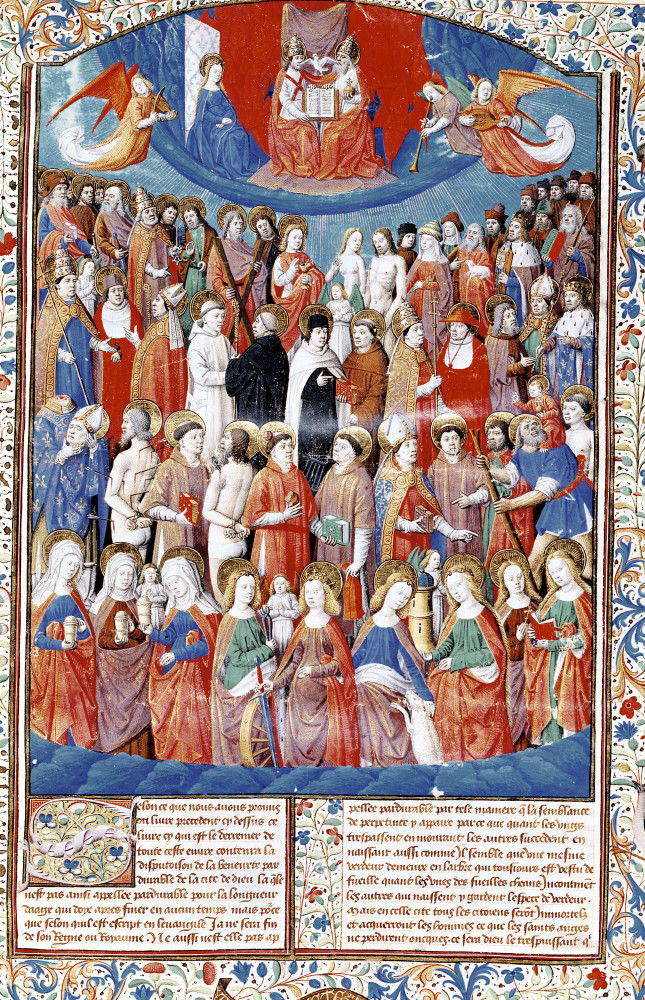
La cité de Dieu.

Alors que le terme religion ne faisait pas partie du vocabulaire du judaïsme ou du christianisme, le christianisme va adopter le terme, participant à l'évolution de sa signification et devenant « religion » selon la nouvelle acception du terme. L'engagement du christianisme dans la polémique sur la nature de la religion est dû à l'accusation faite aux chrétiens de ne pas respecter la religion et de ne pas en avoir. Tertullien puis Arnobe affirmeront que le christianisme est religion en opposant sans cesse « votre religion » à « notre religion ». Plutôt que « deux religions », ce sont « deux conceptions de la religion » qui sont mises en concurrence dans cette polémique.
Tertullien constate que les différents cultes des dieux nationaux ou des cités sont considérés comme des religions. Il cite ainsi les cultes des cités italiennes et des diverses provinces de l'Empire, faisant valoir qu'ils étaient autorisés alors que les divinités concernés n'étaient pas objet de culte à Rome même. Et il en conclut : « Nous sommes les seuls à qui l'on refuse le droit de posséder une religion à nous (Sed nos soli arcemur a religionis proprietate). Nous offensons les Romains et nous ne sommes pas regardés comme des Romains, parce que nous adorons un Dieu qui n'est pas celui des Romains (Apol. 24, 10) ». Pour sortir le christianisme d'une situation dans laquelle il est à la fois considéré comme n'étant pas une religion et contraire à la religion, Tertullien affirme que c'est le christianisme qui est vraiment religion tandis que les religions ou la religion au nom de laquelle les chrétiens sont accusés de crime contre la religion ne sont pas de la religion :

« S'il est certain que vos dieux n'existent pas, il est certain que votre religion n'existe pas non plus ; et s'il est certain que votre religion n'en est pas une, parce que vos dieux n'existent pas, il est certain aussi que nous ne sommes pas non plus coupables de lèse-religion. Mais, au contraire, c'est sur vous que retombera le reproche que vous nous faites, sur vous qui adorez le mensonge et qui, non contents de négliger la vraie religion du vrai Dieu, allez jusqu'à la combattre, et qui vous rendez ainsi véritablement coupables du crime d'une véritable impiété »

— Tertullien, Apologétique, 24, 9.
Les auteurs chrétiens du IIe siècle ont ainsi commencé à employer le terme religion pour parler du christianisme en réponse à l'accusation d'irréligion ou de crime contre la religion. Selon l'ancienne conception de la religion, une religion correspondait à un peuple ou à une cité. À ce sujet, l'édit de Galère, qui autorise le christianisme, fait remarquer qu'il a assemblé en une société des gens de peuples divers (diversa varios populos congregarent). Pour autant les chrétiens n'en sont pas venus à former un peuple particulier parmi les peuples de l'Empire romain, chaque chrétien restant membre du peuple ou citoyen de la cité dont il est issu. Le problème que pose au christianisme le fait qu'une religion est censée correspondre à un peuple ou à une cité sera repris d'une façon originale par Augustin d'Hippone avec le thème de La Cité de Dieu. Ce thème permet de présenter le christianisme comme la religion d'une cité sans assise territoriale ou ethnique particulière, cité qui est en pèlerinage sur la terre mais qui a sa patrie dans le Ciel. Étant mêlée à la cité terrestre, la cité de Dieu ne fournit ni double nationalité, ni extraterritorialité, mais elle offre à ses citoyens, dans le cadre de la cité terrestre, le droit et le devoir de rendre le seul culte de la Cité de Dieu. Augustin fait ainsi symboliquement ou nominalement entrer le christianisme dans le cadre des religions des cités, ce qui est une façon de négocier le passage de l'ancienne à la nouvelle conception de la religion.

### Le thème de «la vraie religion» chez les Pères de l'Église

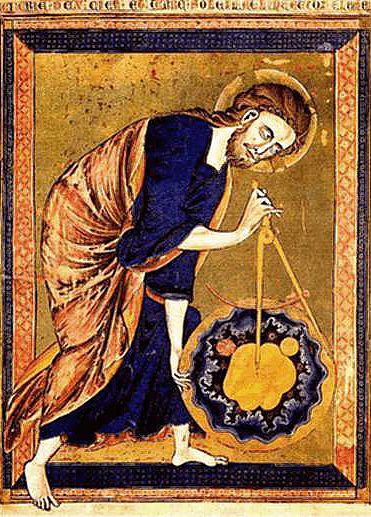
Dieu créant l'univers

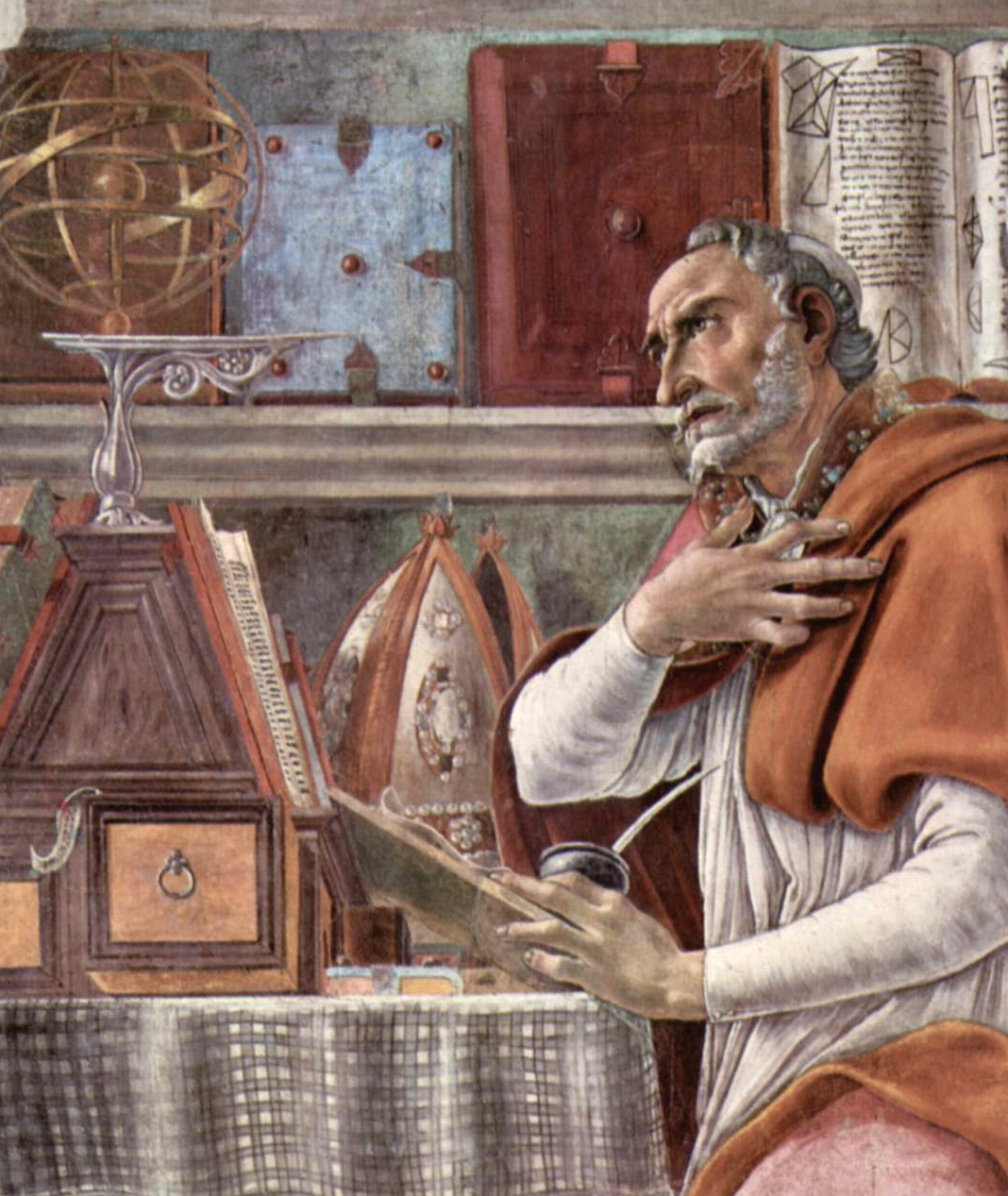
Augustin d'Hippone.

La réflexion sur la nature de la religion par des auteurs chrétiens latins a été centrée sur le thème de la « vraie religion ». Il s'agit autant de montrer que le christianisme est vrai contrairement à la religion traditionnelle qui s'en trouve être l'autre religion, la fausse, que de réfléchir aux conditions auxquelles « la religion », en tant qu'attitude présente dans toute l'humanité depuis les origines, peut être vraie. La réflexion critique sur la religion en fonction d'une recherche rationnelle de la vérité n'a pas commencé avec les chrétiens. Cicéron avait déjà formellement inclus les exigences de la philosophie dans ce qui s'appelait alors religio. À sa suite en parlant de « vraie religion » les chrétiens ont intégré le christianisme dans les cadres d'une pensée critique de la religion. En ce sens, les Pères de l'Église ont développé assez peu de nouveaux arguments dans leur critique de la religion, se contentant le plus souvent de citer les critiques des cultes des dieux et des mythes dont regorge la littérature grecque et romaine plus ancienne. La nouveauté dans l'argumentation chrétienne sur la religion est surtout le passage d'une exigence de véracité des philosophes envers la religion à l'identification par certains Pères de l'Église de la vraie religion à la philosophie.

L'un des premiers à avoir parlé de « vraie religion » a été Minucius Felix dans L'Octavius. Rien ne certifie dans ce texte probablement rédigé au tournant des IIe et IIIe siècles que son auteur ait été chrétien. Minucius Félix est cependant considéré comme un Père de l'Église, sa philosophie du Logos créateur étant semblable à celle développée par les auteurs chrétiens de l'Antiquité. Comme l'avait fait le philosophe chrétien Justin au cours du IIe siècle, Minucius Félix envisageait que le monde répond d'un ordre rationnel, celui de la création. Cet ordre c'est le Logos, terme qui en grec peut signifier « raison ». Le Logos est identifié au Christ, Verbe de Dieu, par lequel tout a été fait. Cet axiome fondamental du christianisme se trouve dans Prologue de l'évangile selon Jean rédigé au tournant des Ier et IIe siècles. Dans ce prologue, le terme latin « Verbe » correspond au grec « Logos » : 

« Au commencement était le Verbe, et le Verbe était auprès de Dieu, et le Verbe était Dieu. Il était au commencement auprès de Dieu. Par lui, tout s'est fait, et rien de ce qui s'est fait ne s'est fait sans lui. En lui était la vie, et la vie était la lumière des hommes ; la lumière brille dans les ténèbres, et les ténèbres ne l'ont pas arrêtée. »

— Évangile de Jean, I, 1-5.
La conséquence de ce principe est qu'une connaissance rationnelle de Dieu et une relation avec Dieu vécue dans la vérité est possible dans toute la création. Cette relation à Dieu guidée par le Logos peut donc se trouver même avant ou en dehors d'une annonce de l'Évangile par les chrétiens, et c'est cela qui est appelé « vraie religion ». Augustin précise ainsi dans les rétractations, qu'il considère que la vraie religion a existé dès l'origine du genre humain avec la philosophie et que cette vraie religion prend aujourd'hui le nom de chrétienne : 

« Quand j’ai ajouté: « C’est de notre temps la religion chrétienne dont la connaissance et la pratique fait la certitude et la sécurité du salut » j’ai eu égard au nom et non à la chose qu’il exprime. Car ce qui se nomme aujourd’hui religion chrétienne, existait dans l’antiquité et dès l’origine du genre humain jusqu’à ce que le Christ s’incarnât, et c’est de lui que la vraie religion qui existait déjà, commença à s’appeler chrétienne. [...] non pas qu’elle n’ait point existé dans les temps antérieurs, mais parce qu’elle a reçu ce nom dans les temps postérieurs. »

— Augustin, Les rétractations, I, XIII, 3
En développant le thème de la vraie religion, Lactance puis Augustin ont défendu la thèse d'une identité entre religion et philosophie. Dans l'Antiquité, la philosophie ne se présentait pas d'abord comme une réflexion intellectuelle qui devrait déboucher comme en conclusion sur des actes, mais elle était un engagement de toute l'existence. Véritable choix de vie, elle se pratiquait dans des écoles dans lesquelles on entrait comme plus tard il sera possible de dire qu'on entre en religion. 
Dans Les institutions divines, Lactance a développé la thèse d'une nécessité réciproque de la religion dans la philosophie et de la philosophie dans la religion. Pour Lactance : « les savants se dirigent vers la véritable sagesse et les ignorants vers la véritable religion (I,1.7) ». Cependant, les savants n’ayant pas la vraie religion ne peuvent atteindre la vraie sagesse, et les ignorants, par manque de sagesse, tombent dans de fausses religions. Ces derniers ne sont pas foncièrement coupables : « les ignorants et les sots tiennent pour vraies de fausses religions parce qu’ils ignorent la vraie et ne comprennent pas les fausses (II,3,22) ». Lactance prend plutôt leur défense contre des philosophes qui dénoncent la sottise de la religion : « on hésiterait à dire lesquels sont les plus stupides, ceux qui adoptent une religion fausse ou ceux qui n’en adoptent point ». Lactance considère qu'il ne peut être question de choisir entre la religion et la recherche de la sagesse, car on ne peut prétendre à l’une sans l’autre. Il explique cette double nécessité en comparant les philosophes à des esclaves et ceux qui respectent la religion à des fils. Le philosophe cherche à obéir à la sagesse comme à son maître tandis que la religion est de l'ordre du respect d'un fils pour son père (III, 4). Pour Lactance il faut être à la fois philosophe et religieux sans quoi on n'est ni l'un ni l'autre.
Augustin a développé la thèse de l'identité entre vraie religion et philosophie dans son traité De la vraie religion. Il y écrit : « Nous croyons et nous enseignons, ceci est le principe de l'humanité que la philosophie, c'est-à-dire l'amour de la sagesse, n'est autre que la vraie religion ». Prise en ce sens, « la vraie religion » n'est pas exclusive au christianisme, car elle se trouve partout où il y a « amour de la Sagesse ». Comme chez Lactance, l'enjeu principal de l'argumentation d'Augustin est de défendre la possibilité de prêter à la religion la dimension rationnelle de la philosophie et à la philosophie la dimension populaire de la religion. Il s'agit de penser une manière de vivre selon la raison qui ne soit pas réservée à une élite fréquentant les écoles de philosophie et une manière d'être religieux qui soit conforme à la raison.
Dans Qu'est-ce que la philosophie antique ?, Pierre Hadot commentant le fait que le christianisme se soit présenté comme une philosophie, écrit : « Le christianisme est indiscutablement un mode de vie. Qu'il se soit présenté comme une philosophie ne pose donc aucun problème. Mais en faisant cela, il a adopté certaines valeurs et certaines pratiques propres à la philosophie antique. Était-ce légitime ? » Les doutes qu'émet Pierre Hadot renvoient à la problématique du rapport entre la philosophe comme pratique d'une élite et la religion du grand nombre. En voulant populariser les exercices spirituels de la philosophie, le christianisme les aurait en quelque sorte dégradés. En ce sens Pierre Hadot rappelle le mot de Nietzsche selon lequel le christianisme serait « un platonisme pour le peuple ».

### Formation d'un vocabulaire chrétien de la religion
En adoptant pour lui l'appellation de religion, le christianisme y a introduit un cortège de notions qui étaient plus ou moins étrangères à ce qui était jusque là de l'ordre de la religion. Le réemploi et les transformations sémantiques de ces termes se sont faits à partir de significations et d'usages précédents en grec ou en latin. Ces notions trouveront une cohérence avec l'idée de religion réaménagée en fonction du christianisme. Certaines des notions qui serviront désormais à dire la religion se sont fixées sur des mots plus anciens tels que hérésie (αίρεση), secte (secta), foi (fides), conversion (conversio) ou église (εκκλησία). D'autres mots sont des nouveautés ou des néologismes, notamment les termes « chrétien » et « païen ». Ces notions ne sont pas exclusives au christianisme, mais elles ont été élaborées ou réélaborées en rapport à lui.  

#### Église
Les chrétiens se pensaient eux-mêmes comme les membres d'une assemblée, εκκλησία, ecclesia en grec, qui a donné Église. L'Église est l'« assemblée » chrétienne d'une cité particulière et en même temps qu'elle est l'ensemble de toutes les Églises locales. Le développement de l'idée d'Église est lié au souci de l'unité des chrétiens dans un christianisme marqué dès le Ier siècle par une extrême diversité. Plusieurs facteurs ont concouru à l'existence d'une Église une. Les écrits du Nouveau Testament témoignent d'un refus très tôt affirmé du communautarisme ainsi que de la valorisation de la capacité à surmonter les désaccords. Au premier siècle, les Églises ou communautés de base des chrétiens sont des « maisonnées » (oikos), c'est-à-dire des communautés familiales de quelques dizaines de membres et dont les réunions sont ouvertes à ceux de l'extérieur. Ce sont les échanges de lettres entre communautés ainsi que la circulation d'apôtres ou de prédicateurs qui assurent les liens entre Églises. À partir du IIe siècle commence à émerger une autorité structurée et institutionnalisée au sein des communautés, notamment avec les évêques qui ont autorité localement et se consultent et s'écrivent. Il commence alors à être question d'Église catholique dans le sens d'Église universelle. L'Église catholique se conçoit comme la seule Église légitime tout en étant de toutes les Églises particulières ou locales qui sont chacune l'Église catholique dans la mesure où elles sont dans la communion de toute l'Église. À partir du IVe siècle ces évêques se réunissent en conciles, les conciles devenant la principale autorité dans l'Église. Dans le même temps une orthodoxie commune est affirmée, symbolisé par les professions de foi dont les plus autorisées sont celles adoptées par des conciles. L'adoption d'un canon des Écritures, qui est quasiment homogène au Ve siècle, a elle aussi contribué à l'unité de l'Église.

#### Foi
Les textes du Nouveau Testament ont particulièrement investi sur le terme grec de pistis qui signifie « confiance ». La traduction latine de ce terme est fides, qui a donné foi ou fidélité en français. C'est avec le christianisme que la question du « croire » ou de la foi a commencé à occuper une place centrale dans la religion, jusqu'à devenir sous le terme de croyance, l'essence même de l'idée moderne de religion. Cependant le terme fides n'a pas dans les premiers siècles de l'Église la même portée que les idées actuelles de foi ou de croyance qui véhiculent aujourd'hui une vingtaine de siècles de réflexions théologiques et de débats. Dans l'Antiquité, la fides est une vertu liée à la capacité à tenir un serment. Le terme se rapporte alors aux idées de fidélité, de fiabilité ou de crédibilité, et non pas encore à une position épistémologique ayant un rapport d'opposition à la raison. La foi est un engagement de l'existence, elle implique un témoignage de vie qui consiste à montrer ce que l'on croit par ce que l'on fait. Le témoignage de la foi estimé le plus élevé est celui du martyre, du grec μαρτυρία (marturia), c'est-à-dire « témoignage ». Le martyre consiste à rester fidèle à ce que l'on croit sans jamais avoir recours à des moyens mauvais pour sauver sa vie : le mensonge et la violence. La foi peut se dire aussi par une profession de foi. Il s'agit de textes autorisés, par lesquels chacun déclare credo (je crois) en récitant l'une ou l'autre formule commune. En ce sens la foi est de l'ordre de l'obéissance, il s'agit d'admettre une autorité tant sur le plan de ce que l'on doit tenir pour vrai que pour la façon dont on se comporte. 
La question de l'autorité dans la foi et de son rôle dans l'accès à un savoir vrai a notamment été pensée par Augustin dont la position a été synthétisée par une formule qui n'est cependant pas de lui : « Il faut croire pour comprendre et non comprendre pour croire ». L'idée d'Augustin, telle qu'elle est exposée dans le traité De la vraie religion est que pour accéder à un savoir vrai, il faut d'abord admettre certaines choses non démontrées en faisant confiance à une autorité qui est de l'ordre de celle de l'enseignant ou du maître. Il est ensuite possible de chercher à comprendre ce qui a été appris. Dès lors, il se peut que la nécessité de ce qui a été admis d'autorité apparaisse. Dans ce cas la raison nécessaire se substitue à l'autorité extérieure par laquelle quelque chose avait été tenu pour vrai. Mais il se peut aussi que ce qui avait été admis d'autorité paraisse assurément faux, et dans ce cas il faut le rejeter. Pour Augustin, il en va ainsi dans la vraie religion.

#### Conversion
En rapport avec la question de la foi, la conversion est devenu un fait de la religion lorsque le christianisme est devenu religion. Dans la religion traditionnelle chacun avait et gardait la religion de la cité ou du peuple dans lequel il naissait. L'absence de « changement de religion » ne dépend pas du fait qu'il soit autorisé ou non, mais de ce qu'il n'est alors pas dans la nature de la religion que d'en changer. Au contraire, dans l'antiquité tardive, on ne naît pas chrétien mais on le devient. La conversion est ainsi possible et nécessaire dans le christianisme. Cependant, en toute rigueur on ne se convertit pas au christianisme mais l'on devient chrétien en se convertissant à Dieu par le Christ, l'avoir fait n'excluant pas d'avoir à continuer à le faire. Ainsi, la conversion peut signifier que l'on devient chrétien, mais elle ne signifie nullement encore, même pour les chrétiens, « changer de religion » tel que ce sera le cas plus tard. Lorsque le christianisme s'insère dans la religion pour devenir une autre sorte de religion, il y a une religion dans laquelle on ne se convertit pas : la religion traditionnelle, que reprend, transforme, rejette, conserve et converti une religion dans laquelle on se convertit.
Si la conversion était complètement étrangère à la religio traditionnelle de l'antiquité, elle était toutefois présente, pensée et vécue à cette même époque avec la philosophie. Par suite, en devenant religion et en s'identifiant à la philosophie, le christianisme a introduit le thème philosophique de la conversion dans la religion. Pierre Hadot décrit la conversion en philosophie comme étant de l'ordre du changement et de la continuité. La conversion est de l'ordre d'un changement de mode de vie correspondant à une découverte de quelque chose en soi. Augustin parlera ainsi de sa conversion comme de la découverte de ce qu'il connaissait déjà : « Tard je t'ai aimée, beauté si ancienne, beauté si nouvelle, tard je t'ai aimée. Mais quoi ! tu étais au dedans et moi au dehors de moi-même ; et c’est au dehors que je te cherchais. » La conversion est aussi présentée comme un cheminement à la recherche de la vérité. Justin décrit le cheminement qui l'amènera au christianisme dans la continuité du passage d'école de philosophie en écoles de philosophie, tandis que dans Les Confessions, Augustin fait remonter sa conversion à sa lecture, à l'âge de 18 ans, d'un livre « païen » : l’Hortensius de Cicéron, un classique des études de philosophie à l'époque : « Sa lecture changea mes sentiments ; elle changea les prières que je vous adressais à vous-même, Seigneur ; elle rendit tout autres mes vœux et mes désirs. Je ne vis soudain que bassesse dans l’espérance du siècle, et je convoitai l’immortelle sagesse avec un incroyable élan de cœur, et déjà je commençais à me lever pour revenir à vous ».

#### Sectes et hérésies
Le terme grec haeresia ou son équivalent latin de secta, ne se situe pas d'abord dans le champ de ce qu'était la religion traditionnelle de l'Empire mais renvoie à la diversité des écoles ou des courants philosophiques. Il y avait par exemple quatre hérésies à Athènes c'est-à-dire quatre écoles de philosophie. En écrivant des traités sur les hérésies, des auteurs chrétiens ont développé un genre littéraire qui prolonge ce qui se faisait auparavant comme Vies des philosophes ou par exemple Vie, doctrine et sentence des philosophes illustres de chaque secte de Diogène Laërce. Il s'agit de descriptions des doctrines ou de la pensée de philosophes ayant fait école. Ce genre s'est particulièrement développé à l'époque hellénistique. L'existence de tels traités relève à la fois d'un intérêt pour les doctrines de ces courants mais aussi d'un scepticisme quant à leur diversité à cause de l’impossibilité d'en percevoir l'accord ou la cohérence. Le De Natura deorum de Cicéron s'applique ainsi à présenter les doctrines des trois courants philosophiques principaux de son époque (stoïcisme, épicurisme, nouvelle académie), avec quelques incursions dans d'autres sectes ou hérésies, notamment celle des pythagoriciens. Introduisant ce traité il déclare « De tant d'avis divergents, il est possible qu'aucun ne soit vrai, il est impossible que plus d'un le soit. » Outre qu'il s'agit d'exposer les doctrines des divers courants de pensée, ces traités mettent en évidence qu'ils se contredisent les uns les autres, et donc que probablement, la plupart des opinions qu'ils défendent sont fausses.
La perspective dans laquelle les Pères de l'Église ont développé leurs écrits sur les hérésies est sensiblement différente car elle ne porte pas sur l'ensemble des courants philosophiques mais sur la diversité des courants chrétiens. Cette diversité est vue comme une contradiction qui falsifie le christianisme. Écrire sur les hérésies vise ainsi à monter que soit la doctrine chrétienne est une et cohérente, soit elle est fausse et n'est pas chrétienne. Ainsi, autant ces auteurs porteront un regard relativement bienveillant sur les sectes ou hérésies non chrétiennes, y discernant les éléments de vérité ou ce qui est considéré comme semences du Verbe, autant ils s'appliqueront à réfuter tout ce qui se dit chrétien mais qui en propose une vision incompatible avec l'orthodoxie en train de se former.

#### Païens
L'usage d'appeler « païens » (paganus) ceux qui ne sont ni juifs ni chrétiens est apparu au IVe siècle. Avant de servir à désigner les non-chrétiens, paganus désignait les gens ordinaires, ceux du lieu ou du terroir, ceux qui habitent la campagne, les bourgs ou les villages. En un sens voisin, le terme était aussi employé pour désigner les civils, c'est-à-dire ceux qui ne sont pas militaires. Le terme paganus a commencé à être employé pour désigner les non-chrétiens comme un sobriquet populaire, tandis qu'il a été repris dans les écrits des Pères de l'Église et des textes législatifs une fois qu'il était devenu d'usage courant en ce sens.
La première attestation de l'emploi de ce terme pour désigner ceux qui ne sont pas chrétiens se trouve sur l'épitaphe de la tombe d'une enfant de Sicile, Julia Florentina, ayant vécu quelques mois durant les premières décennies du IVe siècle. L'épitaphe fait état de sa brève vie en indiquant qu'elle est née païenne (nata pagana), puis qu'à l'âge de 18 mois, quelques heures avant son dernier souffle, elle fut baptisée. L'épitaphe évoque ensuite la douleur des parents et l'inhumation par un prêtre dans un lieu où reposaient des martyrs. Ce que signale cette inscription à propos du terme paganus est que, selon un usage du début du IVe siècle, des gens naissent « païens » tandis qu'ils peuvent devenir chrétiens par le baptême. 
Au milieu du VIe siècle, Marius Victorinus est le premier auteur chrétien à employer le terme paganus en son sens nouveau. Alors qu'il commente un passage de la lettre de Paul aux Galates où il est question des Juifs et des Grecs, Marius Victorinus précise : « les Grecs, c'est-à-dire les païens (apud Graecos, id est apud paganos) ». À cette époque, ceux qui sont désignés comme « les Grecs » sont les anciens philosophes dont les œuvres sont à la base de toute éducation littéraire. Marius Victorinus identifie ainsi les païens aux hommes unanimement reconnus comme comptant parmi les plus savants de l'histoire. Au VIIe siècle, Isidore de Séville reprendra cette idée en proposant une étymologie fantaisiste du terme païen. Il affirme que paganus vient du grec pagos, comme dans Aréopage. Le nom pagos aurait ainsi, selon Isidore, désigné les habitants d'Athènes. Mais en fait, dans Aréo-pagos, le grec pagos signifie simplement « colline », l'Aréopage étant la « colline de Mars ». Le terme paganus vient quant à lui du latin pagus qui désignait les paysans ou ce qui est de la campagne, et certainement pas les habitants d'Athènes. Augustin écrit pour sa part qu'il nomme païens : « les adorateurs de la multitude des faux dieux ». Orose considère tout simplement que les païens sont des paysans. Pour ce qui concerne les textes législatifs, le terme apparaît en premier lieu dans une loi promulguée en 370 par l'empereur Valentinien, il est ensuite assez fréquemment employé dans un ensemble de lois religieuses promulguées de 381 à 423 et regroupées dans le livre XVI du code de Théodose. Selon ces lois, les païens sont ceux qui pratiquent la magie, qui sont considérés comme superstitieux ou dans l'erreur. 
Il ressort des sources les plus anciennes à avoir parlé de « païens » que ce terme est évasif, il a une acception ambiguë ou plusieurs définitions qui ne s'accordent pas entre elles. Il peut avoir le sens relativement neutre de « Gentils », c'est-à-dire ceux qui ne sont ni juifs, ni chrétiens ; il peut désigner ceux qui ont de nombreux dieux par opposition à ceux qui n'en ont qu'un ; il peut enfin avoir le sens péjoratif d'ignorant ou bien au contraire désigner ceux qui étaient unanimement reconnus comme les plus savants de l'histoire, c'est-à-dire les philosophes grecs. Enfin, il s'applique en premier lieu aux non-chrétiens mais peut aussi désigner, par exemple chez Salvien de Marseille, des chrétiens jugés mal convertis ou tièdes dans leur foi. Les païens n'ont ainsi pas formé un parti ou un groupe particulier dans l'Antiquité, si ce n'est sous forme de fiction littéraire, pour les besoins de l'argumentation des auteurs chrétiens. En ce sens Lucien Jerphagnon qualifie le paganisme combattu par Augustin dans La Cité de Dieu contre les païens de « paganisme de papier ». Les Pères de l'Église pouvaient ainsi tranquillement commenter et démolir la doctrine des païens sans offenser qui que ce soit, sachant que cette doctrine n'est de personne ou de tout le monde, le païen étant l'« autre » autant que l’indécis, ou celui qui reste au fond de chacun de ceux qui se sont convertis.
Le paganisme comme une religion a quant à lui été inventé en deux temps. Il y a d'abord eu le moment des Pères de l'église qui, pour les besoins de leur cause, ont donné un nom et un semblant de forme générale aux doctrines dont ils exposaient les incohérences. Le second moment de l'invention du paganisme est la modernité dans laquelle il faut nécessairement que ce qui est religieux soit d'une religion particulière avec ses adhérents et son système de croyances. La littérature patristique a dès lors fourni un abondant matériel pour les travaux de description, d'étude et d'analyse du paganisme comme une d'une religion parmi d'autres. Cette façon de voir les choses pose cependant problème. Pour Pierre Gisel : « Paganisme et christianisme ne s'opposent pas comme deux systèmes de croyances ». Étant donné le rapport qu'ont entretenu les auteurs chrétiens avec la pensée de ceux qu'ils ont désignés comme païens, les auteurs de l'antiquité, qu'ils soient païens ou chrétiens, sont à la fois païens et chrétiens : Platon, Aristote ou Cicéron sont des païens chrétiens dans la mesure où leur doctrine est récupérée ou validée dans le christianisme, tandis que Tertullien, Lactance ou Augustin sont des chrétiens païens dans la mesure où ils justifient leur doctrines par celles des païens.

### La religion et les religions en chrétienté
La catégorie de religion n'a pas plus été objet de grandes discussions après que se sont éteintes les polémiques et l'apologétique de l'Antiquité tardive. Dans l'état où l'ont laissé ces débats, « religion » au singulier désigne la relation de l'humanité à Dieu. À partir du Ve siècle, il devient d'usage de parler de « religions » au pluriel pour désigner les communautés monastiques. Les « religions » sont des communautés où l'on vit selon une règle en aspirant à la perfection et au bonheur. C'est de cette signification que relève le terme religion dans l'expression « entrer en religion », c'est-à-dire entrer dans une communauté de moines. Dans L’Histoire ecclésiastique de Bède le Vénérable achevée en 731, le terme religion y est encore employé pour signaler la différence entre chrétiens et païens en même temps qu'il désigne l'état de vie propre aux moines. L'emploie du terme religion pour désigner autre chose que ce qui s'inscrit dans la conception singulière de la religion s'éteint ensuite totalement. La religion est la même dans toutes les « religions », c'est-à-dire les monastères, il n'est jamais question de « religions » au pluriel pour désigner des confessions religieuses tel que l'on entend ce mot aujourd'hui.

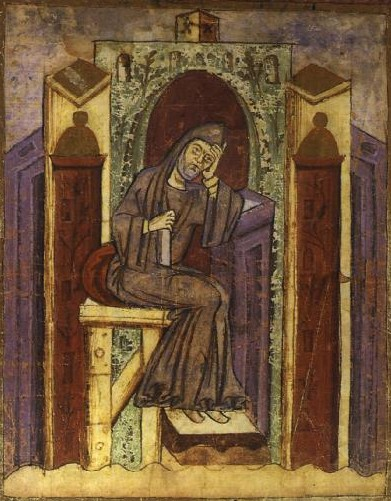
Notker le Bègue, moine de l'abbaye de Saint-Gall, X

La vraie religion ayant été identifiée à la philosophie, et la vie religieuse étant par excellence la vie au monastère, les « religions » du Moyen Âge se présentent comme le prolongement des écoles de philosophie de l'Antiquité. Gilbert Dahan rappelle à ce sujet que « pendant tout le haut Moyen Âge, l'enseignement et la transmission de la culture se font dans le cadre des monastères. »
À partir du XIe siècle ces « religions » ou monastères commenceront à céder la place de principaux centres de la vie intellectuelle aux écoles cathédrales, desquelles naîtront, à partir du XIIe siècle, les universités. Les religions médiévales sont ainsi un élément dans la continuité des institutions de la vie intellectuelle en Occident depuis les écoles de philosophie de l'Antiquité jusqu'aux universités d'aujourd'hui.
Les institutions de la vie intellectuelle ont évolué avec l'organisation sociale et politique de l'ancien Empire romain. La « renaissance carolingienne » au IXe siècle a été marquée d'une réforme scolaire qui a eu pour effet, d'une part, de ramener la philosophie à la cour de l'empereur avec la création de l'école du Palais, d'autre part de financer la création de très grandes abbayes, telles tels que celles de Saint-Gall et de Saint-Riquier. Le mouvement se poursuit avec la création de l'abbaye de Cluny au début du Xe siècle qui deviendra la plus grande de tout l'Occident chrétien. 

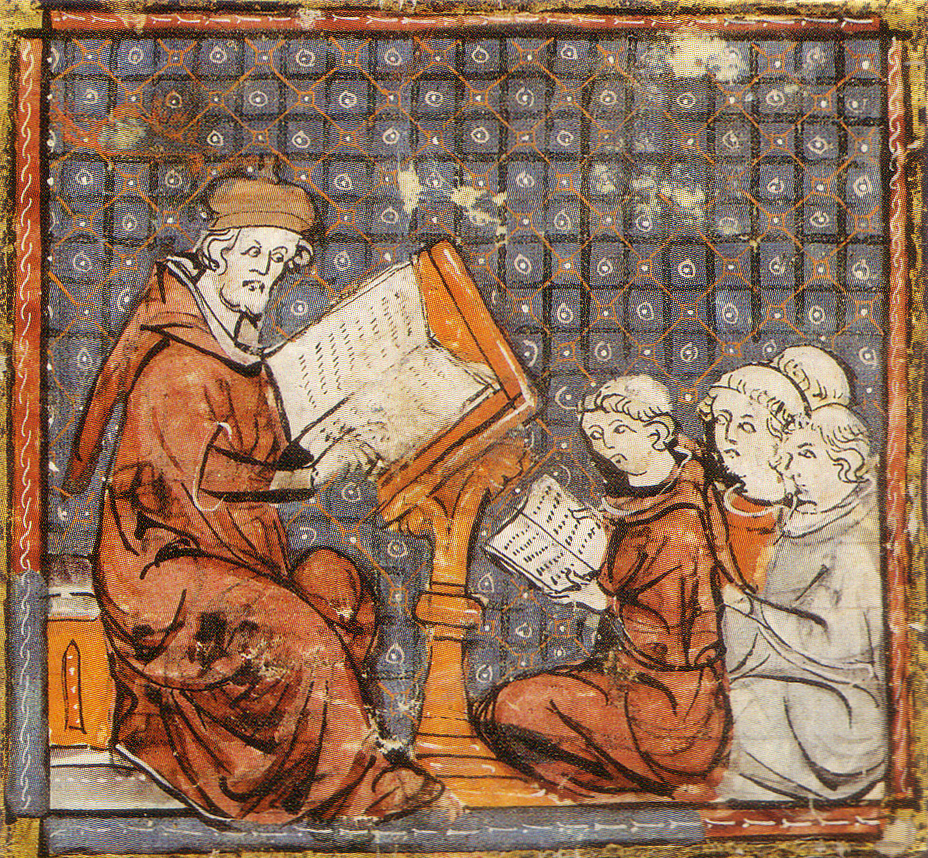
Un cours de philosophie à Paris, XIV

Avec la renaissance du XIIe siècle, les centres de la vie intellectuelle se sont déplacés des campagnes vers les villes. Autour de cathédrales de plus en plus grandes se sont ainsi développés des réseaux d'étude et d'enseignement. Peu institutionnalisés ils sont appelés « Écoles » telles que l'École de Chartres, celle de Paris, de Laon au nord ou encore de Toulouse. Les écoles cathédrales sont devenues des universités lorsque s'est mise en place la structure institutionnelle de l'« universitas studiorum » qui a fédéré la totalité des centres d'études d'une ville. L'université donnait une identité collective aux « gens d'études », leur accordait un statut juridique proche de celui des clercs et garantissait leurs diplômes. La première université a été fondée à Bologne au XIe siècle, celle de Paris au XIIe siècle.
La naissance des universités a été accompagnée des premiers développements du débat sur le rapport entre foi et raison. Cette  problématique deviendra plus tard la question centrale et inévitable de toute réflexion sur la religion, la religion paraissant de plus en plus difficile à concilier avec la rationalité philosophique. Cependant, à l'époque où le problème du rapport entre foi et raison commence à recevoir sa formulation moderne, la catégorie de religion n'y joue pas un grand rôle. 
Si les écrits sur la religion sont rarissimes durant le Moyen Âge, au XIIIe siècle, Thomas d'Aquin a tout de même traité de la religion en une vingtaine de questions dans une section éloignée de sa très complète Somme de théologie. Thomas parle de la religion comme d'une vertu. Pour définir cette vertu, il reprend les éléments de définition que l'on trouve chez Cicéron et chez Augustin. Comprenant ainsi « la religion comme « culte » rendu à une puissance supérieure que l'on appelle divine », Thomas se demande ensuite si la religion est une « vertu morale » ou une « vertu théologale ». En clair, la question est de savoir si la religion est le fait de Dieu ou celui de l'humanité. Si c'est une vertu morale, il s'agit d'une disposition humaine à faire la volonté de Dieu, si c'est une vertu théologale, il s'agit d'une assistance que Dieu donne pour faire sa volonté. La réponse de Thomas est que la religion est une vertu morale, elle est donc une disposition humaine ou naturelle à faire la volonté de Dieu et non pas quelque chose que l'on reçoit directement de Dieu ou que l'on fait par une initiative divine. L'enjeu du débat est celui de la possibilité d'une pratique dévoyée de la religion. Thomas pense donc la religion dans l'ordre des pratiques humaines. Il disqualifie ainsi la prétention à agir sous impulsion divine dès lors qu'il s'agit de religion, ce qui permettrait de justifier n'importe quelle pratique religieuse, bonne ou mauvaise. La religion selon Thomas d'Aquin n'a pas d'assise territoriale ou historique particulière, elle se trouve partout où est l'humanité.

## La religion entre Islam et chrétienté

La conquête arabe
Arabie au temps de Mahomet 612 à 632
Conquête des califes de 632 à 655
Conquête des Omeyades de 661 à 750

Au VIIe siècle, un vaste empire sous domination arabe a commencé à se constituer. Au VIIIe siècle, il s'étendait vers l'est avec le Califat de Bagdad d'abord dirigé par les Omeyades puis par les Abbassides, la Perse, et au-delà de l'Hindus. Vers l'ouest, il couvre tout le Sud méditerranéen et jusqu'au royaume le plus occidental du monde musulman, celui de l'Espagne al-Andalus et du Maroc. Depuis cette époque la géographie de la région comprise entre l'Europe, l'Afrique et le Moyen-Orient se caractérise par la coexistence de deux grands ensembles que l'on appelle chrétienté et Islam ou domaine de l'islam. La perception d'une chrétienté et de l'Islam comme deux ensembles géographiques et culturels distincts s'est cependant construite très progressivement dans l’histoire.
Historiens et islamologues distinguent l'islam, écrit avec une minuscule, qui désigne la religion des musulmans, de l'Islam, avec majuscule, qui est « la civilisation marquée par l'islam, mais dont la longue histoire et la vaste géographie couvre des phénomènes qui n'ont pas grand chose à voir avec la religion ». Ce qui est appelé « Islam » peut aussi être désigné par l'expression « terre d'islam ». L'idée de « terre d'islam » renvoie à l'expression arabe dar al-islam, « maison de l'islam » ou « demeure de l'islam », qui désigne « l'ensemble des territoires où l'islam est la religion dominante ». Le dâr al-islam est le territoire dans lequel est observé la loi coranique. Idéalement, dans ce domaine tous les habitants forment l’umma, une seule communauté dans laquelle se pratique une triple distinction : homme-femme, personne libre-esclave, musulman-non-musulman. L’umma n'abolit pas ces différences mais elle garantit le respect global des « droits de Dieu », chaque personne ayant à respecter les droits et les devoirs qui correspondent à son statut. 

### Les religions en Islam
La situation du judaïsme, du christianisme et de l'islam et la façon de comprendre ces choses que nous envisageons aujourd'hui comme des religions a été tout à fait différente en chrétienté et en terre d'islam. Bien que le concept de religion soit réputé être d'origine latine et chrétienne, les chrétiens latins du Moyen Âge n'envisageaient pas comme « des religions » le judaïsme, le christianisme et l'islam. Inversement, dans le domaine de l'islam, le judaïsme, le christianisme et l'islam étaient reconnus et organisés avec la catégorie de dîn, terme qui aujourd'hui peut être considéré comme l'équivalent arabe de « religion ». Il existe en effet, en terre d'islam une pluralité religieuse dans la mesure où, au début et pendant longtemps, la majorité de la population des territoires gouvernés par ceux dont la religion est l'islam, n'étaient pas musulmans, mais juifs, chrétiens, zoroastriens ou autres. Ce n'était pas le cas chez les européens qui étaient dans leur grande majorité chrétiens. Il y avait de nombreuses communautés juives en terre chrétienne, mais ce n'est que de façon exceptionnelle et provisoire que des musulmans y vivaient.
Dans le Coran, les termes formés sur la racine dîn, permettent d'envisager une catégorie qui présente une relative équivalence avec l'idée de religion. Le dîn est l'ensemble des lois qui correspondent à la volonté de Dieu tandis que la charia (la loi) est la traduction de cette volonté. Pratiquant une forme d'exégèse traditionnelle fondée sur les traditions qui attribuent aux sourates un moment et un lieu de révélation à Mahomet indépendamment de l'ordre dans lequel elles se présentent dans le Coran, Yvonne Yazbeck Haddad nuance les significations des termes formés sur la racine dîn. Dans la sourate 109, considérée comme révélée au moment où Mahomet vivait à La Mecque, il est indiqué que les « infidèles » ont un dîn qui n'est pas celui des musulmans. Dans les sourates de période médinoises, le dîn est  identifié de manière assez stricte à un dîn unique, appelé islâm : « une seule religion inchangée de Dieu, toujours présente sur terre à des degrés de pureté différents ». Les juifs et les chrétiens ont connu cette religion mais ils l'ont corrompue : « la religion proclamée par Mahomet vient pour restituer la pureté originelle de cette religion unique appelée islâm. »
Bien que l'islam permette de penser qu'il n'existe qu'une seule religion véritable, le statut des gens du Livre permettait de rester chrétien ou juif dans une société politiquement dominée par des musulmans. Il est possible d'avoir une autre religion que l'islam si l'on possède un livre saint, mais le paganisme est interdit. Juifs et chrétiens possèdent ainsi une place définie par le droit dans la cité islamique, ils sont « protégés » comme la « matière des musulmans ». Les raisons de cette protection semble être d'ordre économique et social. Les chrétiens sont majoritaires dans l'Empire conquis pas les Arabes. Des sources anciennes font valoir l'intérêt que les musulmans ont à exploiter ces populations plutôt que de chercher à les convertir.
Au statut de « gens du Livre » correspondent les droits et des devoirs fixés dans la charia. Le système progressivement mis en place pour gérer les religions des gens du Livre est celui de la dhimma. Ce système leur garantit le droit de garder leur religion tout en prévoyant un impôt spécial et des mesures vexatoires pour que chacun comprenne l'intérêt qu'il aurait à se convertir à l'islam. Un texte juridique du XIIe siècle que la tradition musulmane présente comme étant un engagement pris par les chrétiens au VIIe siècle décrit avec assez de précision la façon dont le christianisme était réglementé dans le califat de Bagdad :

« Nous [chrétiens] avons pris par devers vous l'engagement suivant : nous ne construirons plus dans nos villes et dans leurs environs ni couvent, ni église, ni cellules de moines ni ermitage. Nous ne réparerons point, ni le jour ni la nuit, ceux des édifices qui tomberaient en ruine ou qui seraient dans des quartiers musulmans. Nous serons plein de respect envers les musulmans. Nous nous lèverons de nos sièges lorsqu'ils voudront s'asseoir. Nous ne chercherons point à leur ressembler sous le rapport des vêtements par le bonnet, le turban ou les chaussures ou par la manière de peigner nos cheveux. Nous ne monterons point sur des selles. Nous ne ceindrons pas l'épée. Nous nous habillerons toujours de la même manière, en quelque endroit que nous soyons ; nous nous serrerons la taille avec la ceinture. Nous ne ferons pas paraître nos croix et nous ne battrons la cloche dans nos églises que très doucement. Nous n'y élèverons pas la voix en présence des musulmans. Nous n'aurons pas de point de vue sur les maisons des musulmans. »

L'Islam naît ainsi comme une organisation générale de la société qui garantit le respect des droits de Dieu par tous ceux qui vivent dans le « domaine de l'islam ». Cependant l’établissement de ce régime tient compte de ce que tous ne sont pas musulmans. En ce sens, l'Islam comme régime consiste à donner un cadre islamique à qui n'est pas l'islam. La possibilité de se convertir est à sens unique, une fois que l'on devient musulman, on ne peut plus en changer, l'apostasie vaut la peine de mort.
Les traditions islamiques conçoivent qu'en dehors du « domaine de l'islam » se trouve le dâr al-kufr, « domaine de l'infidélité ». Concernant les rapports entre ces domaines, Marie-Thérèse Urvoy écrit dans le Dictionnaire du Coran que « Dans le domaine de l'islam, qui est censé coïncider avec le monde de la justice, les croyants ont pour devoir de conquérir le « domaine de l'infidélité », dâr al-kufr qui devient « domaine de la guerre », dâr al-harb, afin d'installer la communauté islamique et se valeurs. »

### Méconnaissance des religions chez les latins au Moyen Âge

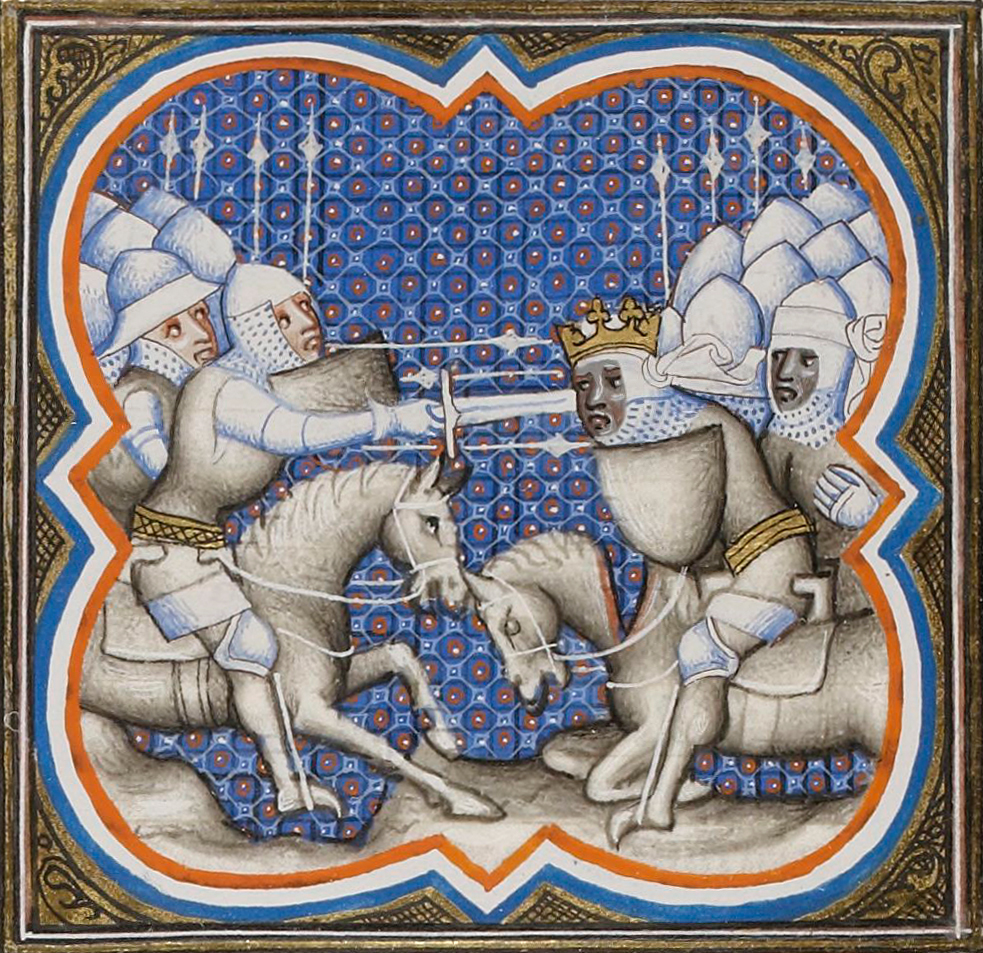
Bataille de Roncevaux (778), enluminure extraite des Grandes Chroniques de France de Charles V, vers 1370-1375, f121r

L'islam a longtemps été entouré d'un grand flou dans la perception des Européens. Les termes « islam » et « musulmans » sont totalement absents des langues européennes jusqu'au XVIIIe siècle. Vers l'an mille, il est plutôt question de Maures ou de Sarrasins, terme qui dérive du grec sarcène et qui signifie « arabe ». Ceux-ci sont considérés comme des étrangers ou des envahisseurs contre lesquels on fait la guerre sans nécessairement faire état de leurs doctrines religieuses. La chanson de Roland composée vers l'an mille les évoque, mais la seule phrase de cette chanson qui pourrait laisser penser à l'islam est celle où il est affirmé que Marsile, roi de Saragosse, n'adore pas Dieu mais Mahomet et Apollon. La référence à Apollon revient à assimiler le roi légendaire Marsile à un païen de l'Antiquité. L'islam n'est ainsi pas connu comme tel, il est vu comme une hérésie parmi d'autres à laquelle on donne le nom de celui qui est réputé en être l'auteur : Mahomet. Celui-ci est connu, ou plutôt méconnu, au travers de récits infamants tels que la Vita Mahumeti attribuée à Embricon de Mayence qui aurait composé une première version de ce texte vers 1100.
Au XIIe siècle commence à se faire sentir chez les Latins la nécessité de mieux connaître les doctrines associées au nom de Mahomet. À cet effet, une traduction latine du Coran est commandée en 1141 par Pierre le Vénérable abbé de Cluny. Sa motivation s'inscrit pleinement dans la logique de la réfutation des hérésies. Pour Pierre le Vénérable, « Qu’on donne à l’erreur mahométane le nom honteux d’hérésie ou celui, infâme, de paganisme, il faut agir contre elle, c’est-à-dire écrire. » L'abbé de Cluny est préoccupé de ce que les Latins ne s'emploient pas à réfuter cette doctrine parce qu'il ne la connaissent pas. C'est pour cela qu'il veut une traduction du Coran. Cette traduction restera la seule disponible en latin pendant quatre siècles. Des copies circulent mais ne donnent pas lieu à beaucoup de travaux. Perçu comme une hérésie, l'islam est comparé au sabellianisme, au nestorianisme ou au manichéisme.
Au XIIIe siècle, Thomas d'Aquin rédige une Somme contre les Gentils. Il aurait répondu en cela à une demande de missionnaires dominicains se trouvant en Espagne au milieu de juifs et de musulmans. Il s'agit de fournir des arguments pour favoriser les conversions. Thomas entend accomplir ce qu'il appelle le « double office du sage » : exposer la vérité et réfuter l'erreur. Pour cela il se concentre sur l'exposé de la vérité considérant qu'elle suffit à renverser l'erreur. Cette absence de réfutation de ce qui est alors considéré comme des hérésies, l'islam y compris, est ainsi expliquée par Thomas :

« Réfuter toutes les erreurs est difficile et ce pour deux raisons. La première, c'est que les affirmations sacrilèges de chacun de ceux qui sont tombés dans l'erreur ne nous sont pas tellement connues que nous puissions en tirer des arguments pour les confondre. C'était pourtant ainsi que faisaient les anciens docteurs pour détruire les erreurs des païens, dont ils pouvaient connaître les positions, soit parce qu'eux-mêmes avaient été païens, soit, du moins, parce qu'ils vivaient au milieu des païens et qu'ils étaient renseignés sur leurs doctrines. La seconde raison, c'est que certains d'entre eux, comme les Mahométans et les païens, ne s'accordent pas avec nous pour reconnaître l'autorité de l'Écriture, grâce à laquelle on pourrait les convaincre, alors qu'à l'encontre des Juifs, nous pouvons disputer sur le terrain de l'Ancien Testament, et qu'à l'encontre des Hérétiques, nous pouvons disputer sur le terrain du Nouveau Testament, Mahométans et Païens n'admettent ni l'un ni l'autre. Force est alors de recourir à la raison naturelle à laquelle tous sont obligés de donner leur adhésion. Mais la raison est faible dans les choses de Dieu. »

— Thomas d'Aquin, Somme contre les Gentils, I,2.

### Premières comparaisons des trois religions au Moyen Âge
« Ce sont la guerre, la souffrance, la malveillance et le fait de s'infliger des dommages et des déshonneurs qui empêchent les hommes de convenir d'une seule croyance »

— Raymond Lulle, Le Livre du gentil et des trois sages, v. 1274-76
Différentes manières de comparer les trois religions que sont le judaïsme, le christianisme et l'islam sont apparues au Moyen Âge. Elles sont le fait de non-musulmans ayant vécu au contact de musulmans ou dans un milieu majoritairement musulman. 
La première forme de comparaison des trois religions est entièrement négative. Il s'agit du thème des trois imposteurs dont la première formulation s'est faite dans l'Arabie du Xe siècle où les Qarmates refusaient l'islam, autant que le christianisme et le judaïsme. Un premier texte a circulé parmi eux pour donner des arguments sur la façon de réfuter ces trois religions. Un résumé de ce texte établi vers 1080 comprend la formule suivante : « En ce monde, trois individus ont corrompu les hommes, un berger, un médecin et un chamelier. Et ce chamelier a été le pire escamoteur, le pire prestidigitateur des trois. » Selon Louis Massignon, « On reconnaît dans le berger Moïse, le médecin Jésus, et le chamelier Mohammed. » Cette façon d'envisager Moïse, Jésus et Mahomet comme trois imposteurs se retrouvera à partir du XIIIe siècle en Europe où elle est mentionnée comme un blasphème. La légende l'a attribuée à Averroès qui, à la suite d'une première réception de son œuvre en Europe, a été considéré comme un athée. La légende disait aussi qu'il avait écrit un Traité des trois imposteurs, tandis que ce n'est qu'au XVIIe siècle que Johannes Joachim Müller (1661-1733) s'est chargé d'écrire ce traité qui n'existait pas.

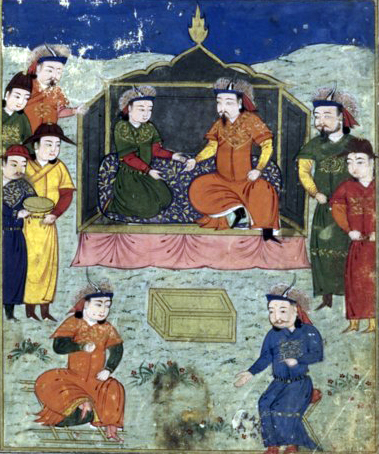
Le khan Ahmad Teküder et son neveu Arghun. En 1258, les Mongols s'emparent de la Perse et de l'Irak. Pendant une trentaine d'années les souverains Houlaïdes garantissent la tolérance religieuse dans une société musticonfessionnelle.

Vers la fin du XIIIe siècle, deux traités dans lesquels sont comparées les doctrines du judaïsme, du christianisme et de l'islam, ont été rédigés. À Bagdad, en 1280, le philosophe juif Ibn Kammuna a écrit le Tanqih, traduit et publié en anglais sous le titre Examination of the Three Faiths, le sous-titre précisant qu'il s'agirait d'un « essai du XIIIe siècle d'étude comparative de la religion ». En 1271, à l'autre extrémité du monde musulman, sur l'île de Majorque, le philosophe mystique et missionnaire chrétien, Raymond Lulle avait écrit Le Livre du gentil et de trois sages, un dialogue entre un philosophe païen, un juif, un chrétien et un musulman. L'existence de ces traités est étroitement liée à la situation politico-religieuse de Majorque et de Bagdad. Dans la seconde moitié du XIIIe siècle, Majorque et Bagdad n'avaient de commun que d'avoir récemment connu le renversement du pouvoir musulman par des conquérants qui ne l'étaient pas. Ibn Kammuna vivait à Bagdad où les souverains Mongols appliquaient, depuis leur arrivée en 1258, leur politique traditionnelle de tolérance religieuse. Majorque était passé du domaine des souverains musulmans Almohades, à celui du roi chrétien Jacques Ier d'Aragon en 1232, quarante ans avant que Raymond Lulle n'écrive son traité. Les deux ouvrages, tous deux rédigés en arabe, sont écrits dans des perspectives différentes, mais les points de vue qu'ils confrontent reflètent dans un cas comme dans l'autre, la structuration des religions en terre d'islam : les deux religions régies par la dhimma que sont le judaïsme et le christianisme, l'islam qui est la religion des dirigeants, et le paganisme qui est interdit. 
Le tanqih d'Ibn Kammuna commence par une introduction sur les prophéties en général, puis se poursuit par l'exposé successif des doctrines du judaïsme, du christianisme et de l'islam. L'auteur y fait preuve d'une connaissance très approfondie de l'islam comme du judaïsme, ce qui laisse penser qu'il a poussé aussi loin ses études dans les lettres islamiques que dans les écriture hébraïques. Il semble un peu moins bien renseigné sur le christianisme. Cet essai est favorable au judaïsme qui se présente comme la solution préparée d'avance aux problèmes posés. Il dresse dans ce traité un éloge de Jésus et un éloge de Mohamed. Néanmoins Ibn Kammuna porte un regard sévère sur l'islam, employant parfois l'ironie et le sarcasme a son encontre. La partie sur l'islam se conclut ainsi : « à ce jour, nous n'avons jamais vu personne se convertir à l'islam si ce n'est sous la terreur, ou parce qu'il cherche le pouvoir, ou pour éviter de lourds impôts, ou bien parce qu'il a eu un enfant avec une femme musulmane, ou encore pour échapper à une humiliation, ou pour d'autres raisons similaires. Nous ne voyons pas non plus de respectable, pieux et saint non-musulman, bien au fait de sa foi autant que de celle de l'islam, aller vers l'islam si ce n'est pour l'une des raisons indiquées ci-dessus. »

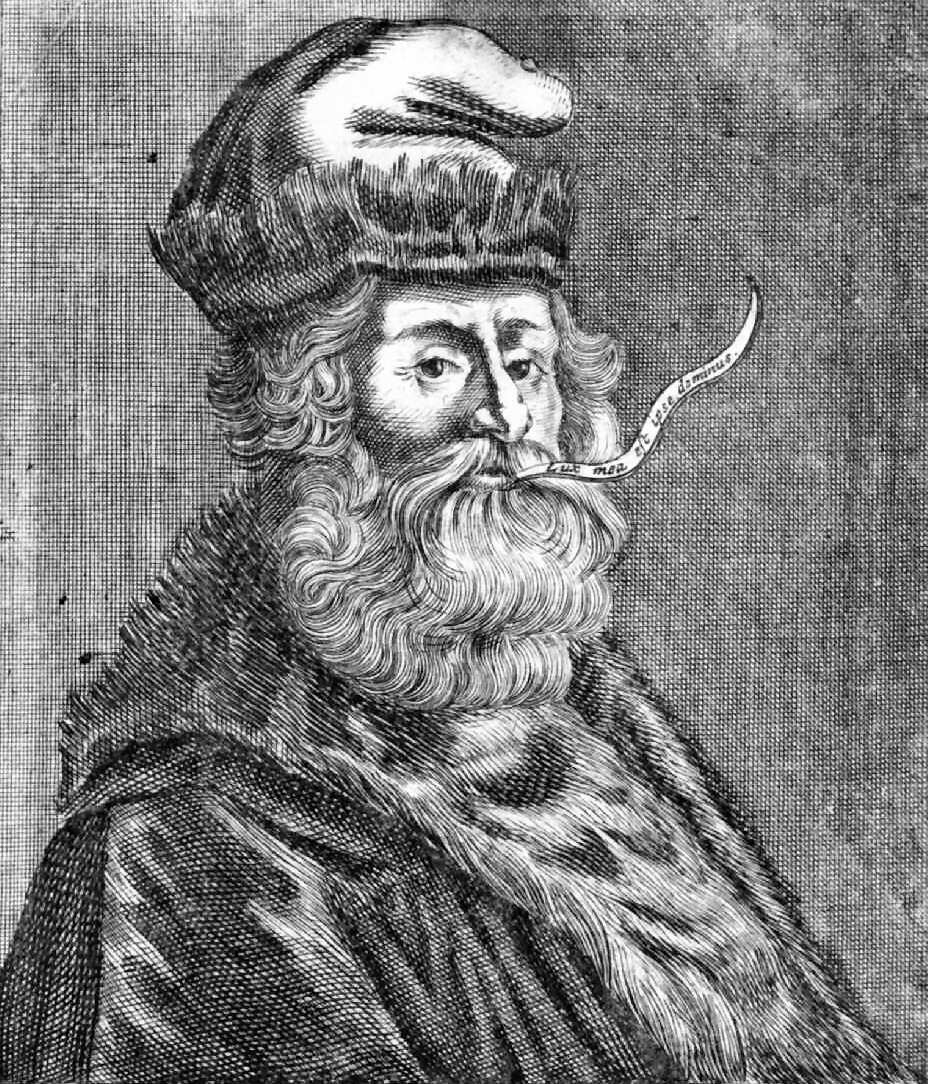
Portrait de Raymond Lulle en 1315.

Jusque là peu versé dans les choses religieuses, Raymond Lulle a vécu une conversion vers 1263 ou 1264 alors qu'il avait une trentaine d'années et devient un missionnaire zélé. Le Livre du Gentil et des trois sages écrit entre 1270 et 1271 est son premier livre. Il entame ainsi une œuvre dont le but est d'encourager les conversions au christianisme par des arguments rationnels. Raymond Lulle signale d'emblée la situation à partir de laquelle il a développé sa pensée et son but : « Comme nous avons longtemps fréquenté les infidèles et entendu leurs fausses opinions et leurs erreurs, afin qu'ils donnent louange à Notre Seigneur Dieu et viennent sur la voie du salut perdurable, moi qui suis un homme pécheur, [...], je veux m'efforcer autant que je le pourrai, confiant dans l'aide du Très-Haut, de trouver une méthode nouvelle et de nouveaux arguments par lesquels ceux qui sont dans l'erreur puissent être dirigés vers la gloire sans fin et fuir les souffrances infinies. » Ce livre est écrit sous forme de dialogue qui reflète une habitude des discussions avec des juifs et des musulmans. Il s'agit d'un traité de philosophie dans la mesure où son auteur en a exclu, pour les trois sages, la possibilité d'avoir recours à des arguments fondés sur l'autorité des écritures bibliques ou coraniques. Dans l'introduction, l'un des sages - Lulle ne précise pas lequel - s'exclame ainsi : « Ah Dieu ! Quel grand bonheur si nous pouvions être tous les hommes en une seule loi et en une seule croyance ! Quel bonheur, si disparaissaient de parmi les hommes la rancune et la mauvaise volonté, qui les font s'affronter à cause de la pluralité des croyances et des sectes, et de leur opposition. » (p. 35) Vient ensuite dans le propos de ce même sage la consigne de ne pas employer dans la discussion qui va suivre des « arguments d'autorité », c'est-à-dire des affirmations tirées de la Bible ou du Coran, pour ne n'employer que les arguments rationnels : « Puisque nous ne pouvons nous mettre d'accord par autorité, nous essaierons de nous accorder par des raisons démonstratives et nécessaires. » Le livre de Lulle est un texte d'apologétique chrétienne. L'intrigue du livre est de savoir laquelle des trois religions qui lui sont présentées le gentil choisira, question à laquelle le lecteur doit lui-même donner sa réponse puisque l'auteur ne le dit pas. 
Interprétés à l'aune de problématiques modernes, ces textes sont souvent présentés comme des écrits précurseurs d'un dialogue des religions. Le Tanqih d'Ibn Kammuna semble être resté sans lendemain. Écrit en 1280, il a suscité le scandale parmi les musulmans de Bagdad en 1284. Ce texte a ensuite été copié et conservé dans les communautés juives, mais ce n'est qu'au XVIe siècle qu'il a commencé à acquérir une certaine notoriété en Europe, au moment où il commençait à y être question de religions. Raymond Lulle semble avoir eu plus d'influence. Il a en outre écrit d'autres traités sur les croyances ou ce que l'on appelle aujourd'hui, les religions : Le Livre des cinq sages dans lequel discutent un chrétien latin, un grec, un nestorien, un jacobite et un musulman ; Le Livre de l'acquisition de la Terre sainte et le Liber de fine dans lesquels le cercle des points de vue envisagés s’élargit aux Tartares, c'est-à-dire aux Mongols ou Turcs orientaux qui venaient de conquérir la région de Bagdad et de la Perse. L'œuvre de Raymond Lulle peut être considérée comme un moment important dans le développement d'une la veine philosophique et littéraire en Occident. Sa façon d'envisager des « croyances » ou ce que l'on appelle aujourd'hui « des religions », a notamment un rapport avec le Dialogue entre un philosophe, un juif et un païen d'Abélard écrit en 1142, ainsi qu'avec des œuvres postérieures, notamment le De pace Fidei de Nicolas de Cuse (1498).

## Les religions modernes
« Le Seigneur, Roi du ciel et de la terre, a entendu les gémissement de ceux qui ont été mis à mort, jetés dans le fers ou réduits en esclavage, et ceux qui ont souffert à cause de la diversité des religions. »

— Nicolas de Cuse, De Pace Fidei, III,9. 1453.

### Mutation de la signification du terme religion auXVIesiècle

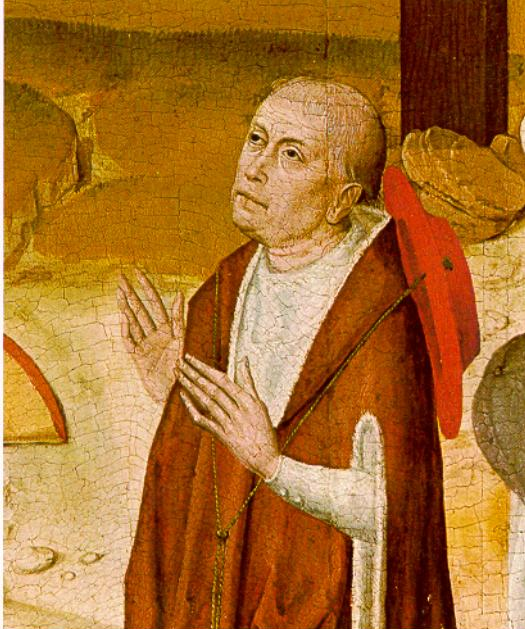
Nicolas de Cuse.

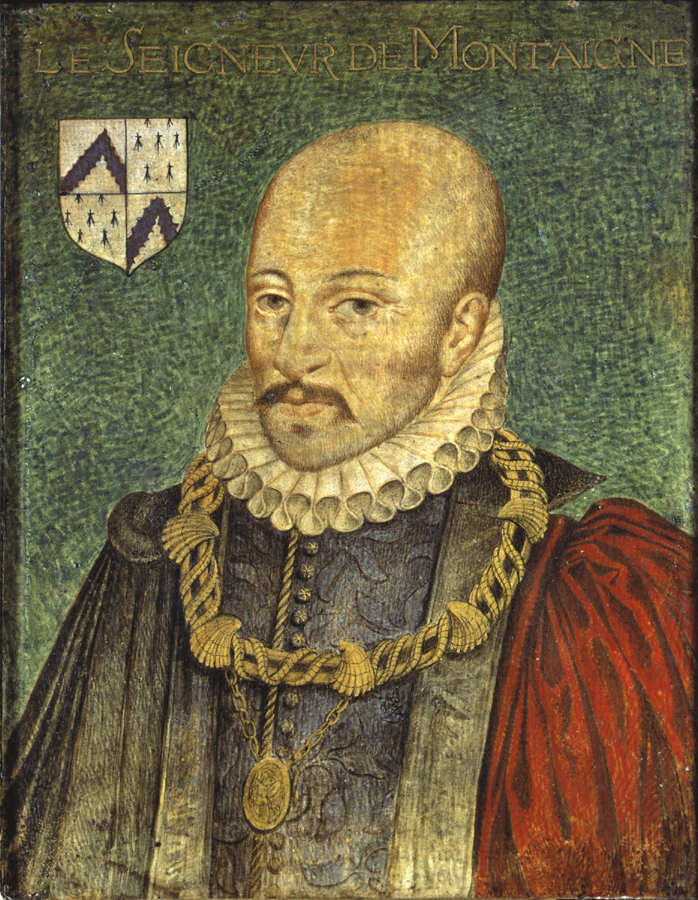
Michel de Montaigne

En latin, l'un des tout premiers auteurs à utiliser le terme religio en un sens proche de son acception moderne est le cardinal Nicolas de Cuse dans le De Pace Fidei, dialogue écrit en 1453, au moment où Constantinople tombait aux mains des Ottomans. L'auteur, qui préfère le dialogue à la guerre, est certain que la religion unit tous les hommes parce que Dieu est unique. Estimant que le dialogue conduit « selon la doctrine du Christ » amène à la paix, il imagine des représentants de toutes les religions dialoguant au ciel, en présence du Christ qui leur déclare que : 

« Le Seigneur, Roi du ciel et de la terre, a entendu les gémissements de ceux qui ont été mis à mort, jetés dans les fers ou réduits en esclavage, et ceux qui ont souffert à cause de la diversité des religions.[...] le Seigneur a eu pitié de son peuple et se plaît, avec le consentement de tous les hommes, à ramener dans la concorde, la diversité des religions à une religion unique et inviolable. »

— Nicolas de Cuse, De Pace Fidei
 En fait de représentants des « religions », ceux qui participent au dialogue sont des gens de bonne volonté issus de différents peuples. Il s'agit d'un Grec, un Italien, un Arabe, un Juif, un Indien, un Persan, un Chaldéen, un Sycthe, d'un Syrien, un Espagnol, un Allemand, un Français, etc. Ce que Nicolas de Cuses désigne comme « des religions » est donc un ensemble de positions dont la diversité est d'abord celle des peuples et non pas directement ce que l'on appelle aujourd'hui « les religions ». Mais cette façon d'envisager des religions peut aussi faire penser, sous certains égards, à ce qu'est aujourd'hui le pluralisme religieux. L'usage que fait Nicolas de Cuse du mot religio, bien qu'il semble sans précédent notoire en latin, s'inscrit nécessairement dans les usages possibles de son temps. Ernst Fiel le situe ainsi dans le prolongement de la réflexion des humanistes du XIVe siècle sur la religion. Ce que Nicolas de Cuse appelle religio préfigure clairement la signification que prendra ce terme dans les langues vernaculaires telles que le français au siècle suivant.
En français l'usage du terme religion consistant à l'employer pour désigner des organisations recommandant ce qu'il faut faire et croire a commencé à se répandre dans les années 1560-1580. Vers 1560, il sert chez le réformateur vaudois Pierre Viret à désigner l'une ou l'autre des deux Églises, catholique ou protestante. Vers 1580, dans les écrits de Montaigne, une religion peut être des catholiques ou de ceux qui se recommandent de l'un des réformateurs que sont Luther, Zwingli ou Calvin. Il peut aussi s'agir de la religion des juifs, de celle des Mahométans, ou encore de la religion qu'avait voulu mettre en place Numa, c'est-à-dire la religion des Romains.
Montaigne fut ainsi l'un des premiers à utiliser le vocable religion pour désigner des groupes ou des peuples dans lesquelles on recommande ce qu'il faut croire ou faire en fonction de l'une ou l'autre autorité religieuse. Selon Michel Despland « l'usage et le ton de Montaigne feront école parce que bon nombre de Français auront besoin d'un mot pour parler des choses touchant à Dieu, à son Église et à la foi sur un mode autre que celui de l'adhésion et de la conviction, sur le mode de l'observation légèrement détachée. Ce mot qu'ils apprendront de Montaigne est celui de « religion ». »

### Schismes et confessions religieuses
La réalité à partir de laquelle s'est forgée l'acception moderne du terme religion est en premier lieu celle des « confessions » ou « Églises » issues de la Réforme. Le terme « confession », qui aujourd'hui est synonyme de celui de religion, désigne d'abord une « confession de foi », c'est-à-dire un texte rédigé pour exprimer la foi de l'Église. Dès le début du XVIe siècle, la pratique de rédiger et de demander l'adoption de tels textes fut promue par les réformateurs. L'adoption d'une profession de foi devient l'acte qui entérine la réforme de l'Église pour le territoire ou la communauté où elle est approuvée. Ainsi, le terme confession, qui désignait d'abord un acte personnel consistant à dire sa foi, en vient à désigner l'organisation que se donnent les « confessants ». La volonté des réformateurs n'était cependant pas celle de faire de nouvelles « religions » selon l'acception qu'a pris le terme par la suite. Il s'agissait plutôt de réformer le christianisme ou l'Église catholique pour lui rendre son état d'origine. Ce qui était recherché était que tous adoptent la même confession de foi, manière de manifester l'unité de l'Église.
Quel que soit le parti religieux dont ils se réclamaient, les européens chrétiens du XVIe siècle déclaraient croire en l'Église nécessairement « une » et « catholique ». Dans ces conditions, la naissance des confessions protestantes s'est d'abord présentée comme une multitude de schismes, chaque Église revendiquant d'être l'unique et véritable Église catholique. La multiplication des confessions à partir du XVIe siècle est un phénomène qui va progressivement se différencier de celui des schismes, des excommunications et de toutes autres formes de brouilles ecclésiales car, jusque là, ces disputes n'avaient jamais conduit les parties en conflit à penser qu'une division de l'Église ait quoi que ce soit de légitime.

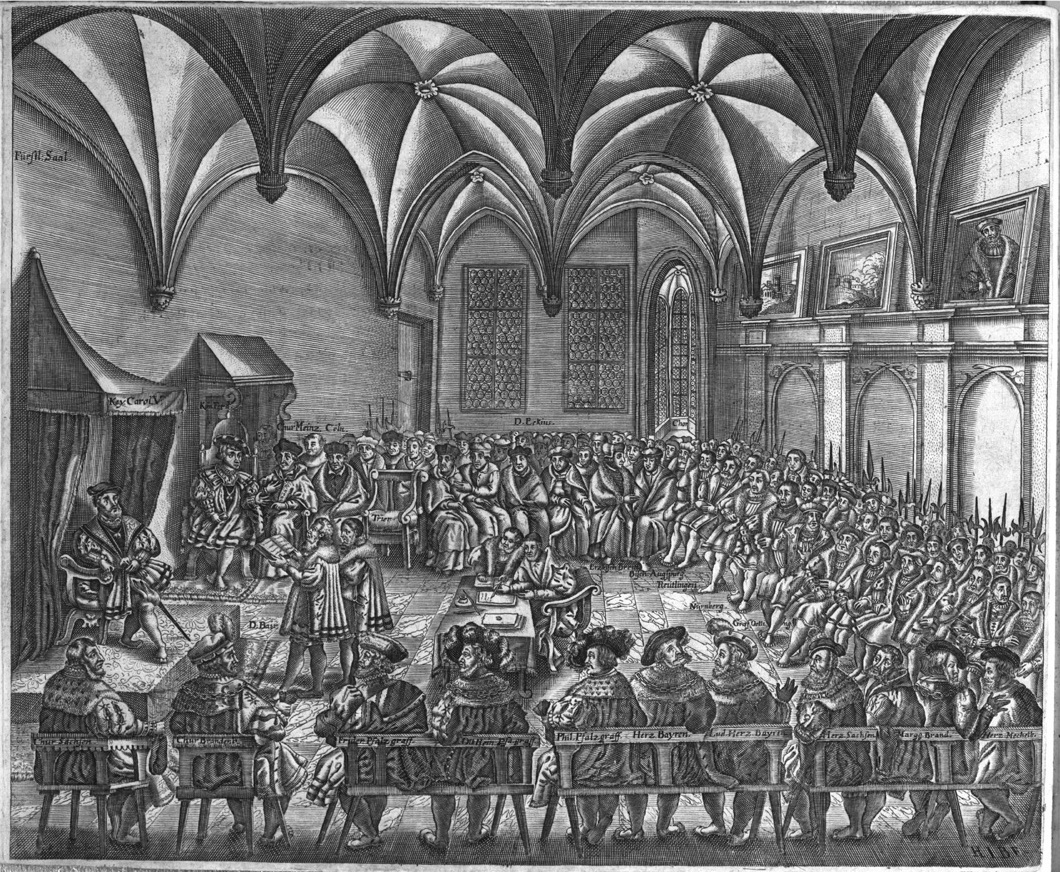
Diète d’Augsbourg en 1530, Philippe Mélanchthon présente la Confessio Augustana à Charles Quint.

En 1530, la réunion d’Augsbourg fut la dernière tentative d’éviter un schisme dans l'espace où s'étaient diffusées les idées des réformateurs. La confession de foi qui devait y être adoptée avait été rédigée par Mélanchthon et reprenait des idées de Luther. L'échec de cette Confessio Augustana, rejetée par l'assemblée à laquelle elle fut présentée, ne fut pas seulement celui du désaccord entre « luthériens » et « papistes », mais il marqua aussi l’impossibilité de manifester l’unité des communautés réformées. Il leur était dès lors devenu difficile de se considérer dans leur ensemble comme l'Église catholique de laquelle l'Église romaine avait fait sécession, chaque confession pouvant revendiquer d'être catholique et le dénier aux autres selon le même argument que celui par lequel l'appellation catholique était contestée pour l'Église dite romaine. Selon Heinrich Fries, « L’échec de la réunion d’Augsbourg a eu pour effet de faire naître des confessions, c’est-à-dire des communautés autonomes et distinctes, soucieuses de se démarquer les unes des autres, et brandissant les unes contre les autres leur confession de foi spécifique. » En 1555, après deux décennies de guerres, la Paix d'Augsbourg a entériné cet état de fait : « Elle reconnut l'existence de ces confessions récemment apparues, et les considéra dès lors comme des « partis » religieux égaux en droit, et susceptible de réclamer chacun la protection de l'Empire. »
L'Église catholique a ensuite progressivement été pensée comme une réalité « invisible » par les protestants : elle est tenue pour un lien mystérieux qui unit toutes les Églises entre elles dans la foi sans qu'aucune Église « visible » ne puisse revendiquer pour elle-même d'être l'Église catholique. Cette façon de penser comme légitime la diversité et la multiplicité des Églises oblige aussi à reconnaître l'Église catholique « visible », au moins comme une Église parmi d'autres. Celle-ci sera systématiquement dite « romaine » par les protestants pour souligner qu'elle n'est pas à elle seule toute l'Église catholique. De son côté, cette dernière s'affirme « catholique » et « romaine » avec la Contre-Réforme. Dans le discours des catholiques l'adjectif « romaine » appliqué à l'Église souligne plutôt l'idée que pour être catholique, l'Église doit nécessairement être en communion avec le pape. 
Si aux débuts de la Réforme catholique, initiée avant les Réformes protestantes avec le Pape Jules II et le Concile du Latran en 1512, c'était la religion comme idéal de vie chrétienne qu'il s'agissait de réformer, le terme religion s'éclipsera des textes du Concile de Trente qui se réunit alors que les réformes protestantes ont pris leur essor. Il est alors de plus en plus rarement employé par la papauté qui préfère porter le débat sur la foi et l'Église. Plus largement, les intellectuels catholiques s'investiront très peu dans l'élaboration de théories de la religion qui commence à cette époque, et ils ne le seront guère plus par la suite. Cette absence des catholiques dans les débats sur la religion est, selon Michel Despland, liée au fait que parler de religion dans ce contexte « c'est commencer à voir l'Église catholique comme une religion ». Le catholicisme n'évite cependant pas d'apparaître comme une confession ou une religion parmi d’autres dès le XVIe siècle. Le terme « catholicisme » fait lui-même son apparition à la fin du XVIe siècle, le catholique Pierre Charron semblant être le premier à l'avoir employé dans un livre publié en 1595. Il le fait dans un complément qu'il a apporté à son livre au titre éloquent de : Trois vérités contre tous, athée, idolâtres, juifs, mahumetans, hérétiques et schismatiques. Ainsi, les plus farouches défenseurs du catholicisme tels que Pierre Charron et ceux de la Ligue catholique ont contribué à ce que le catholicisme devienne une religion comme celles des protestants, en dépit du paradoxe que cela représente.
Dans les débats qui ont accompagné la Réforme, les distances prises entre les Églises orientales et occidentales depuis plusieurs siècles ont aussi été invoquées par des protestants pour faire valoir que l'Église pouvait être « catholique » sans être rattachée à Rome. En 1054 avait eu lieu une spectaculaire dispute entre le patriarche Michel Cérulaire et le pape Léon IX qui avait débouché sur l'excommunication du patriarche par les légats du pape. Cependant, selon Yves Bruley, « l'événement de 1054 n'a pas la valeur qu'on lui attribue encore fréquemment. Il s'agit d'un affrontement personnel et non d'un schisme ». La rupture a eu lieu plus tard au XIIIe siècle. Cependant, même à cette époque « Il n'existe pas de schisme stricto sensu : c'est l'habitude de la polémique et l'affrontement des principes qui crée la rupture ». Au moment de la Réforme, cette rupture consommée entre Églises d'Orient et d'Occident est interprétée comme ayant conduit à la formation de deux religions : le catholicisme et l'orthodoxie ; l'un et l'autre sont alors envisagés rétrospectivement comme des confessions comparables à celles issues de la Réforme.

### Des confessions chrétiennes aux religions du monde

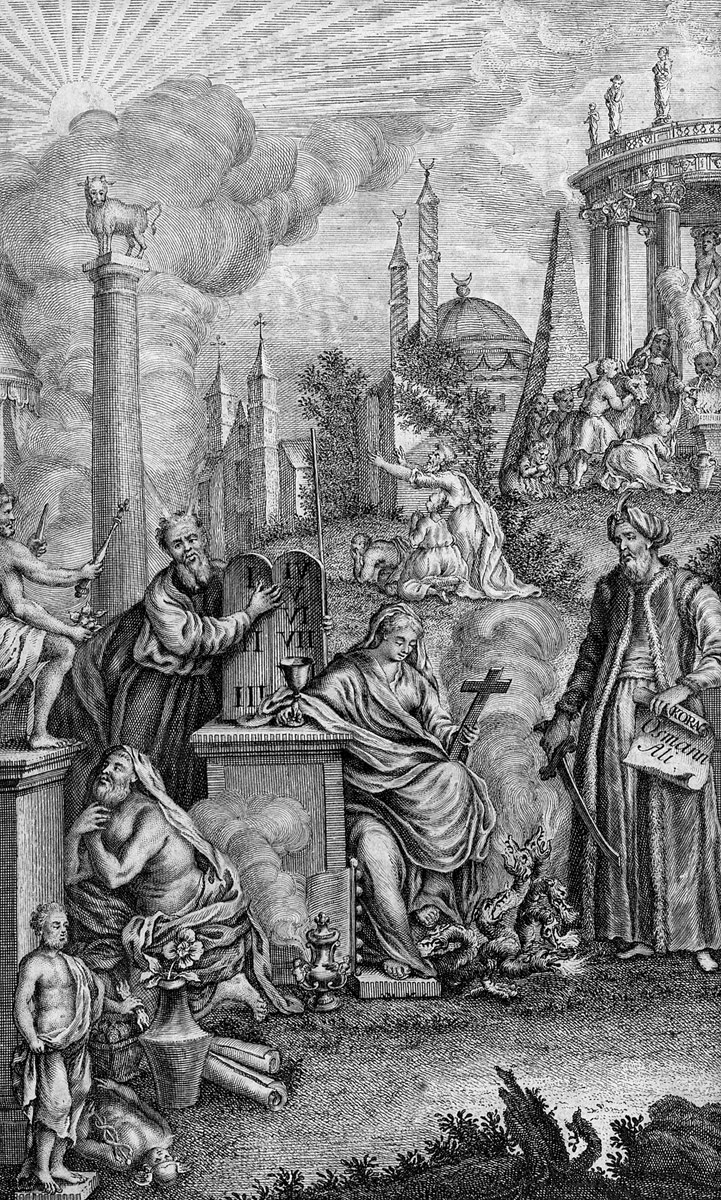
Les religions du monde, gravure du XVIII.

La « confessionnalisation » qui s'est engagée au XVIe siècle est un phénomène englobant ou contagieux car, une fois que des « confessions religieuses » sont reconnues comme des religions, il n'y a plus guère de place pour du religieux qui ne soit pas une religion comme les autres. Sur un plan lexical, dès que le terme religion prend pour signification de désigner l'une des organisations que sont désormais les confessions protestantes ou le catholicisme dans leurs rapports et leurs différences, ce qui ressemble de près ou de loin à une religion et qui entre en rapport à ces religions paraît être « une autre religion », c'est-à-dire une religion comme le sont le catholicisme, le luthéranisme, le calvinisme ou l'anabaptisme. C'est ce qui arrive immédiatement à l'orthodoxie, au judaïsme et à l'islam, puis plus tard au bouddhisme, à l'hindouisme et à toutes les religions du monde.
Les noms qui permettent de désigner les confessions chrétiennes qui se constituent n'existent pas encore ou se cherchent. Montaigne appelle « martinistes » plutôt que luthériens ceux qui suivent la doctrine de Martin Luther. La terminologie se met en place sous forme de sobriquets plus ou moins bienveillants. Luther avait précisément recommandé à ceux qui le suivaient de ne pas se dire « Luthériens » mais « Évangéliques », il appelait « papistes » ceux que l'on dit aujourd'hui catholiques. Pour sa part, Calvin traite les hérétiques de chiens et les catholiques de singes. En 1562, Sébastien Castellion fait preuve d'une politesse rare pour l'époque en écrivant « Il y a aujourd'hui en France deux sortes de gens, qui pour la religion, s'entrefont la guerre, dont les premiers sont par leurs adversaires appelés papistes et les autres huguenaux, et eux s'appellent les huguenaux évangéliques et les papistes catholiques. Je les appellerai comme eux-mêmes pour ne pas les offenser. » À ce sujet Michel Despland écrit : « En arriver à désigner chaque groupe confessionnel pas l'étiquette neutre de protestants et de catholiques est un triomphe tardif des bonnes manières. »
À la fin du XVIe siècle, au-delà des religions chrétiennes, il est question du judaïsme, de l'islam et des religions anciennes telles que celle des Égyptiens, des Grecs ou des Romains. Les musulmans sont appelés « mahométans » ou « turcs » dans la plus grande indétermination sur le fait de savoir si l'on parle d'une nation ou d'une religion. Dans les siècles suivants le nombre de ces religions s’accroîtra avec celui des époques et des continents explorés. En 1694, le Dictionnaire de l'Académie Française définit la religion comme « Culte qu'on rend à la Divinité, suivant la créance que l'on en a. La Religion Juive ; la Religion Chrétienne ; la bonne, la fausse Religion ; la Religion de Mahomet ; professer une Religion ; faire profession d'une Religion ; faire une nouvelle Religion. ». Et il précise que « On appelle en France Religion Prétendue Reformée, la croyance des Calvinistes. Quelquefois même l'on dit absolument : « Cet homme est de la Religion », pour dire, qu'il est de la croyance des Calvinistes. » Dans la seconde moitié du XVIIIe siècle l'Encyclopédie de Diderot et d'Alembert écrit « Religion, se dit plus particulièrement du système particulier de créance et de culte qui a lieu dans tel ou tel pays, dans telle ou telle secte, dans tel ou tel termes, etc. Dans ce sens, on dit la religion romaine, la religion réformée, la religion des Grecs, celle des Turcs, des sauvages d'Amérique, des Siamois, etc. ». La « religion de Bouddha » apparaît dans la liste des religions du Littré en 1872-1877. Il est par la suite possible de reconnaître ou de créer autant de religions que l'occasion se présente. Les estimations les plus larges évaluent à dix-mille le nombre des religions qu'il serait possible de compter aujourd'hui.

### Les religions, les nations et les États

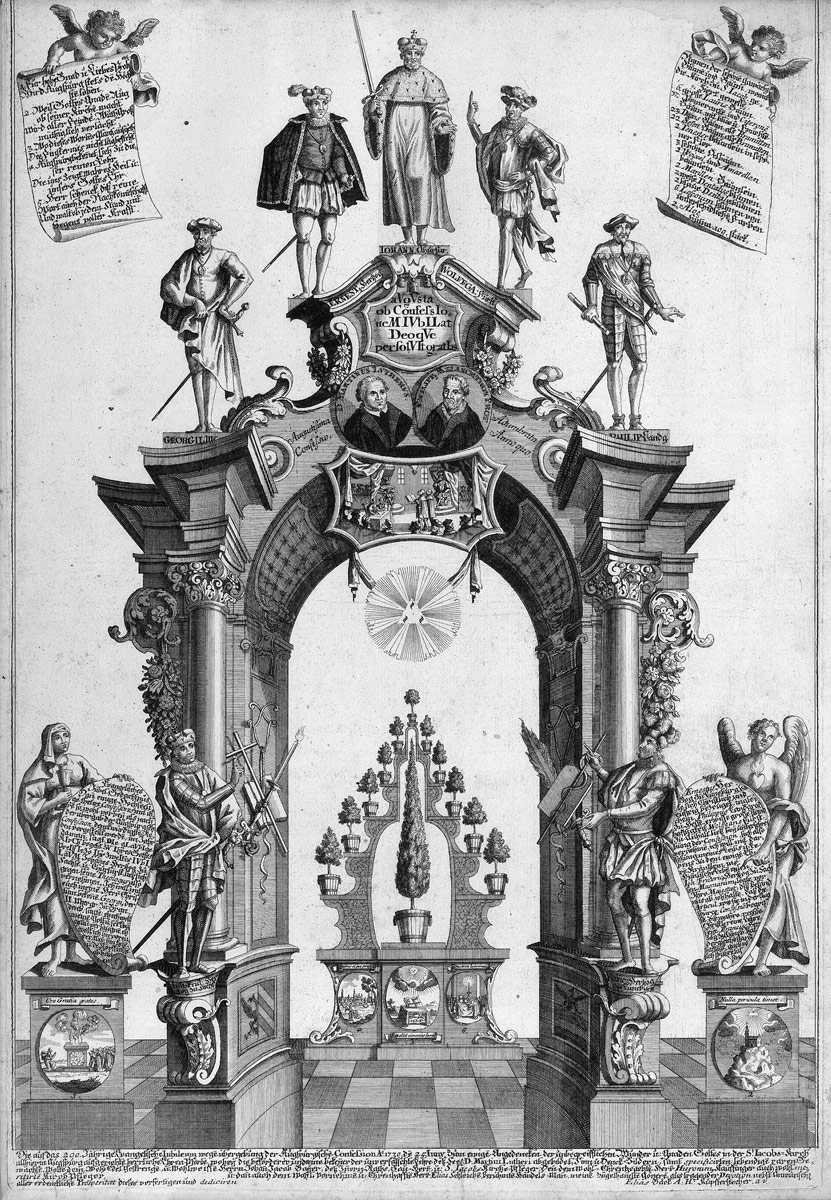
Allégorie de la Réforme et de la paix d'Augsbourg (1555), Gravure de 1732. En haut l'empereur et les princes allemands, en médaillons les portraits de Luther et Melanchthon, à droite et à gauche, le texte de la confession d'Augsbourg.

Les réalités qui commencent à être appelées religions à la fin du XVIe siècle correspondent aussi à des communautés qui ne sont pas seulement des groupes d'adeptes volontaires. Une religion peut être envisagée pour une ville, une principauté ou une nation. En Angleterre, le Roi Henri VIII que le pape Léon X avait déclaré protecteur de la foi en 1521 pour sa réfutation des idées de Luther, rompt avec Rome en 1531 et se fait reconnaître « protecteur et chef suprême de l'Église et du clergé d'Angleterre ». Sa fille Élisabeth établira ce qui s'appelle aujourd'hui l'anglicanisme en faisant adopter en 1549 une réforme religieuse par le Parlement. À partir de 1541 se met en place la République de Genève dirigée par une bourgeoisie acquise aux idées de Calvin. En 1555, la paix d'Augsbourg, en Allemagne, prévoit que la religion de chaque territoire sera déterminée selon celle de son souverain. Au siècle suivant, ce principe sera désigné par la formule Cujus regio, ejus religio (à chaque principauté sa religion). En France se pose la question du gallicanisme. Ainsi, entre les XVIe et XVIIe siècles, tandis que les différents pays d'Europe se constituent en États, se pose partout la question des religions des nations, celle des Allemands, des Polonais, des Anglais, des Français, des Espagnols ou des Portugais notamment, et au-delà, celle des Européens ou les Turcs. Cependant l'idée moderne de nation se pose aussi d'emblée, chez les humanistes, comme une forme d'unité des peuples au-delà des conflits entre partis religieux. « Pour une partie des Européens, l'unité nationale peut constituer un au-delà des religions et la confession n'est pas fatalement le principe d'unité d'une nation. »
La situation religieuse de chaque nation fait partie des « États » qui se mettent alors en place dans la mesure où au sens premier, l'État c'est le status, la stabilisation et l'organisation d'une population, d'un territoire et d'un mode de gouvernement dans l'« état » où ils sont, sa religion ou ses religions y compris. Dans un écrit de Machiavel publié en 1531, le terme « état » désigne ainsi, pour la première fois, l'autorité politique qui s'exerce sur un territoire donné. Si les États naissants jouent un rôle important dans la formation des religions à cette époque, les religions ou confessions ont aussi un rôle moteur dans la genèse des États modernes. Selon Nicole Lemaître, « le schisme protestant transforme profondément les logiques de construction étatiques à l'œuvre depuis le XIIIe siècle, en créant des constructions politiques qui se veulent différentes selon les territoires et leur religion, en provoquant une évolution en miroir des communautés désormais face à face et rivales. »
Les historiens discutent beaucoup de la question du rôle des États dans la formation des religions et de celui des religions dans la formation des États. Des travaux sur le phénomène de confessionnalisation tendent ainsi à montrer que la mise en place des religions est en grande partie un fait politique qui en retour détermine la formation des États modernes. La mise en place de la diversité confessionnelle ne se réduit cependant pas à un fait politique et, selon Olivier Christin, la situation religieuse de l'Europe ne s'est pas uniquement décidée « d'en haut ». Le principe Cujus regio, ejus religio a fini par être abandonné dans le Brandebourg, dont le prince était calviniste, mais dont les sujets refusaient de le devenir. Plus largement « ce sont bien souvent les intérêts et les demandes des fidèles qui constituent le moteur d'une confessionnalisation « par le bas » ou, au contraire, le frein qui interdit durablement de supplanter le vieux christianisme communal a-confessionnel qui organisait la vie des communautés rurales et dans lequel les individus continuent à se désigner comme « chrétiens » sans plus de précision. » D'autre part la confessionnalisation, pour ce qu'elle procède d'initiatives étatiques, est un phénomène qui trouve son origine et ses formes les plus claires en Allemagne. L'histoire de France n'en est pas indemne, mais elle est marquée de beaucoup plus de réticences ou d’hésitations sur l'encadrement de la religion par l'État, qu'il s'agisse de mettre en place une religion nationale telle qu'aurait pu l'être le gallicanisme, ou bien de donner un cadre légal à un pluralisme confessionnel.
En changeant d'acception pour désigner les partis politico-religieux qui se sont affrontés dans l'Europe du XVIe siècle, le terme religion a aussi commencé à désigner quelque chose semblant inextricablement lié à la guerre et à la violence. À cet égard, les premiers emplois du terme religion en son sens moderne se trouvent dans une littérature qui traite de guerres de religions, chez Montaigne en particulier. Depuis et jusqu'à aujourd'hui, nombre de guerres et de massacres mettent effectivement en jeu des religions, des États et des nations tandis que la réflexion sur la religion et les religions reste mobilisée par des problématiques semblables à celles du siècle des Réformes, des guerres de religions et de l'émergence des États-nations. 
- Guerres de religions et violences religieuses aux XVIe et XVIIe siècles

Guerres de religions et violences religieuses aux
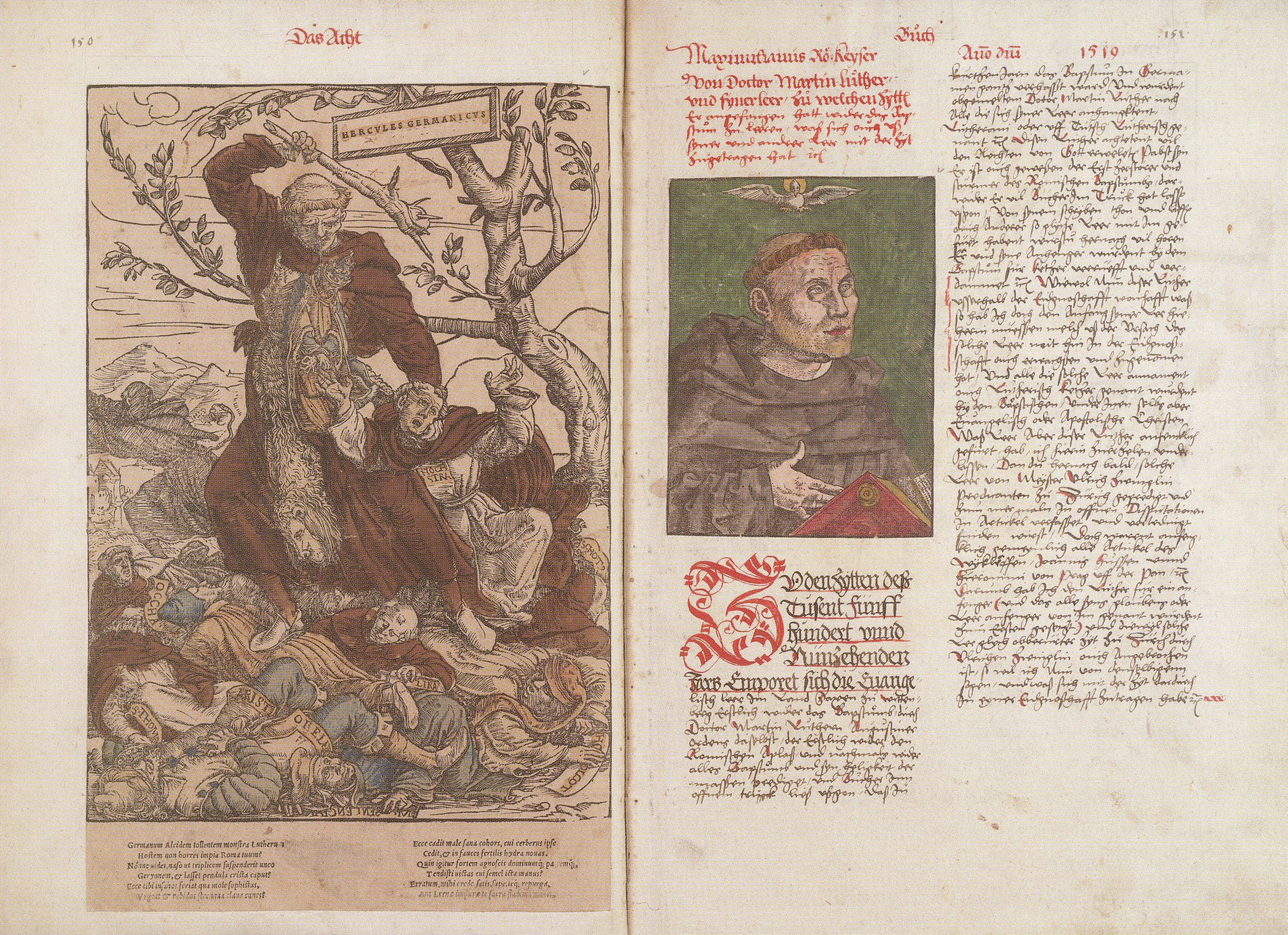
Luther réformant l'Église. Gravure de Hans Holbein le Jeune illustrant un livre publié en 1519 pour la diffusion des idées de Luther.
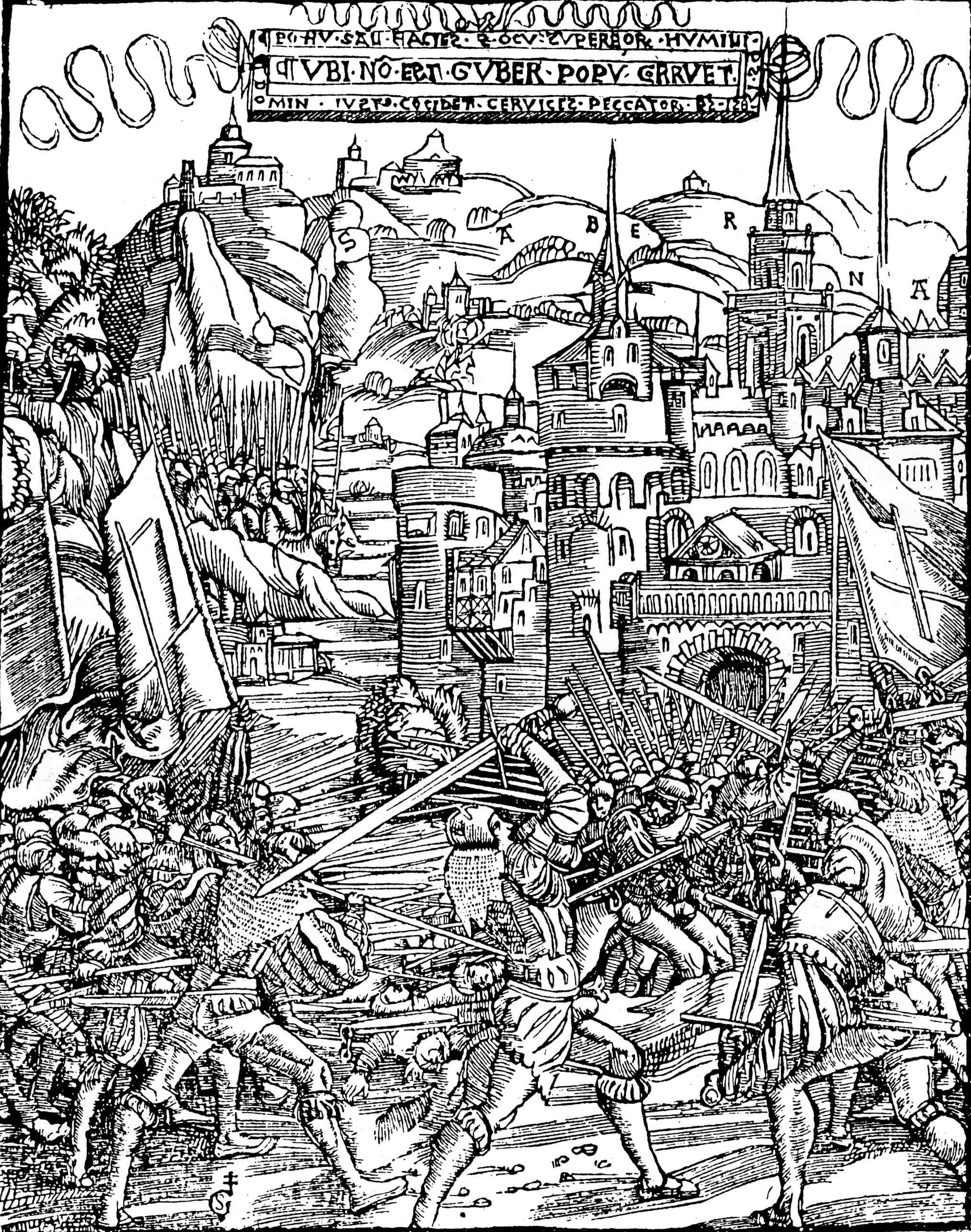
Bataille contre les rustauds en 1526, dans le prolongement de la guerre des paysans allemands (1524-1526).
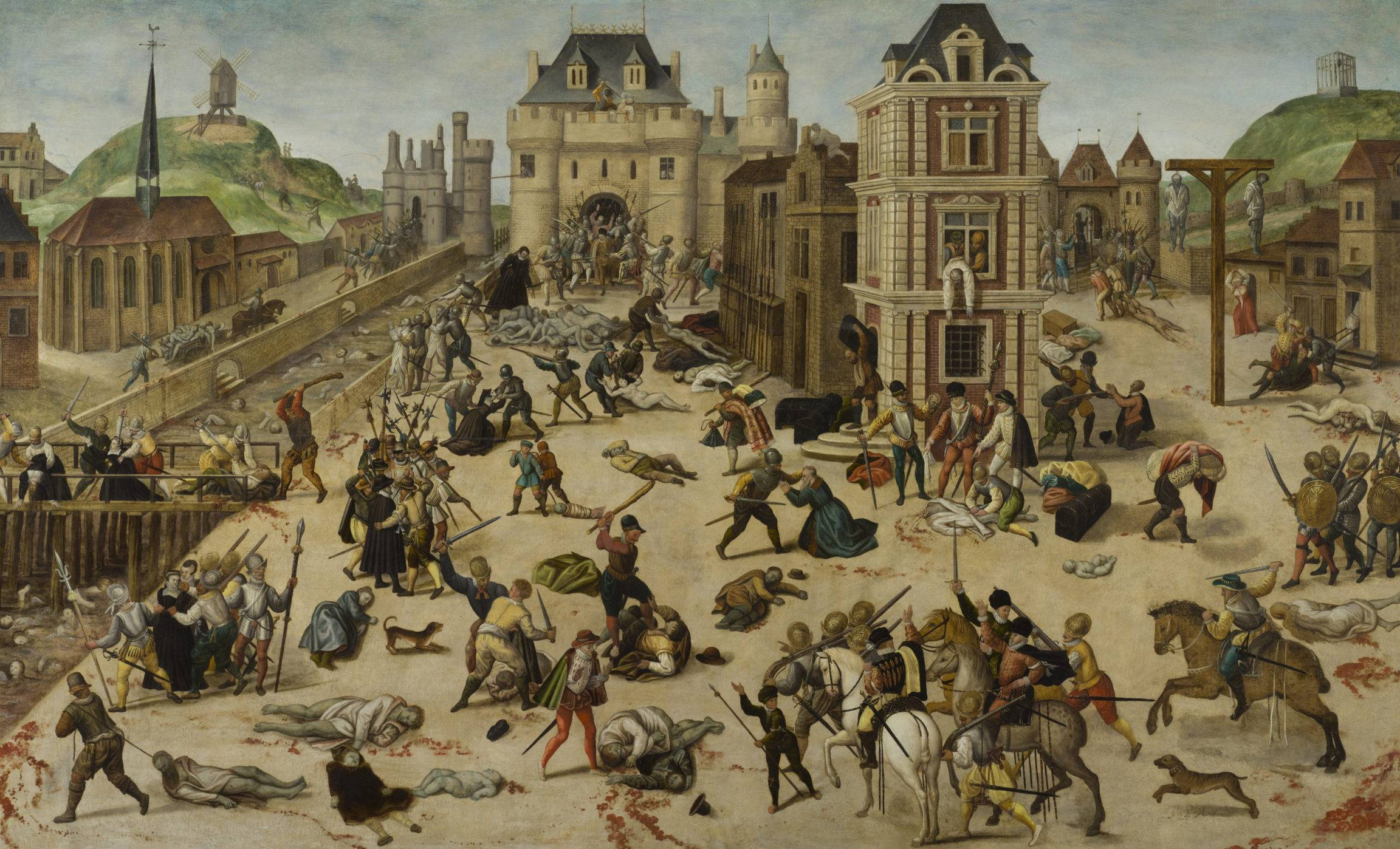
Massacre de la Saint-Barthélemy en 1572.
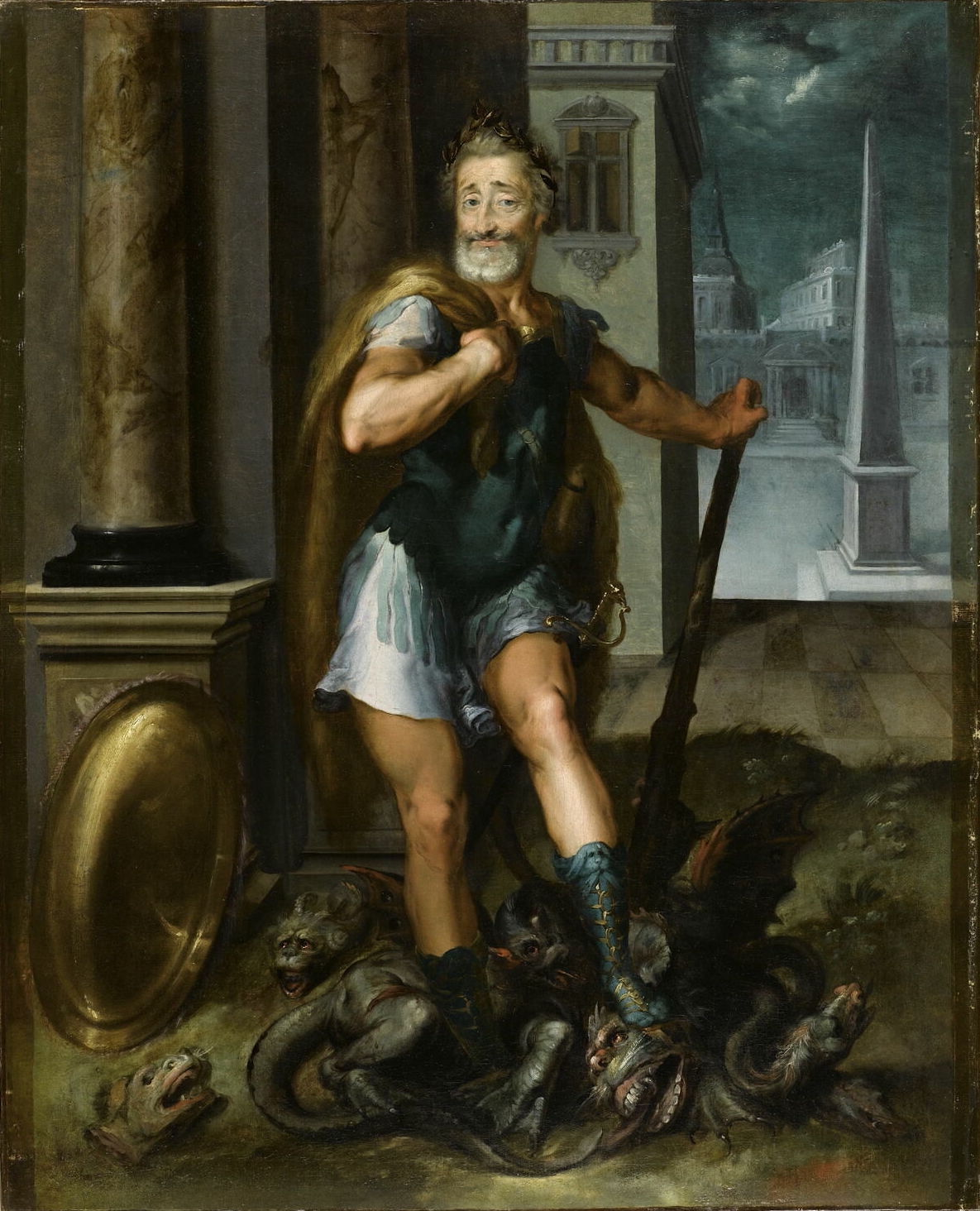
Le roi Henri IV en Hercule terrassant l'Hydre de lerne, c'est-à-dire la ligue catholique.
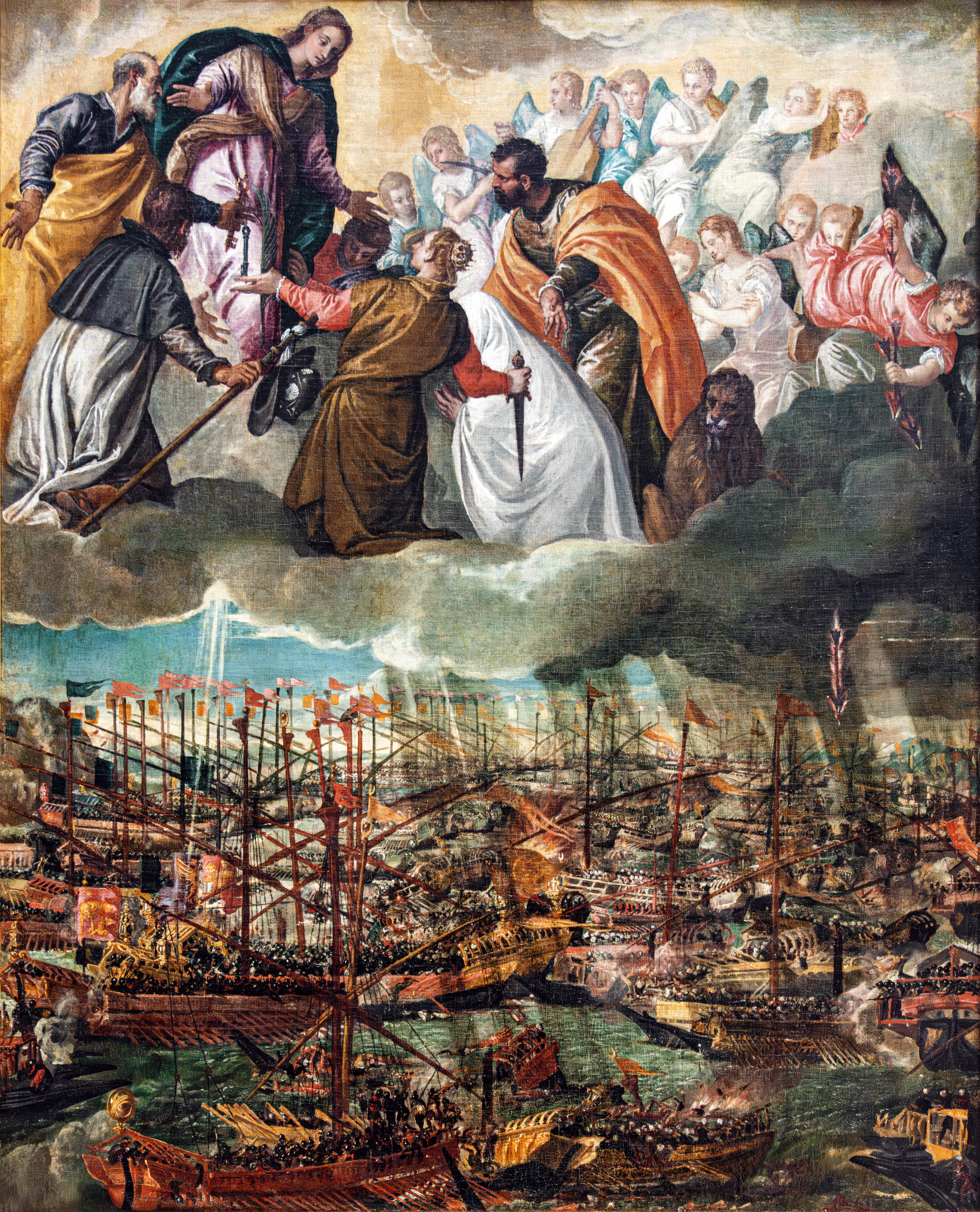
La bataille de Lépante vu par Véronèse.
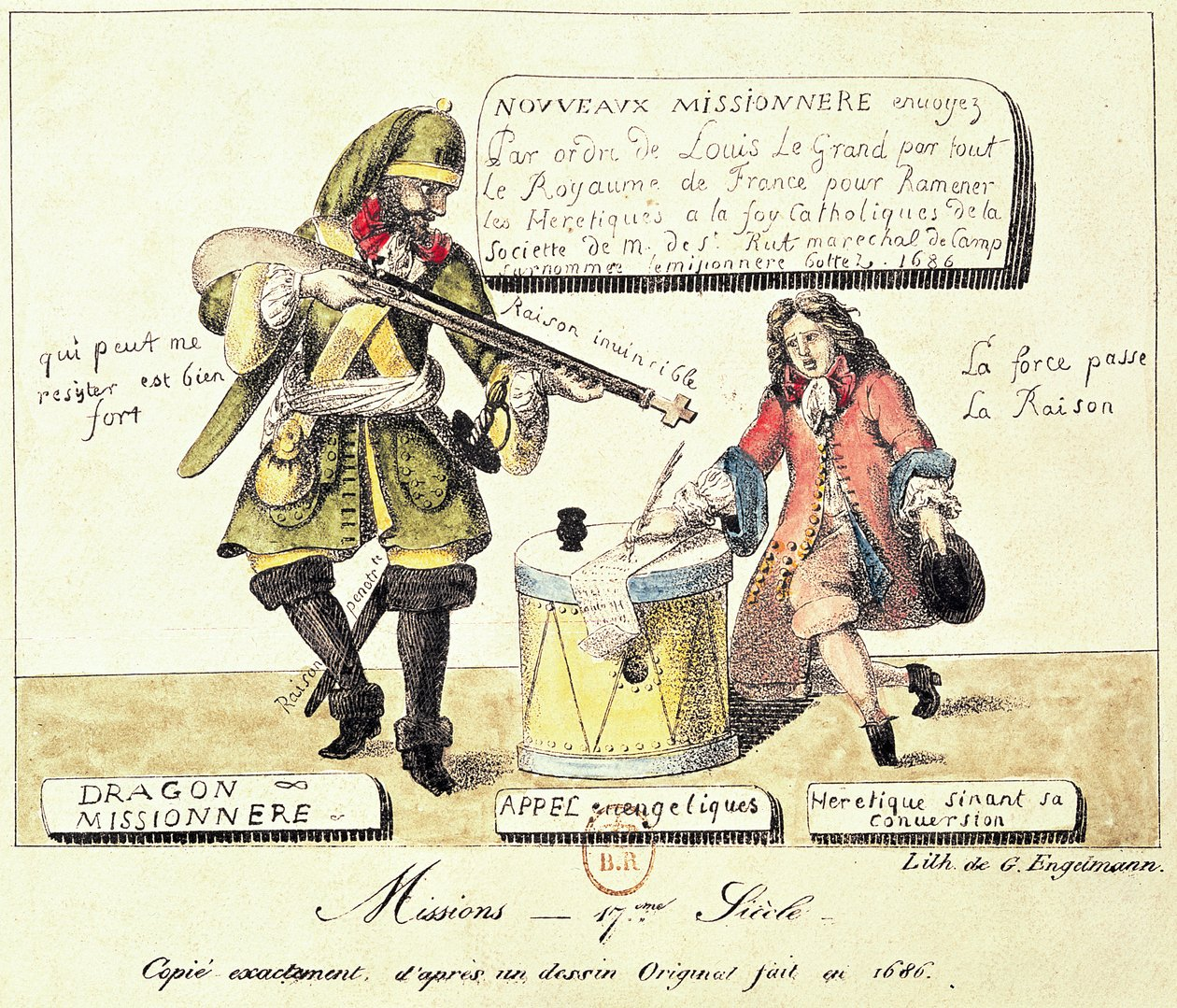
Dragonnades. La raison invincible employée sur ordre du Roi Louis pour ramener les hérétiques à la foi catholique.

## Les religions et les Lumières

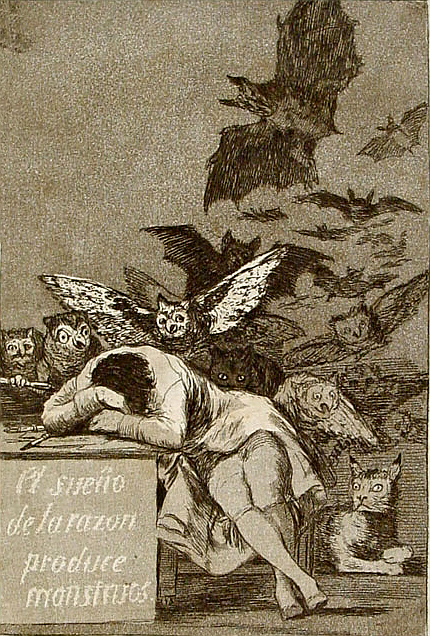
Goya, Le sommeil de la raison produit des monstres. Los Caprichos no 43, 1799.

Le vocabulaire et les définitions avec lesquels sont aujourd'hui étudiées les religions s'est mis en place avec les écrits des Lumières. Selon Jean-Marc Tétaz, « Toute une série de mots, jusqu'alors relativement anodins sont élevés au rang de concept clés », c'est le cas du mot religion comme de ceux de culture, de nation, de civilisation ou de société. En ce qui concerne celui de religion, selon Ulrich Bart, « dans une époque marquée par l'expérience d'un pluralisme confessionnel de plus en plus prononcé et par les premiers signes d'un pluralisme inter-culturel, il s'agissait de justifier le contenu de vérité des religions historiquement donné devant le for universel de la raison humaine. » La mise en place d'un concept de religion à cette époque serait ainsi « une manière de tirer les conséquences sémantiques des bouleversements de l'expérience culturelle du monde dont les Lumières sont moins la cause que le symptôme. »
L'unité, la description ou la caractérisation du phénomène, du mouvement, du courant, de la période ou de la pensée appelées « les Lumières » reste objet de débats. En France ce n'est qu'à partir de 1945 que le Was is Auflkarung ? de Kant, traduit en « Qu'est-ce que les Lumières ? », a commencé à alimenter un réflexion philosophique sur ce que sont où pourrait être les Lumières. Les visions de ce phénomène proposées aujourd'hui sont parfois très extensives, tout en restant centrées sur quelques philosophes et encyclopédistes français, notamment Montesquieu, Voltaire, Rousseau et Diderot, et la réflexion sur le sens et la raison de la Révolution française. Les Lumières peuvent être considérées comme un plaidoyer pour la raison universelle qui s'adresse a chacun selon la devise donnée par Kant : « aie le courage de te servir de ta propre intelligence! ». 
Paradoxalement, cette incitation à ce que chacun fasse usage de sa propre intelligence, donne à penser à la fois une raison universelle, mais aussi un conditionnement de cette raison dans des entités particulières : les cultures, les nations, les religions ou les civilisations. Montesquieu développa la « théorie des climats » en rapport à ce problème pris à l'échelle mondiale. En Europe, les Lumières apparaissent alors que les États-nations sont en pleine construction ou révolution, tandis que les grands thèmes de la pensée moderne de la religion portés par les Lumières se sont développés diversement, en fonction des circonstances politiques et de l'expérience nationale propres à chaque pays. 
Dans le même temps les idées des Lumières ont beaucoup circulé et il même est possible de considérer que les Lumières naissent et se développent par la circulation des idées entre les pays. Voltaire a relayé, à la suite de son exil en Angleterre, une idée de tolérance qu'il avait lu chez Locke. L'idée de religion civile fut d'abord envisagée par Rousseau, avant que la religion civile américaine n'influence une réflexion qui a débouché en France sur l'idée de laïcité. Enfin, on trouve des éléments d'une philosophie de la religion chez les penseurs de tous pays, mais c'est seulement en Allemagne et à partir de la fin du XVIIIe siècle que celle-ci est devenue un objet d'enseignement et de développements systématiques. 

### La tolérance

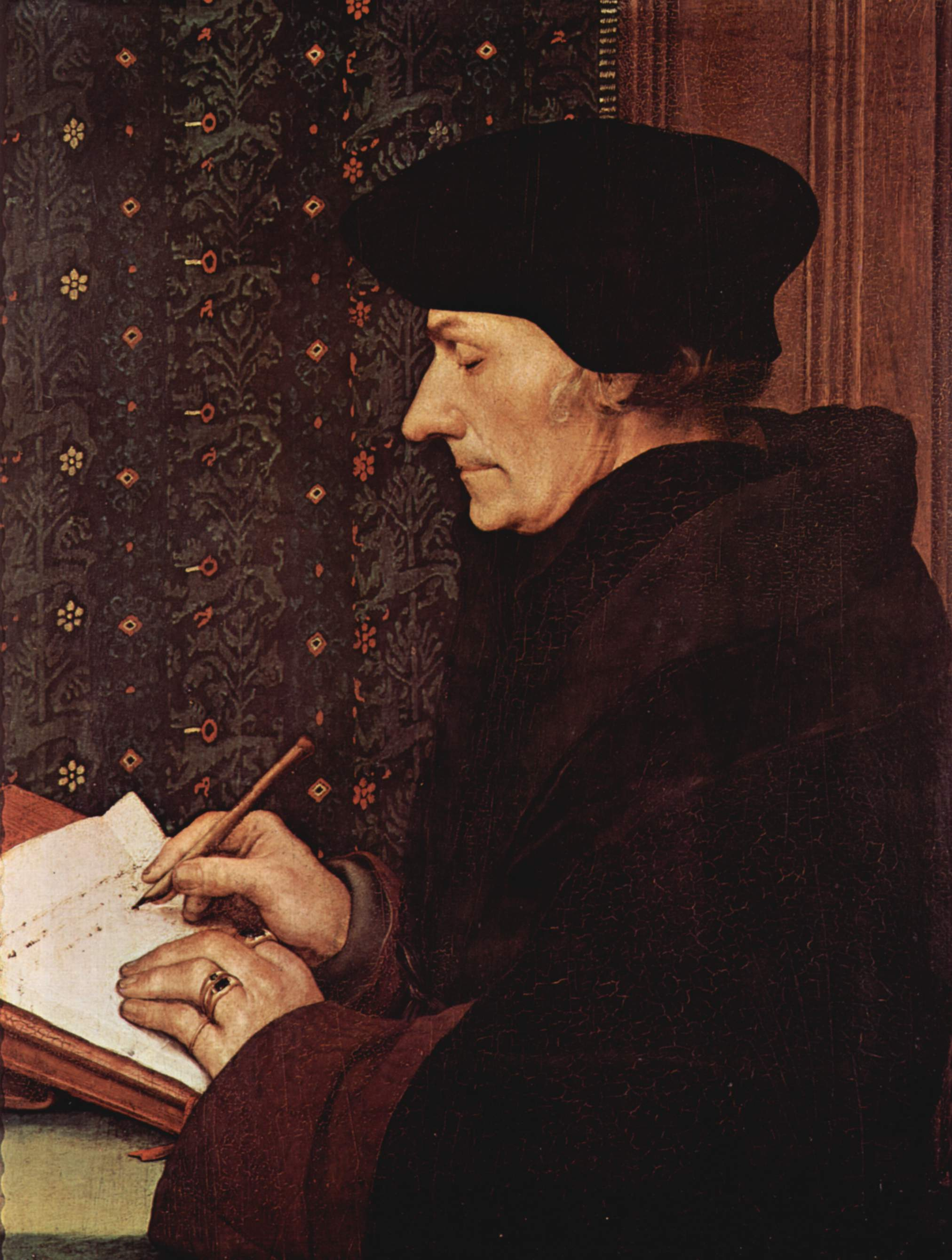
Érasme par Hans Holbein le Jeune.

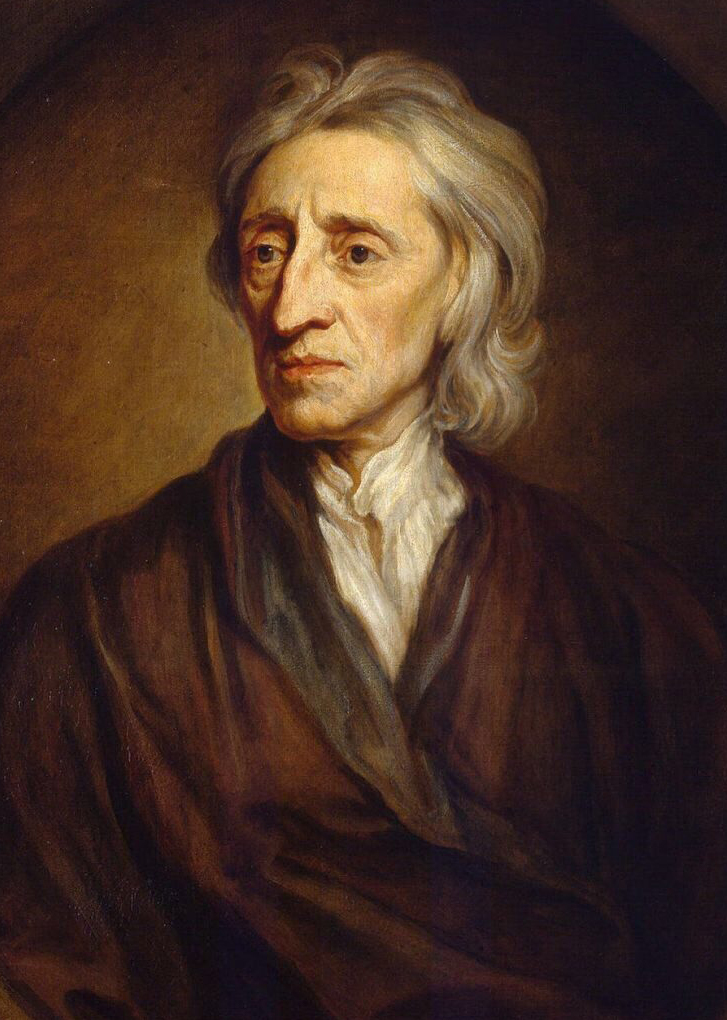
John Locke, Lettre sur la tolérance

Au XVIIe siècle, la préoccupation première de certains intellectuels vis-à-vis des religions était de penser les moyens de sortir des guerres. L'idée de tolérance est alors discutée comme l'un de ces moyens par quelques humanistes, notamment Érasme et ses amis Thomas More et John Fisher. Le terme tolérance, issu du vocabulaire médical, a cependant d'abord un sens très négatif. Il s'agit de « souffrir ce que l'on ne peut empêcher ». Chez Érasme le terme tolérance désigne « la patience dans les épreuves et les persécutions ». Il s'agit de privilégier le temps et la douceur persuasive pour venir à bout des hérésies.(p. 179) Ainsi, bien qu'il s'opposait à Luther, Érasme déclarait à son sujet dès 1519 : « S'il est dans l'erreur, je voudrais qu'il soit guéri et non perdu. », et en 1526, il réclamait la tolérance civile du culte luthérien. Cet humanisme pacifique exaspérait Luther qui y voyait tiédeur et scepticisme. En 1534, il se répandait en injures sur Érasme dans sa lettre à Amsdorf. L'année suivante, Thomas More et John Fisher se faisaient décapiter sur ordre du roi d'Angleterre Henri VIII pour avoir refusé la rupture avec Rome. 
En France, dans le contexte des guerres de religions, la tolérance s'est concrétisée par des édits à partir de 1562 jusqu'à l'Édit de Nantes en 1598. Ces édits de tolérance laissaient le choix entre deux religions : la religion « catholique, apostolique et romaine » commence alors à être appelée catholicisme ; et la « religion prétendue réformée », que l'on appellera plus tard protestantisme. La tolérance reste cependant généralement mal considérée. Le catholique Jean Béguart déclara même en 1563 « La tolérance de deux religions est pire que la licence des bordels. » En 1625, dans le droit de la guerre et de la paix, Grotius envisage la tolérance en un sens encore assez négatif comme « droit du prince de ne pas punir et de ne pas poursuivre les hérétiques en son pays comme en d'autres ». 
L'idée de tolérance prend ensuite une connotation plus positive en étant associée au principe de liberté de conscience. L'un des premiers à avoir envisagé une forme de tolérance à partir de la liberté de conscience avait été Thomas More dans L'Utopie en 1516. Il y écrivait « conformément à une très ancienne coutume, il n'y a pas chez les Utopiens de délit pour fait de religion ». Le texte qui témoigne d'un changement de réputation de l'idée de Tolérance et le début de son association systématique au principe de la liberté de conscience fut la Lettre sur la tolérance de John Locke. Elle est publiée vers 1685, à l'insu de son auteur, alors que celui-ci est réfugié aux Pays-Bas pour des raisons politiques. Cette lettre porte sur la religion en Angleterre où ont alors lieux des réformes politiques. Elle fut ainsi écrite et diffusée dans le contexte qui précède la Glorieuse Révolution de 1688, au cours de laquelle le roi Jacques II, favorable aux catholiques, sera renversé par le Néerlandais Guillaume d'Orange considéré comme un champion de la foi par les protestants. 
Dans cet écrit, John Locke envisage le pouvoir civil comme le garant des libertés. C'est lui qui dispose de la force publique et Locke souhaite qu'il limite strictement ses interventions à ce qui permet de conserver une liberté pour tous. La religion, quant à elle, doit pouvoir être vécue sans aucune contrainte pour être vraie : « Les églises ne doivent pas servir d'asile aux rebelles et aux criminels ; mais le concours des hommes doit y être aussi libre que dans une foire ou dans un marché, et je ne vois pas pour quelle raison l'une serait plus blâmable que l'autre. » Cependant la tolérance que réclame John Locke connaît certaines restrictions. Pour préserver la liberté, il faut interdire ce qui s'y oppose. Pour Locke, ce qui fonde la liberté, c'est la religion chrétienne et seulement elle. Il juge donc que toutes les hérésies sont possibles et permises à l'intérieur du christianisme, mais il ne doit pas être permis d'avoir une autre religion que celle qui fonde la liberté. Pour John Locke, les catholiques ne sont pas chrétiens parce qu'ils acceptent une autorité doctrinale, ce que Locke juge contraire à la liberté de conscience. Il ne voit donc pas plus de raison d'autoriser la religion des catholiques que celle des musulmans. Enfin l'athéisme doit aussi être interdit, parce sans la conviction qu'il faut obéir à la loi de Dieu, les hommes ne peuvent profiter des libertés qui leur sont accordées sans commettre de crimes. À part ces deux limites à la tolérance, tout est possible au sein du christianisme, qu'il s'agisse « des Luthériens, des Calvinistes, des Remontrants, des Anabaptistes et des autres sectes ». John Locke estime leurs doctrines extravagantes, mais les tient simplement pour hérétiques les unes par rapport aux autres. Tant que l'hérésie ne donne pas lieu à une autre religion que le christianisme, elle doit être autorisée.
Au cours du XVIIIe siècle, la tolérance devient une vertu sociale enviable et « un grand vecteur de l'audience des Lumières ». « La plupart des grands scandales et débats publics à travers lesquels se dessine et émerge la catégorie d'« opinion publique » [...] ont trait à la religion et aux exigences qu'on lui prête. » Les « précurseurs de la figure de l'intellectuel. » appellent les consciences libres à la tolérance, c'est notamment le cas de Voltaire avec le Traité sur la tolérance publié en 1763 à l'occasion du scandale que suscita l'affaire Calas.

### Religion naturelle et religions révélées
La pluralité des religions est de façon quasi unanime considérée comme un scandale jusqu'à la fin du XVIIIe siècle que ce soit parmi ceux qui se font les détracteurs de toutes les religions, ou ceux qui en défendent une. Cependant, la diversité des religions paraissant de plus en plus difficilement évitable, elle est devenue non plus seulement un fait à accepter ou à tolérer, mais aussi un fait à penser. La supposition devient que les religions ont dans leur diversité un rapport avec une forme universelle de religion dont elle dérivent à un degré plus ou moins lointain. 
Les philosophes ont entre eux des différences de vocabulaire assez importantes pour désigner ce qui se conçoit d'une part comme les religions existantes, historiques, « positives » ou « révélées », et d'autre part la religion « religion naturelle », « religion rationnelle » ou « religion de la nature ». Bien que selon les auteurs ces expressions ne désignent pas toujours la même chose, il est cependant possible de reconnaître un clivage entre une religion rationnelle et des religions qui le sont moins ou ne le sont pas du tout, comme un lieu commun de Locke, Hume, Voltaire, Rousseau, Montesquieu, Diderot, Kant, Fichte, Jacobi, etc. Ce clivage est d'abord celui entre le singulier et le pluriel de religion. L'idée d'une religion naturelle apparaît chez Charron ou Grotius comme la recherche du plus petit dénominateur commun en les différentes religions pour sortir des guerres de religions. Chez Hume la religion naturelle se cherche dans une histoire des religions. L'encyclopédie de Diderot et d'Alembert construit entièrement son article « religion » sur une opposition entre « religion révélée » et « religion naturelle ». La religion révélée est de l'ordre de l'histoire et de la tradition, tandis que la religion naturelle est le fond commun des religions de l'humanité et elle peut être connue par la raison. Voltaire, quant à lui, réservait le nom de religion à ce qu'il exécrait et il défendait contre la religion un théisme et une moralité rationnels : « Dieu tolère les religions comme il permet que le monde soit rempli d'erreur, de sottises et de calamités », écrit Voltaire.
Alors que de par leurs conflits et leurs irréductibles différences les religions des Européens ne semblaient pas permettre de comprendre ce rapport entre religions historiques et religion naturelle, c'est ailleurs que des formes de religions paraissant plus proches de la religion naturelle ont été recherchées. Cette religion naturelle est ainsi recherchée du côté des origines ou bien c'est une religion à venir, celle vers laquelle devrait tendre l'humanité. Elle est aussi réfléchie dans la religion de ceux qui sont loin de l'Europe, parfois appelés sauvages ou primitifs, réputés vivre plus proche de l'état de nature. L'expression « religion des sauvages d'Amérique », que l'on trouve dans l'Encyclopédie Diderot et d'Alembert, se trouvait, par exemple, dans le titre du mémoire de l'explorateur et marchand de fourrures Nicolas Perrot qui publia ses observations sur les « mœurs, coutumes et religion des sauvages de l'Amérique septentrionale » en 1704. Ce genre de documents sur l'Amérique, l'Afrique l'Inde ou la Chine, qu'ils soient le fait d'explorateurs ou de missionnaires, donna à penser aux philosophes européens sur les religions du monde. Les religions ou la moralité de ces peuples lointains est l'objet de beaucoup d'éloges. Diderot et Rousseau s'intéressent à la moralité du bon sauvage qui a échappé à sa corruption dans la société, tandis que Voltaire considérait que les Chinois devaient être loués d'avoir su développer des lois et une moralité, et même de connaître Dieu, sans avoir de religion.
Devant les difficultés de rendre compte en raison de ce qui est cru dans les religions, Kant a posé une limitation de la raison qui exclut les religions et leur révélation ou croyances particulières du champ des objets qu'il est possible d'examiner en raison. Dans La religion dans les limites de la simple raison, Kant opposait en effet la « pure foi religieuse », qu'il situe dans les limites de la raison, à la « croyance d'Église ». Il écrit : « La question : comment Dieu veut être honoré dans une église, ne paraît pas pouvoir être résolue par la raison pure, mais nécessiter une législation statutaire que nous fait connaître seulement une révélation, par conséquent une foi historique que l’on peut nommer par opposition à la pure foi religieuse, la croyance d’Église. »
Hegel a ensuite cherché à surmonter la limitation que Kant a assigné à la raison. Dans sa jeunesse, Hegel avait consacré quelques écrits à la religion positive. Il a ensuite estimé cette façon d'envisager les religions calée sur l'opposition entre foi et raison dépassée et il a cherché à rendre compte en raison de toutes les religions. Il ne les dit plus « positives » mais « effectives » ou « déterminées », en tant qu'elles seraient la détermination ou l'effectivité de la religion absolue, cette religion absolue n'étant autre que la raison à l'œuvre dans l'histoire. Cependant le XIXe siècle voit surtout se développer une pensée franchement hostile à la religion. Le thème de la religion naturelle ou rationnelle est largement écarté, tandis que de nombreuses théories proposent de penser les religions sur l'horizon de leur disparition, celles-ci refluant à mesure qu'avance la raison. 

Philosophes et leurs œuvres sur la religion
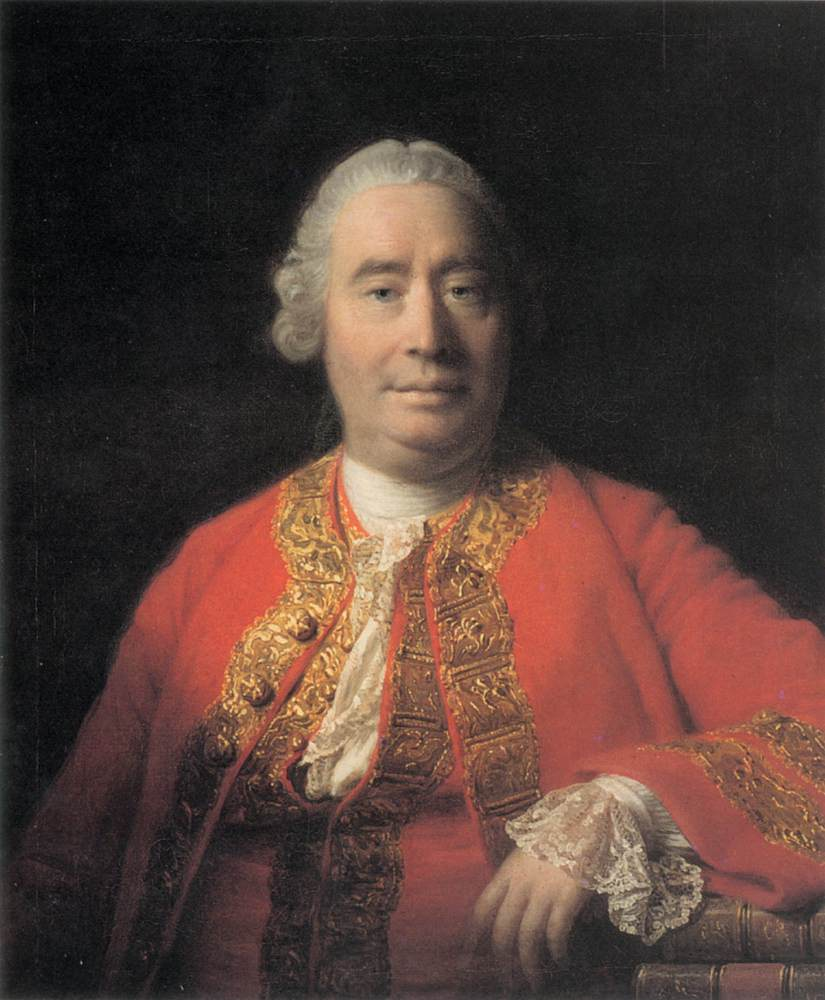
David Hume, Dialogue sur la religion naturelle.
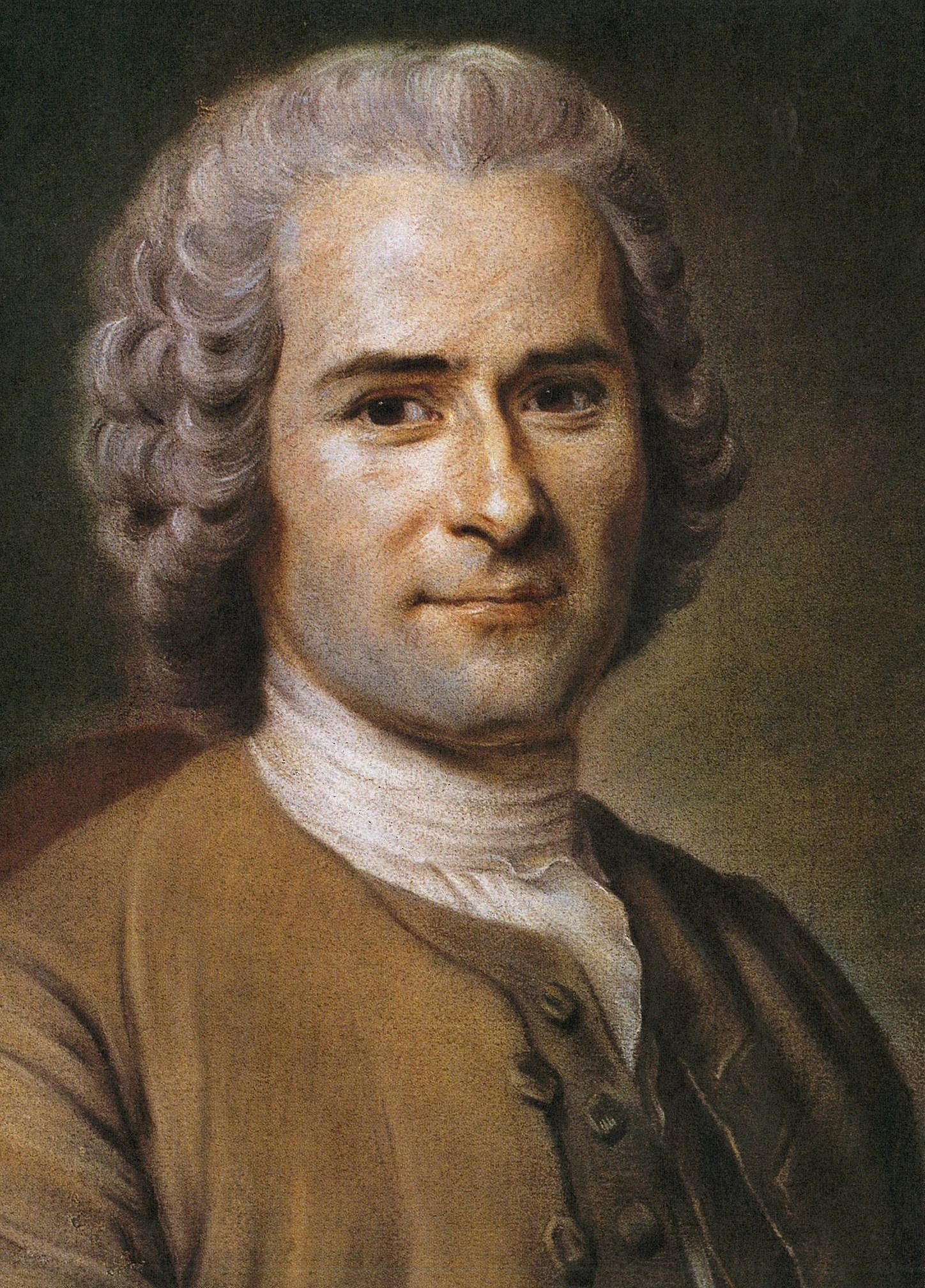
Jean-Jacques Rousseau, « La religion civile » dans Du Contrat social et « Profession de foi d'un vicaire savoyard » dans L'Émile.
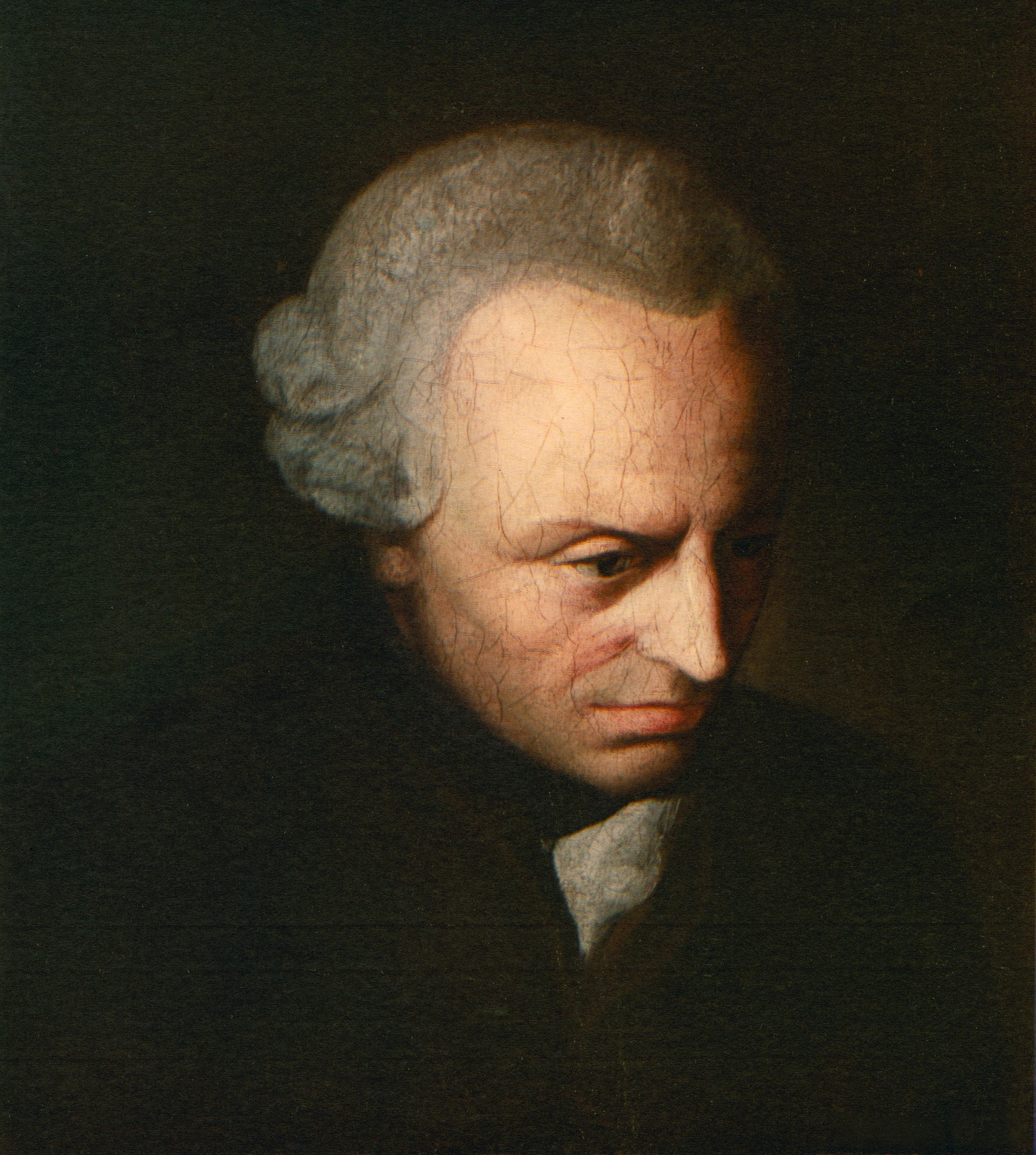
Kant, La religion dans les limites de la simple raison.
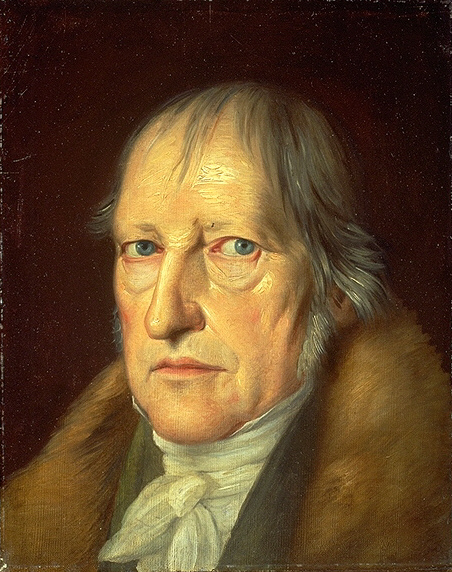
Hegel, Leçons sur la philosophie de la religion
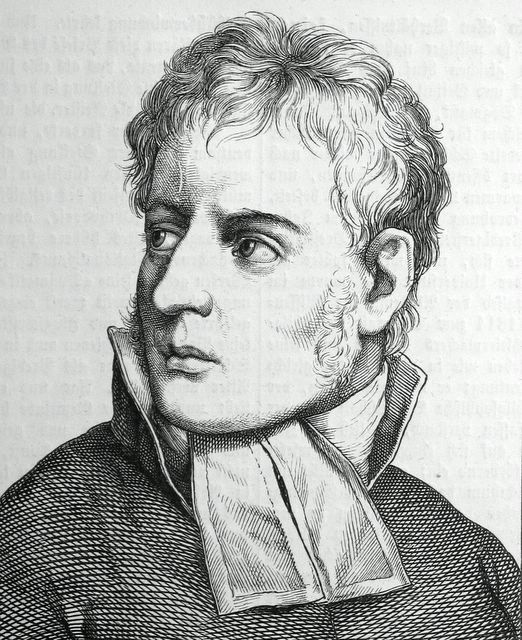
Schleiermacher, Discours sur la religion pour la défendre d'entre ses mépriseurs.

### Religion civile et laïcité

#### Projet rousseauiste de religion civile
L'idée de religion civile a été développée pour la première fois dans le Contrat social de Jean-Jacques Rousseau. Ses réflexions sur la religion sont commandées par le souci d'établir une société juste. Contrairement à John Locke qui restait de plain-pied dans la religion chrétienne, Rousseau n'envisageait d'abord aucune nécessité de la religion, mais il y vient tout à fait à la fin du Contrat social pour des raisons somme toute assez semblables à celles données par Locke : sans un minimum de religion rien n'incite à respecter les lois : « Il faut que chaque citoyen ait une religion qui lui fasse aimer ses devoirs ». Rousseau estime donc qu'une religion a minima est nécessaire, il l'appelle « religion civile », c'est « une religion consensuelle, à vocation unificatrice ». Selon Rousseau, celui qui n'admettrait pas une telle religion devrait être banni « non comme impie, mais comme insociable, comme incapable d'aimer sincèrement les lois, la justice, et d'immoler au besoin sa vie à son devoir ». 
Des tentatives d'instaurer une religion civile se référant aux idées de Rousseau ont eu lieu lors de la révolution française. François Xavier Lanthenas rédige un mémoire à cet effet. Il envisage qu'elle ait pour texte fondateur la déclaration universelle des droits de l'homme. Cette religion devrait, selon lui, être confiée aux politiques sur le modèle de celle de la Rome antique qui, selon l'historiographie de l'époque, avait été instituée et gouvernée par Romulus puis Numa Pompilius. Lanthenas envisage que l'école est un enjeu important pour la promotion d'une religion civile. La volonté révolutionnaire de mettre en place une religion civile se traduit dans un premier temps par des réalisations telles que l'instauration d'un nouveau calendrier remplaçant le calendrier grégorien et prévoyant de nouvelles « fêtes liturgiques », la transformation d'églises en temple de l'Être suprême ou déesse de la raison, celle l'église Saint-Geneviève en Panthéon pour qu'y reposent les grands hommes de la Patrie, etc. Cette religion civile imaginée en référence à l'esprit de Lumières s'avérera rapidement être un échec et le malaise laissé par l'affaire du Culte de la Raison et de l'Être suprême a dissuadé les tentatives d'organiser et de promouvoir une religion nationale ou une religion civile. Le tournant des XVIIIe et XIXe siècles fut ensuite l'époque de la destruction d'églises, de cathédrales et de principaux monastères de France, plutôt que celle de l'édification d'une religion.

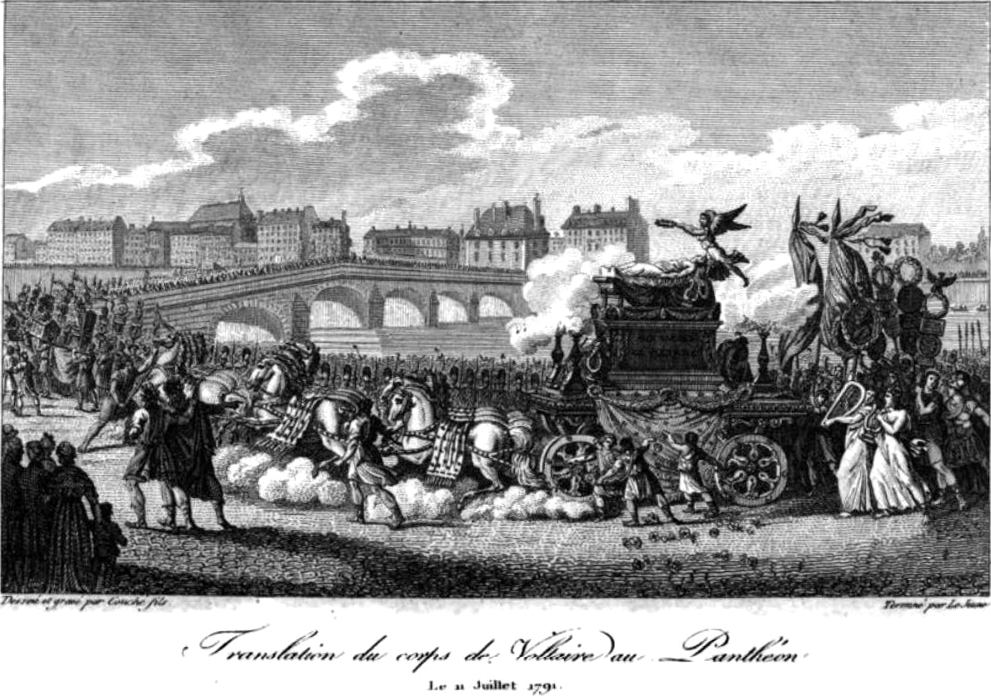
La translation du corps de Voltaire au Panthéon en 1791
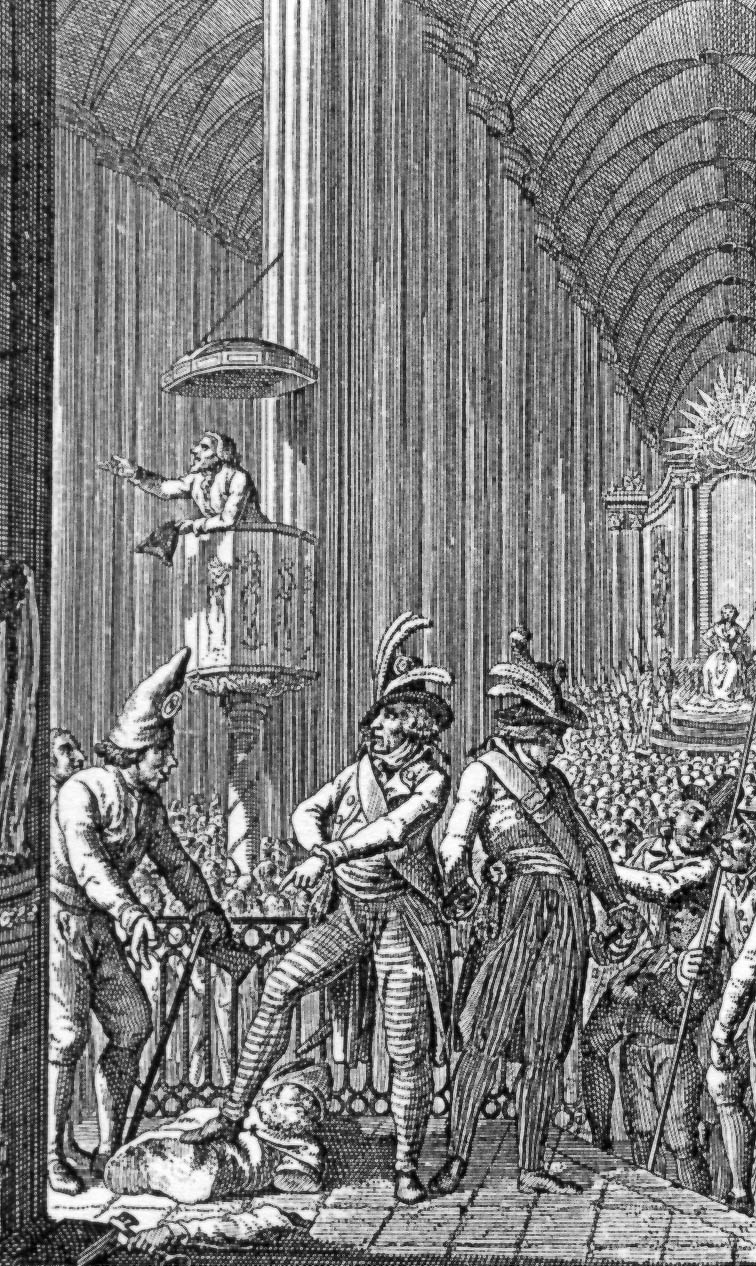
La cathédrale de Strasbourg devenu temple de la nouvelle raison française, 1795, illustration allemande.
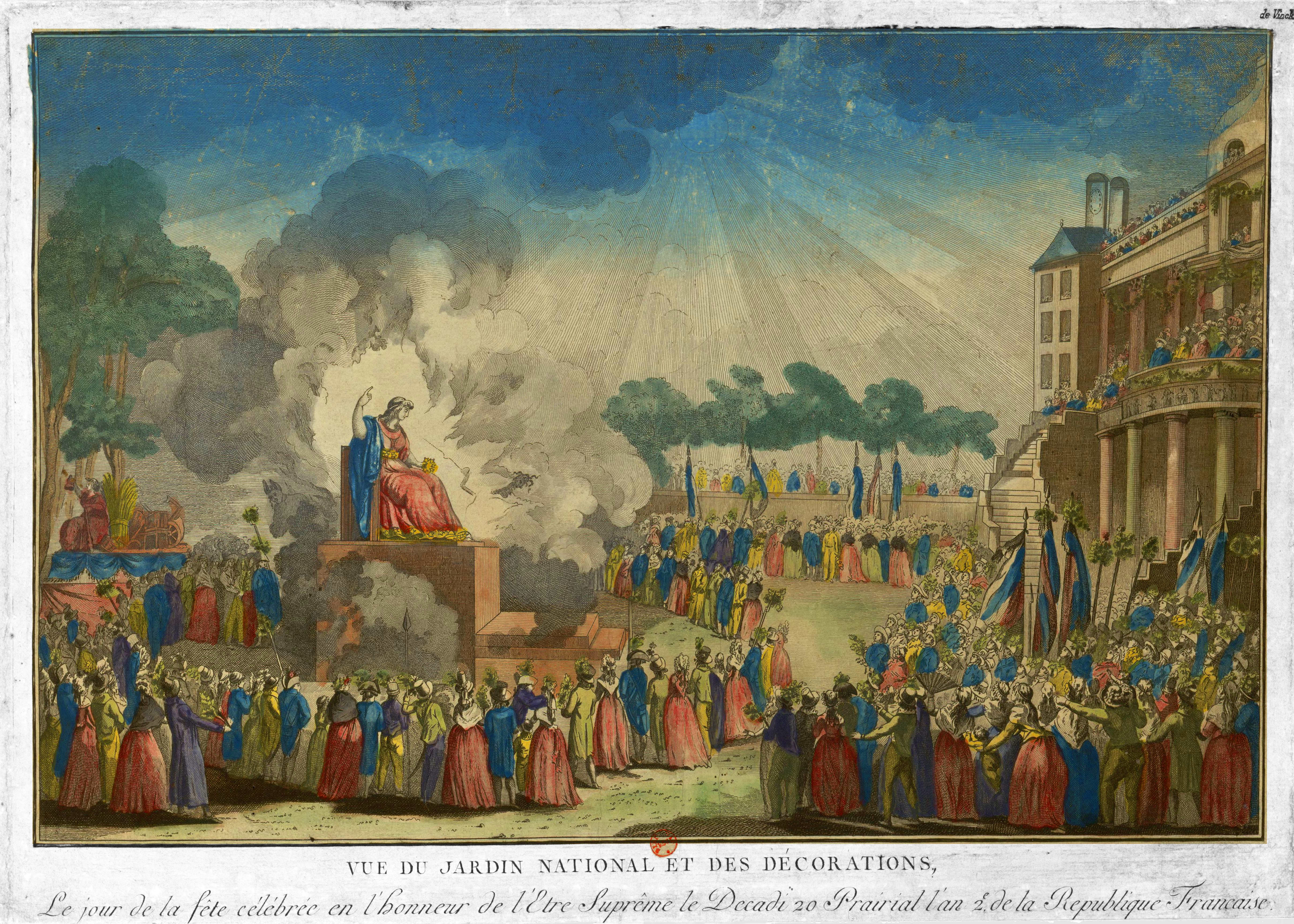
Fête de l'Être suprême, le 20 Prairial de l'an 2 de la République française.
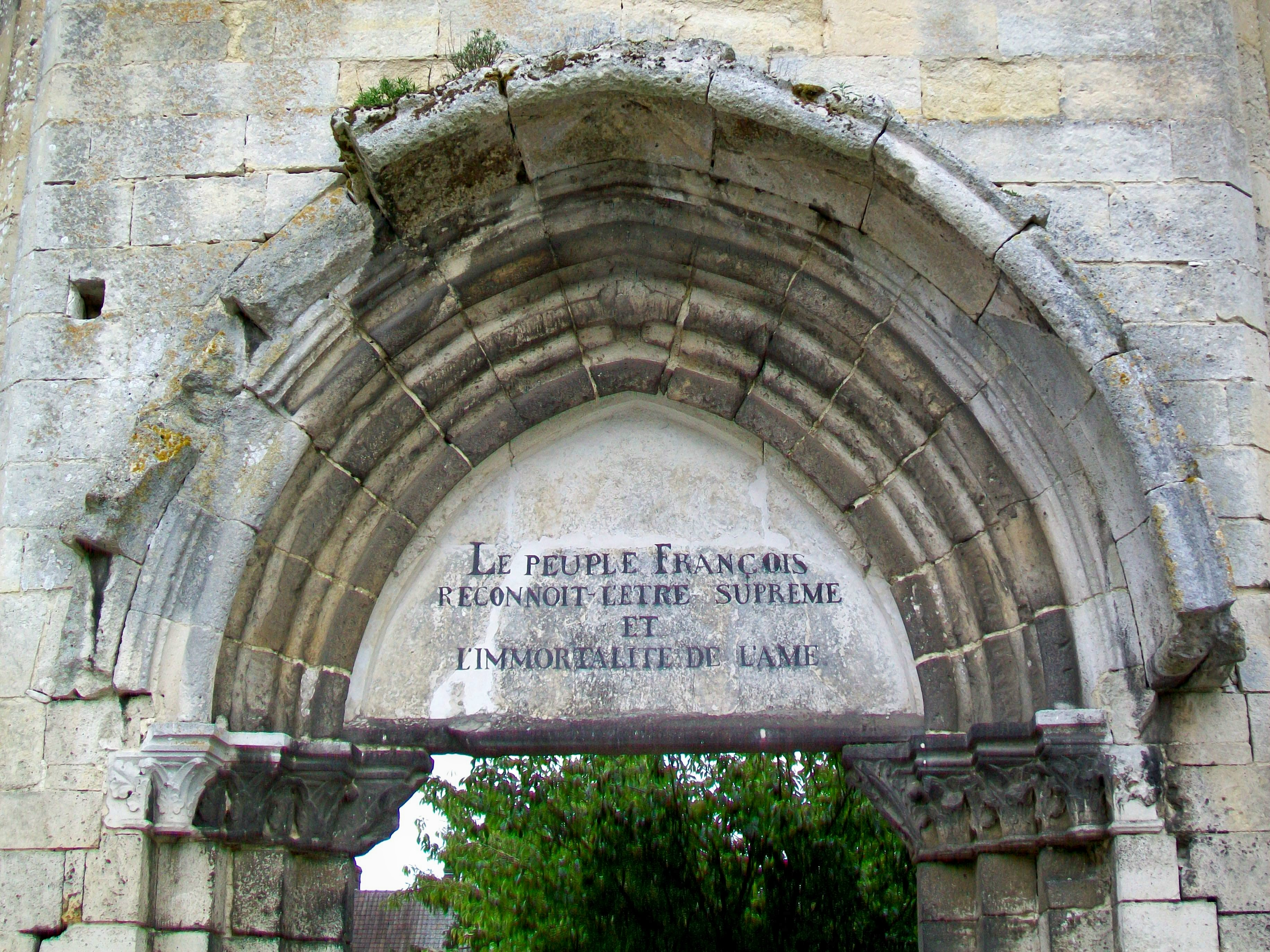
« Le peuple Français reconnait l'Être suprême et l'immoralité de l'âme », Collégiale Saint-Thomas, Crépy-en-Valois

#### Religion civile américaine
C'est aux États-Unis d'Amérique que s'est véritablement développée une religion civile. C'est aussi là qu'a eu lieu de façon continue et approfondie une réflexion et des débats sur le sujet. Ainsi, Alexis de Tocqueville, qui accordait une large place à la religion dans son essai De la démocratie en Amérique, y constatait qu'un accord se formait entre Américains sur la religion, consensus qui implique chez eux à la fois une certaine distance avec ce qui singularise les religions les unes des autres, mais aussi une implication forte dans ce qui leur paraît indubitable sur un plan religieux. Un passage de l'autobiographie de Benjamin Franklin (1706-1790), l'un des pères fondateurs des États-Unis, reflète cet état d'esprit : 

« Je n'ai jamais été dépourvu de principes religieux. Je n'ai jamais douté par exemple, de l'existence de la divinité, du fait qu'il a créé le monde et qu'il le gouverne de sa Providence. Je n'ai jamais douté que le meilleur service que l'on puisse rendre à Dieu est de faire du bien à son prochain, que nos âmes sont immortelles, que tout crime sera puni, tandis que la vertu sera récompensée, dans ce monde ou dans l'autre. Ces éléments je les considère comme les principes essentiels de toute religion. On peut les trouver dans toutes les religions présentes dans notre pays, et je les respecte toutes, bien qu'à des degrés divers. En effet, je trouve qu'il se mélange plus ou moins dans ces religions d'autres éléments que ceux qui entendent inspirer, promouvoir ou confirmer la moralité. Ces éléments superflus servent principalement à nous diviser et à nous opposer les uns aux autres. »

— Benjamin Franklin
La mise en avant de ce qui est consensuel dans la religion civile américaine tend à la rendre d'autant plus consensuelle qu'elle est vide de contenu. Ce consensus se fonde essentiellement deux affirmations : croire en Dieu, (tel que cela est écrit sur les billets de banque In God we trust depuis 1954), et l'idée selon laquelle Dieu dirige le cours de l'histoire par sa Providence.

#### Naissance de l'idée française de laïcité
En France, le conflit entre l'Église et l'État culmina au début du XXe siècle, sous la troisième République, au moment où Émile Combes, ancien séminariste et président du Conseil, faisait fermer les unes après les autres les congrégations religieuses et où les religieux expropriés s'expatriaient en grand nombre. En 1905, la loi sur la séparation des Églises et de l'État pacifia soudainement la situation. Elle fut de façon consensuelle présentée comme une victoire de l'État contre les religions, toutes les religions pour ne pas paraître spécialement dirigée contre le catholicisme, victoire que confirmait la confiscation des biens de l'Église et l'idée que les clercs avaient été expulsés des institutions de la République grâce à cette loi. Dans les faits, cette loi a mis fin aux expulsions et aux expropriations. Le clergé était désormais libéré du contrôle de l'État, par exemple les évêques n'avaient plus l'obligation de demander au préfet l'autorisation de se déplacer ou au gouvernement celle de se réunir. Le gouvernement renonçait aussi à tout contrôle sur leur nomination, tandis que l'État prenait en charge l'entretien et le financement des églises, des cathédrales et des monastères qu'il avait confisqués à l'Église puis affecté au culte. Enfin, en les finançant elles-mêmes, les associations religieuses pouvaient à nouveau ouvrir des écoles et construire des bâtiments dont elles ne risquaient plus d'être expropriées.

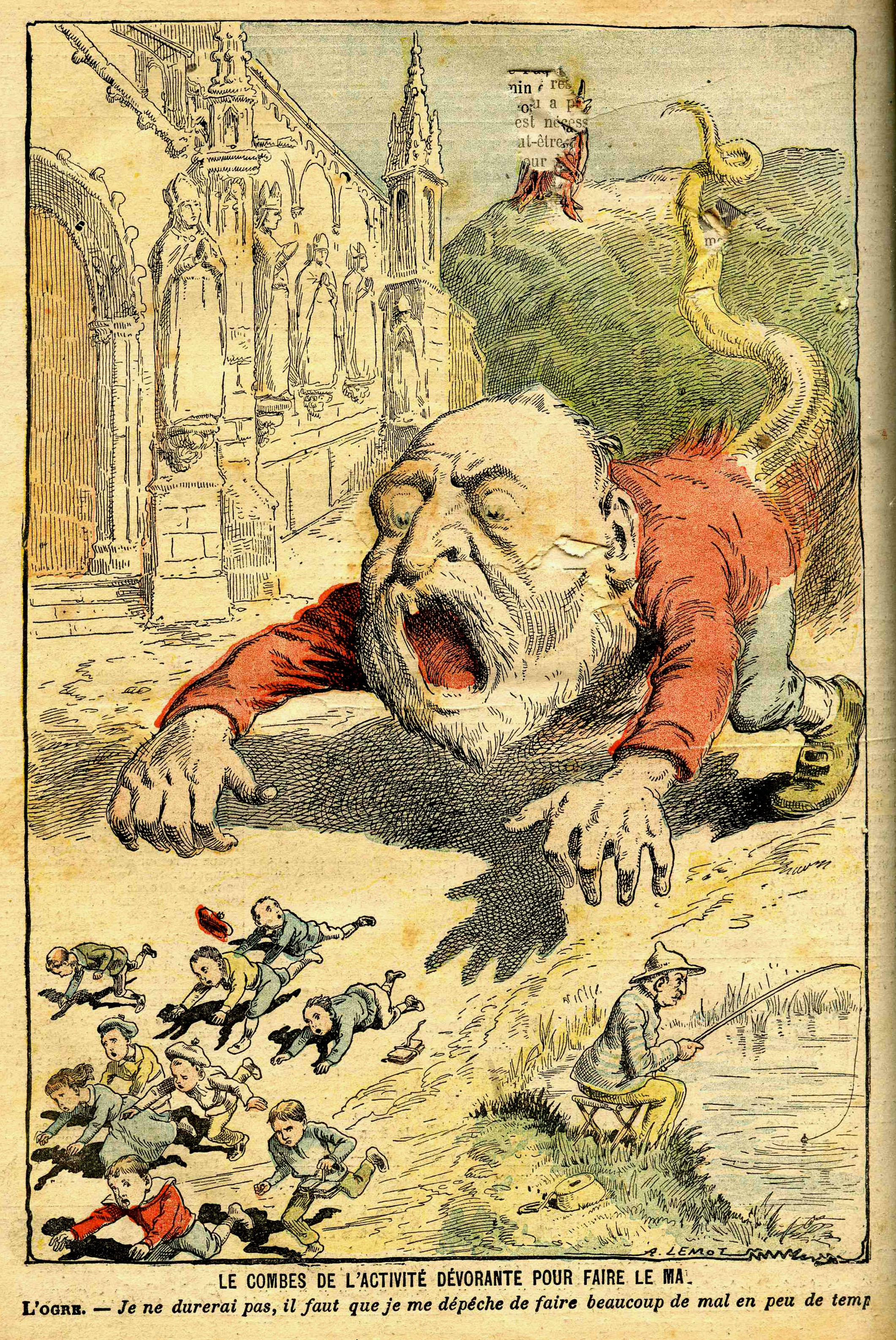
Caricature d'Émile Combes dans Le Pèlerin, 1902
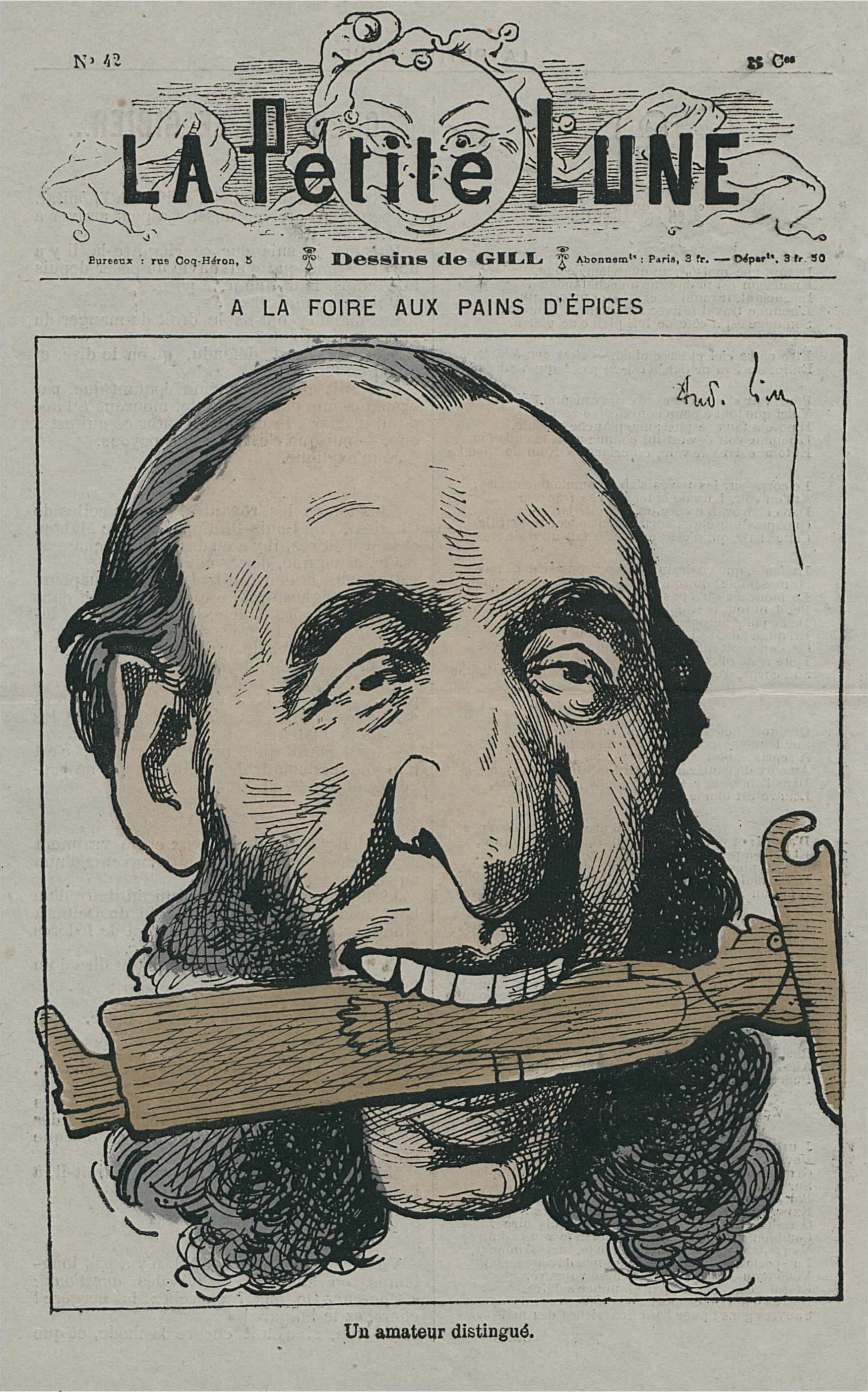
Jules Ferry bouffant du curé, 1878.
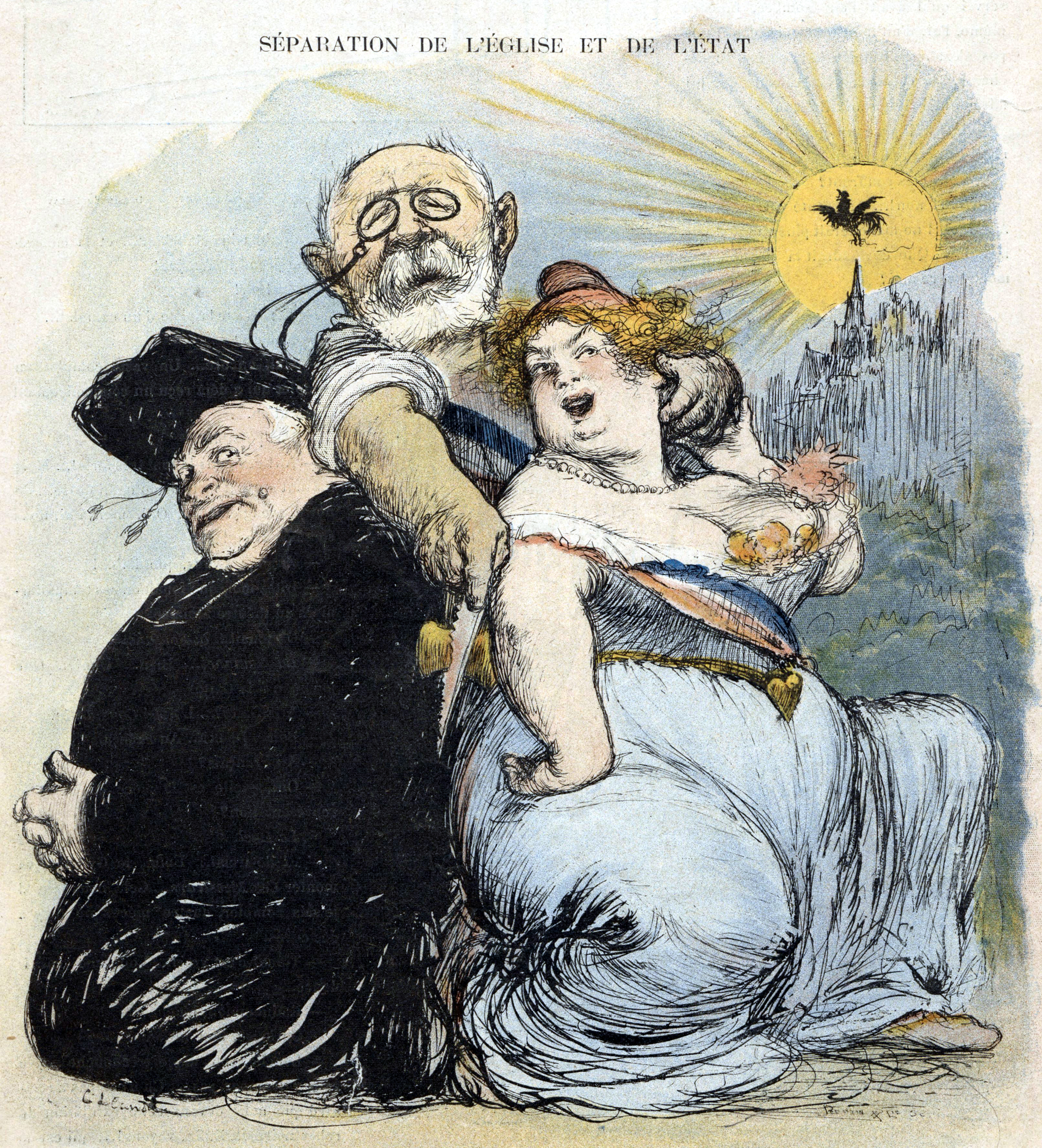
La loi de séparation de l'Église et de l'État de 1905.

En 1913, dans un contexte encore dominé par la polémique entre catholiques et anti-cléricaux, Ferdinand Buisson a tenté de renouveler la proposition d'une religion civile. Celui-ci n'emploie cependant l'expression « religion civile », lui préférant celle de « une religion laïque », pour laquelle il plaide dans des discours prononcés entre 1878 et 1911 puis publiés en un livre intitulé La Foi laïque. C'est d'ailleurs lui qui créa le substantif laïcité. La religion que cherche à penser Ferdinand Buisson devient cependant objet improbable : une sorte de catholicisme républicain à la française élaboré par un protestant affranchi de toutes attaches confessionnelles et qui débouche sur la morale laïque de la libre pensée, courant qui se pose comme une spiritualité pour tous, alternative aux religions, mais qui de ce fait ne parvient pas à éviter de faire nombre avec elles. 
En France, le thème de la religion civile ainsi progressivement été remplacé par celui de la laïcité qui, contrairement à la religion civile, n'est ni une religion, ni une façon d'organiser leur pluralité, ni une recherche de consensus entre religions, mais une façon de garantir la liberté religieuse là où il n'est pas nécessaire de la réglementer, de la définir ou de l'encadrer par loi, c'est-à-dire dans la sphère privée. 
Le développement récent de l'islam en France a introduit davantage de pluralité religieuse en France. C'est dans ce contexte où l'État se pose à nouveau la question de sa responsabilité dans l'organisation des religions, que l'idée de religion civile à fait un retour, cependant assez discret, dans le débat politique. Vincent Peillon propose ainsi une analyse du projet de religion civile, de ses échecs et de son actualité dans Une religion pour la République.

## Les sciences des religions
Les sciences des religions forment un domaine d'étude universitaire qui, dans le monde francophone, peut au moins se définir comme celui rassemblant les études menées dans les institutions qui en ont le titre, notamment, l'Institut européen en sciences des religions, la faculté éponyme de l'Université Laval de Québec ou ce qui se fait sur le sujet au CNRS ou à l'EHESS. Dans le monde universitaire anglophone, ce champ disciplinaire est intitulé study of religion, littéralement « étude de la religion », tandis qu'en allemand le terme Religionswissenschaft peut se traduire par « science de la religion ». Ce domaine universitaire rassemble les études menées selon les méthodes des sciences sociales : sociologie, histoire, anthropologie, sciences politiques, psychanalyse, philosophie, etc.. L'objet de ces sciences est la religion ou les religions. Cet objet est aussi désigné comme « le religieux », « le fait religieux » ou « la religiosité ». 

### Recherche des causes immanentes de la religion
Selon le sociologue Shmuel Trigano, « La sociologie de la religion […] se donnant pour tâche de rendre compte du phénomène de la transcendance - le trait le plus fort de la religion - dans le cadre d'une explication reposant sur le principe de l'immanence absolue de tout phénomène social, ce projet même la conduisait à supposer que l'expérience religieuse était trompeuse, en tout cas illusoire, et que derrière elle se tramait une réalité dont le croyant n'était pas conscient. » Le statut de la croyance religieuse comme un phénomène sans mystère et explicable par la raison avait été formulé par Karl Marx. Ce dernier réagissait contre ce qu'il envisageait comme idéalisme hégélien. Il s'agit pour Marx, non pas de rejeter la philosophie de Hegel, mais de la remettre sur ses pieds : lorsque Hegel parle de Dieu, il parle du monde et de rien d'autre. Marx pousse ainsi une idée déjà énoncée par Feuerbach dans L'essence du christianisme : « ce que l'homme affirme de Dieu, il l'affirme en vérité de lui-même ». Il est possible de considérer que cette idée était déjà présente chez Voltaire lorsqu'il déclarait « Si Dieu nous a faits à son image, nous le lui avons bien rendu. » Ainsi Marx considère que toutes les projections de la religion « dans les nuages » se prennent de réalités terrestres. Une formule qu'il emploie dans les Thèses sur Feuerbach est que « La famille terrestre est le secret de la sainte famille ». 
Au-delà de Karl Marx, le XIXe siècle a fourni de nombreuses théories qui visent à expliquer les raisons des croyances religieuses selon leur logique propre. Le marxisme en rend compte par ses théories sur les rapports de dominations sociaux : la croyance en un bonheur qui sera accordé dans l'au-delà apaise le prolétariat, ce qui le détourne de la lutte pour l'amélioration de sa condition présente et favorise ainsi son exploitation, d'où l'expression selon laquelle « la religion c'est l'opium du peuple ». Avec Freud les croyances religieuses ont des causes psychologiques telles que la peur de la mort ou la nécessité de gérer de ses névroses. Il est aussi possible de penser à des raisons physiologiques ou culturelles. Selon Luc Ferry, « chez Marx, Nietzsche et Freud, la religion serait à comprendre comme opium du peuple, comme nihilisme, comme névrose obsessionnelle de l'humanité avec toujours la même structure, celle du « fétichisme » : une activité intellectuelle, mi-imaginaire, mi-rationnelle, qui fabrique un produit, en l'occurrence l'idée de Dieu, puis s'empresse d'oublier que c'est elle qui en est de part en part l'auteur. » Au XXe siècle, des travaux ont continué d'être produits sur cette faculté humaine à se fabriquer des objets de croyance. Ces travaux sont régulièrement l'occasion pour leur auteur ou leurs éditeurs d'annonces des découvertes « qui révolutionnent les sciences des religions ». Parmi ces découvertes, celle liées aux neurosciences ou à la génétique telle que la théorie du gène égoïste. Les nouvelles thèses sur le sujet ne changent cependant pas l'argument de fond qui reste celui selon lequel l'humanité a une disposition naturelle ou acquise à croire en ce qui pourrait n'être qu'une illusion. Il s'agit d'un argument infiniment réversible et qui au fond n'est ni favorable ni défavorable à la religion car expliquer qu'il existe des raisons pour lesquelles l'humanité croit ceci ou cela, ne permet pas de décider si on a raison ou tort d'y croire.  
Bertrand Russell a remarqué que, dans un perspective hostile aux religions, les aborder en cherchant à expliquer de manière rationnelle le besoin de croire en ce qui ne pourrait être qu'illusion ou erreur revient à déplacer le problème, car il est beaucoup plus facile d'affirmer que les croyances sont des mythes quant au contenu de leurs propositions, que de juger de ce que le fait d'avoir de telles croyances soit bon, et donc que l'on ait finalement des raisons d'y croire. À propos de l'adhésion à la foi catholique, il estime que la situation est la suivante : « Cela, nous pouvons en convenir, suscite une certaine quantité de bonheur au prix d'une certaine quantité de stupidité et de domination par les prêtres. Une telle conception est discutable et discutée, mais nous allons la laisser passer. À présent cependant, arrive la question de savoir si, en admettant que les effets soient ce que je viens de dire, ils doivent être classés comme bons au total ou mauvais au total ; et c'est une question qui est si difficile que notre test de vérité devient pratiquement inutile. » De la même façon Russel écrit : « Il est beaucoup plus facile de découvrir par l'examen direct que le contrat social est un mythe que de décider si la croyance en lui fait au total du bien ou du mal . »

Penser la religion comme illusion ou erreur
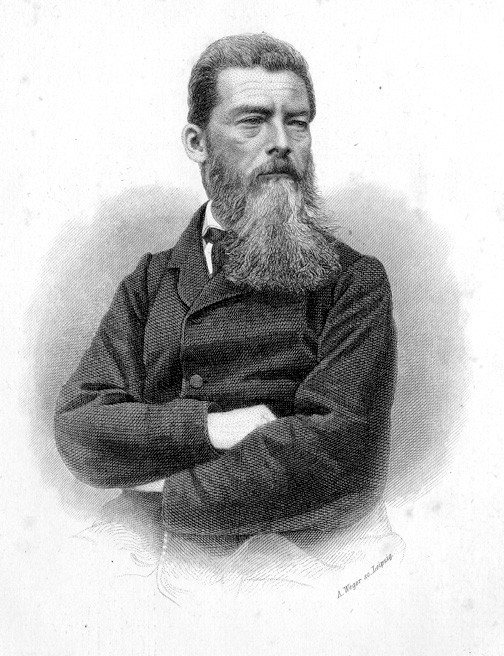
Ludwig Feuerbach, L'esprit du christianisme.
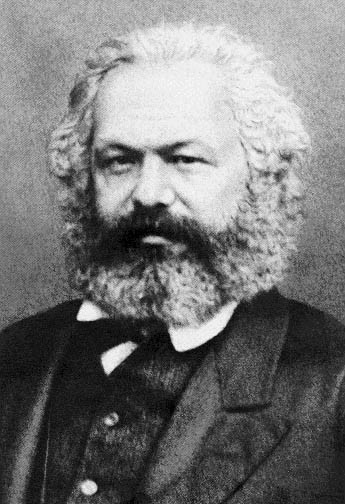
Karl Marx (1818-1883), L'Idéologie allemande
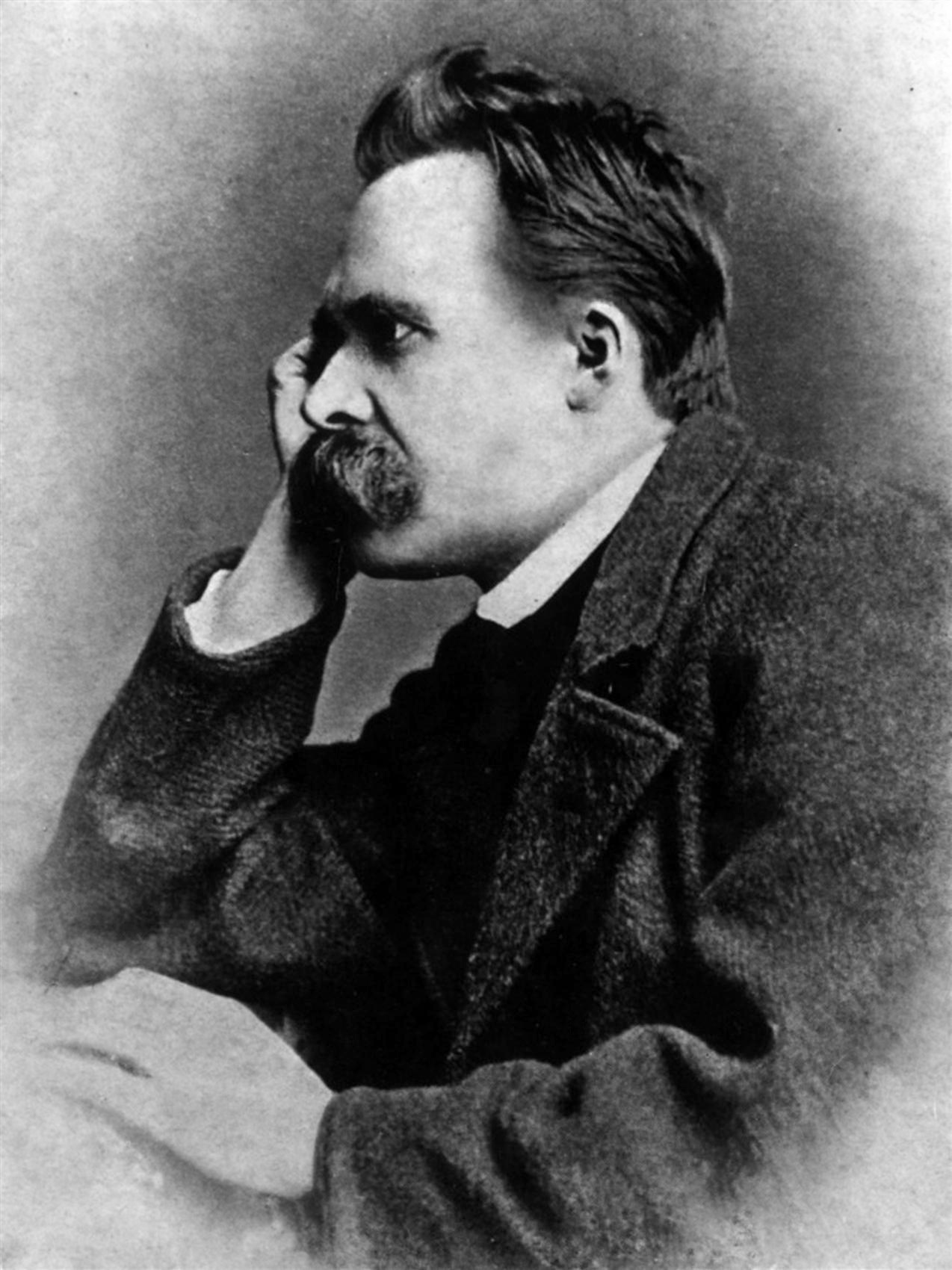
Nietzsche, (1844-1900) Le gai savoir.
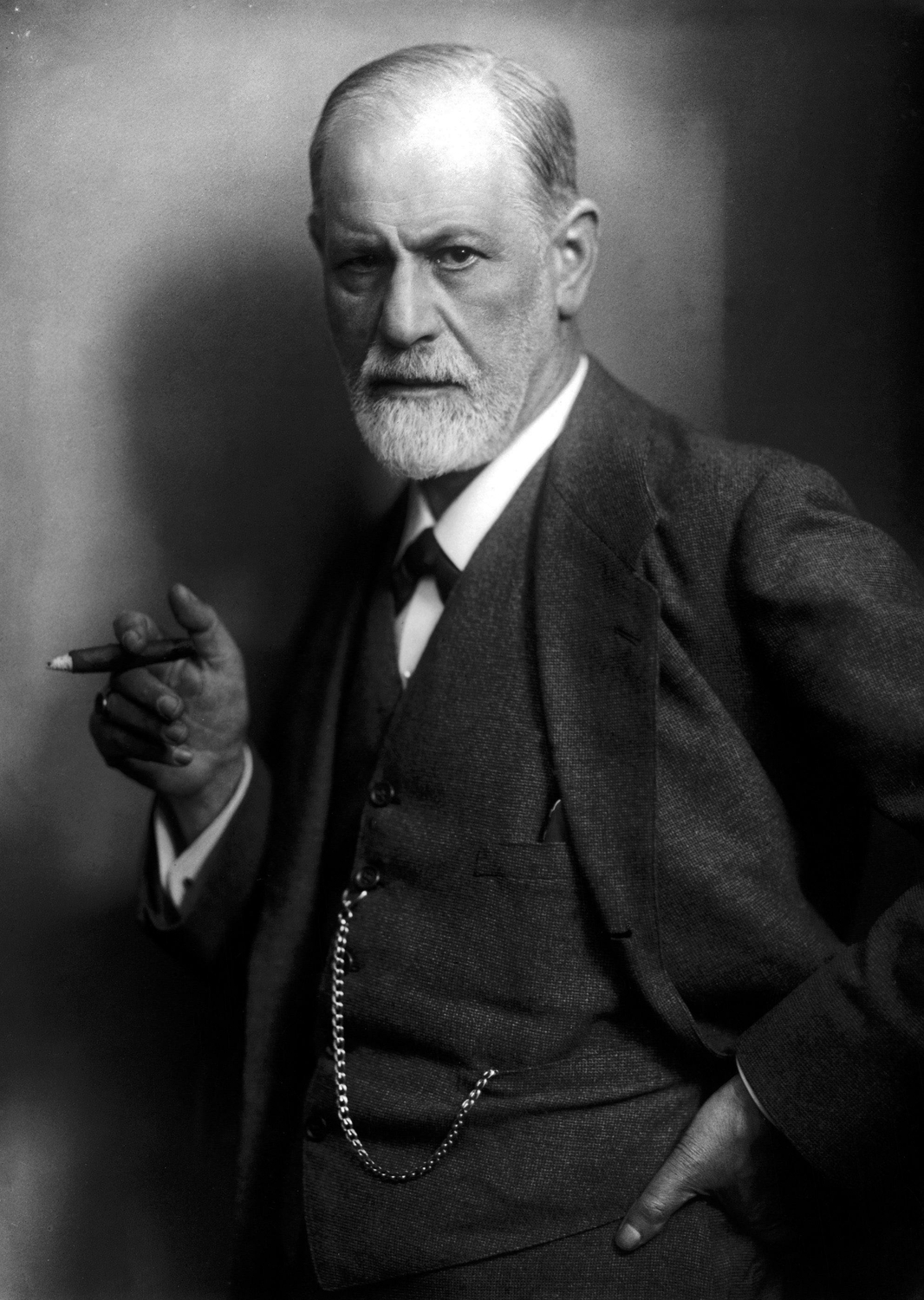
Sigmund Freud (1856-1939), L'avenir d'une illusion, où Freud envisage que la religion sera remplacée par une science : la psychanalyse.

### Approches sociologiques

#### Émile Durkheim

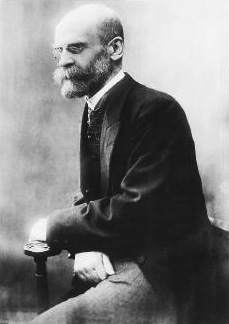
Emile Durkheim.

La sociologie s'est constituée comme une discipline universitaire au moment où elle affirmait sa neutralité par rapport aux croyances religieuses. Cette neutralité est le principe selon lequel la sociologie ne se prononce pas sur la vérité de ce qui est objet de croyance dans les religions. Émile Durkheim parle ainsi de cette neutralité : 

« Nous n'avons pas à rechercher ici s'il s'est réellement rencontré des savants qui […] ont fait de l'histoire et de l'ethnographie religieuse une machine de guerre contre la religion. En tout cas, tel ne saurait être le point de vue d'un sociologue. C'est en effet un postulat essentiel de la sociologie qu'une institution humaine ne saurait reposer sur l'erreur et le mensonge : sans quoi elle n'aurait pu durer. Si elle n'était pas fondée dans la nature des choses, elle aurait rencontré dans les choses des résistances dont elle n'aurait pu triompher. »

 

Émile Durkheim indique ensuite que le rôle du sociologue est de mettre a jours les vraies raisons des croyances en dépit des justifications qu'en donne le croyant : 

« ces croyances et ces pratiques religieuses paraissent parfois déconcertantes, et l'on peut être tenté de leur attribuer toutes sortes d’aberrations foncières. Mais sous le symbole il faut savoir atteindre la réalité qu'il figure […]. Les raisons que le fidèle se donne à lui-même pour les justifier peuvent être, et sont même le plus souvent erronées ; les raisons vraies ne laissent pas d'exister ; c'est affaire de science que de les découvrir. »

— Émile Durkheim, Les formes élémentaires de la vie religieuse
Pour Émile Durkheim, les phénomènes religieux résultent de la nature sociale de l'homme. Dans Les Formes élémentaires de la vie religieuse il souligne que la religion est multiple et que les définitions antérieurs sont réductrices et excluent de nombreux phénomènes religieux. Il cherche à comprendre « les formes élémentaires de la vie religieuse » à partir d'études sur la religion des aborigènes d'Australie, qui est selon lui, la religion « la plus simple et la plus primitive actuellement connue ». (p. 1) « Si nous l'avons prise comme objet de notre recherche, c'est qu'elle nous a paru plus apte que toute autre à faire comprendre la nature religieuse de l'homme, c'est-à-dire a nous révéler un aspect essentiel et permanent de l'humanité. » Ensuite il analyse le totémisme dans les tribus australiennes comme forme primaire de la religion. Selon Durkheim le totémisme d'une tribu regroupe l'ensemble de la société et de son environnement en catégorie plus ou moins complexes d'apparences arbitraires mais articulant parfaitement le monde pour un membre la tribu. Par exemple chaque tribu australienne se divise en deux phratries symbolisés par deux totems (kakatoès blanc et kakatoès noir chez les Gournditch-Mara), chaque phratrie subdivisée en clan (une notion différente de la famille, les membres d'un même clan n'ont pas de lien de parenté privilégié) qui chacun à son propre totem et toutes les choses de la nature appartiennent à l'un ou à l'autre de ces clans symbolisés par son totem. Pour Durkheim, c'est la force sociale du rassemblement humain qui catégorise le monde et qui est à l'origine de la religion puis de la philosophie et de la science, une catégorisation consciente. Dans les tribus de chasseur-cueilleurs, les êtres humains, dispersés la plupart du temps en petit groupe à la recherche de nourriture, célèbrent avec joie et euphorie les réunions de la tribu ou d'une partie de celle-ci. Le groupe aurait choisi un symbole pour se souvenir de cette vive et vivifiante émotion. Le symbole choisit pourrait simplement être une espèce animale présente lors de cette rencontre.
Parmi les pères fondateurs des sciences sociales, Émile Durkheim est celui qui a le plus investi sur la recherche d'une définition de la religion. Il donne en 1912 ce qui deviendra la version de référence de la définition moderne de la religion. La définition de la religion qu'il propose est basée sur l'antagonisme entre le profane et le sacré dans les sociétés ainsi que les interdits associés. Pour lui, la religion est « un système solidaire de croyances et de pratiques relatives à des choses sacrées, c’est-à-dire séparées, interdites, croyances et pratiques qui unissent en une même communauté morale, appelée Église, tous ceux qui y adhèrent ». Dans cette définition, l’idée de sacré, ne revient pas à reconnaître que le sacré est intrinsèquement sacré, ni que les croyances puissent revendiquées d’être crues de manière absolue car Durkheim entend montrer que ce qui était cru ou tenu pour sacré dans un groupe social particulier, qu’il appelle Église, ne l’était pas dans un autre. D'autre part, selon Durkheim, le sacré se reconstitue toujours car c’est au nom de ce qu’une communauté tient pour sacré, qu’elle repousse un autre sacré. 

#### Max Weber

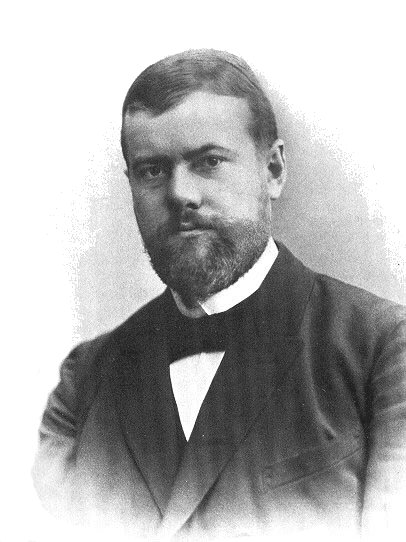
Max Weber.

L’autre façon d'aborder la religion faisant autorité dans les sciences humaines est celle de Max Weber (1864-1920) qui envisageait, à la même époque que Durkheim, la religion comme une réglementation de la vie dans un monde où l’élément irrationnel est toujours présent, sans être propre aux religions. Ce qui intéresse Weber dans les religions est la manière dont elles incitent à agir en récompensant ou en blâmant tel ou tel type de comportement. Weber ne pose pas vraiment de définition générale de la religion, mais il s'intéresse a quelques-uns de ses traits. Il identifie à partir du protestantisme deux caractéristiques de la religiosité : la mystique et l'ascèse. L'une est l'autre sont comme complémentaires et opposées. La mystique est de l'ordre de la passivité, de la contemplation et du sentiment. L'ascèse est de l'ordre de la rationalité et de l'agir. Max Weber voit dans l’ascétisme protestant l'un des facteurs centraux du développement du capitalisme moderne. L'éthique la plus rigoureuse du protestantisme correspondrait à une manière systématique d'organiser sa vie de sorte que la façon dont les individus mènent leurs activités sociales, y compris celles économiques, procède d'un plan d'ensemble rationnel. La religiosité mystique est foncièrement passive ou contemplative. Elle conduit plutôt à des sentiments d'amour hors monde, qu'à une volonté de changer le monde. Et si ces sentiments semblent devoir déboucher sur un agir, ils s'apaisent dans un agir social toujours soumis à la discipline méthodique et rationnelle de l'ascèse.  
Weber envisage que les religions jouent un rôle positif dans la rationalisation des sociétés notamment en permettant le « désenchantement du monde ». Ce désenchantement n'a rien d'une désillusion ou d'un désappointement, il s'agit d'un « processus de refoulement et d'élimination de la magie ». Ce processus de rationalisation est intra-religieux. Weber le décrit d'abord dans le judaïsme et le christianisme puis envisage le calvinisme comme la religion qui est allé le plus loin dans ce processus, au point que, selon certain aspect de sa doctrine, le calvinisme paraisse à Weber forme de religion qui aboutit à la disparition de la religion. Weber décrit ainsi une sorte de drame de la religion qui est celui de sa disparition en raison même du procès de rationalisation qu'elle permet. Weber envisage cependant aussi qu'à terme, la rationalisation des sociétés par la religion les conduise à laisser refouler des religions dans le domaine de l’irrationnel.

### Approches anthropologiques
Les approches sociologiques des religions se sont d'abord développées en Allemagne et en France. Dans le même temps, en Écosse, en Angleterre et aux États-Unis l'anthropologie, ainsi qu'une autre façon d'envisager la psychologie, ont connu leurs premiers développements. 
En anthropologie, les religions sont étudiées dans le cadre d'une théorie générale de la culture. Avec Herbert Spencer ou Edward Burnett Tylor, l'anthropologie des religions s'est d'abord constituée comme une histoire des religions envisagée selon sur une échelle de l'évolution culturelle. Leur approches sont influencées par des théories qui relèvent directement de la biologie ou de la physique, notamment la théorie de l'évolution des espèces qui donne lieu à des théories de l'évolution culturelle. Dans le même temps il est possible d'identifier dans les travaux des sciences humaines naissantes certaines options théologiques selon la part que font ces théoriciens à l'idée de création et à la valeur de l'humanité. 
Max Muller (1823-1900) fut l'un de ceux qui tentèrent de fonder l'étude de la religion comme une science tout en s’inscrivant assez clairement dans une perspective théologique. La démarche de Max Müller est en partie guidée par la volonté de faire une contre-proposition à la théorie de Darwin sur l'origine et l'évolution des espèces. Ce projet est développé dans le livre Origine et développement de la religion publié en 1879 et dont le titre fait écho à L’Origine des Espèces publié vingt ans plus tôt par Charles Darwin. L'idée centrale que développe Max Müller sur les religions procède d’une théorie du langage, Müller étant aussi considéré comme l’un des fondateurs de la linguistique. Il envisageant l'existence d'un Logos ou d’une rationalité commune à toutes les langues. Celle-ci précède la diversification des langues et reste le principe rationnel de chaque langage. Son attention porte particulièrement sur les mythes, qu'il présente comme des maladies du langage dans le sens où ils cachent une rationalité dans un discours qui n’a pas l’apparence de la rationalité. La mythologie comparée que développe Max Müller a pour but de retrouver le langage sain qui se trouve derrière toutes ces expressions malades. Selon Max Müller, comparer est indispensable dans l'étude des religions. Il affirme à ce sujet : « qui ne connait qu'une seule religion n'en connaît aucune ». Max Müller a donné cette définition de la religion :

« La religion est une faculté ou disposition mentale qui, indépendamment et voire en dépit des sens et de la raison, rend l'homme capable de saisir l'infini sous différents noms et sous des déguisements divers. Sans cette faculté, aucune religion, pas même les cultes plus grossiers s'adressant à des idoles ou à des fétiches, ne serait possible ; et avec un peu d'attention nous pourrons nous entendre dans toutes les religions une sorte de gémissement de l'esprit, un effort douloureux pour concevoir l'inconcevable, pour exprimer l'inexprimable, une nostalgie de l'infini, un cri d'Amour vers Dieu. »

— Max Müller, 1873, cité par Daniel Dubuisson dans L'Occident et la religion, p. 92.
Les disciplines d'étude de la religion que sont la sociologie ou l'anthropologie sont marquées par leurs ancrages respectifs dans le monde anglo-saxon ou le continent européen. Elles ont cependant fait école de part et d'autre. Il existe ainsi des anthropologues européens reconnus, tels que le Français Claude Lévi-Strauss ou le Roumain Mircea Eliade, inversement il existe des spécialistes des religions américains tels que Jonathan Z. Smith que l'on dit néo-durkhémien.
Dans les développements plus récents de l'anthropologie on constate que s'est installé un clivage dans la diversités des approches. Claude Lévi-Strauss et ceux qui s'en réclament ont tendance à fonder leur anthropologie sur l'observation ethnographique, c'est-à-dire celle des comportements humains et des façons dont ils en parlent. Cette pratique de l'observation ethnographique est particulièrement attentive à l'impact de l'observateur sur ce qu'il observe ainsi qu'aux préconceptions avec lesquels il choisit d'observer telle ou telle chose. Les observations donnent ensuite lieu à la formation ou la transformation des outils conceptuels avec lesquels ont été engagés le travail d'enquête et par lesquels il est question d'interpréter les données recueillies. De cette façon Lévi-Strauss entendait mettre à jour des invariants structurels, c'est-à-dire les règles universelles qui modèlent les comportements humains. Une autre tendance de l'anthropologie - que déplore André Mary, tenant de la première -, semble être construite sur fond d'un éternel religieux en l'homme qui transcende la diversité des cultures mais qui répond particulièrement bien des formes de religiosité occidentales. L'homme est conçu universellement comme être ouvert à Dieu, le désirant ou disponible pour lui, que l'on parle de Dieu en termes de Dieu, d'absolu, de transcendance, etc. C'est ce qui paraît avec le « cri d'amour vers Dieu » que voulait entendre Max Müller dans les mythes de l'humanité, l'« Homo religiosus » cher à Mircea Eliade, en passant par la « déhiscence verticale » évoquée par Antoine Roquette.

Anthropologues des religions
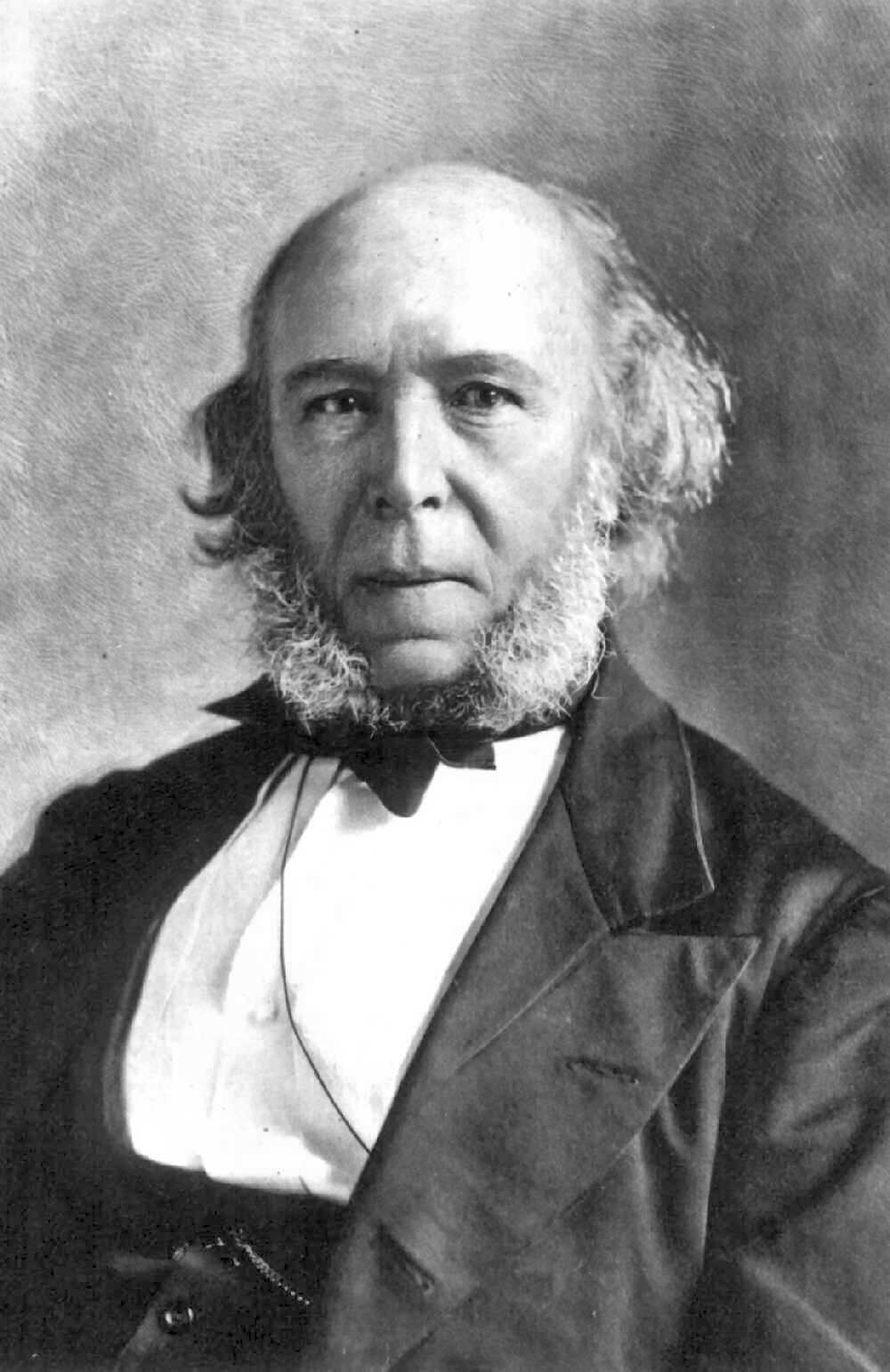
Herbert Spencer (1820-1903), évolutionnisme culturel.
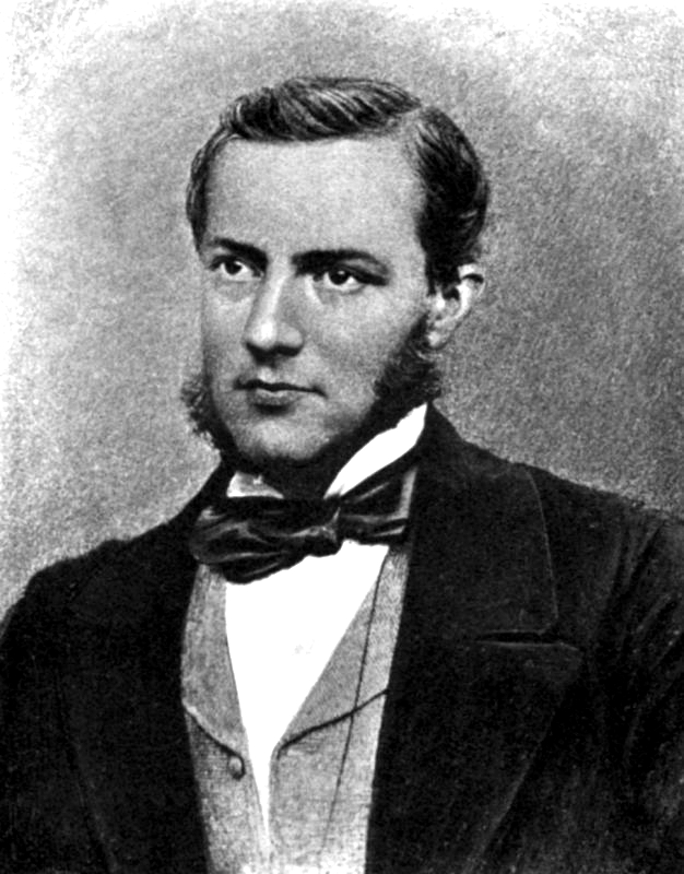
Max Muller, (1823-1900) anthropologie, linguistique, comparatisme.
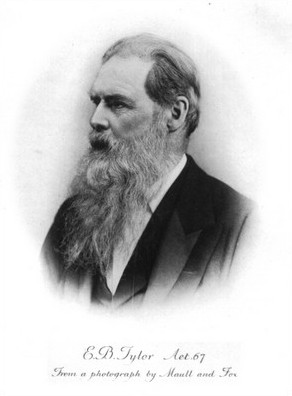
Edward Burnett Tylor, (1832-1917) théorie de l'évolution culturelle.
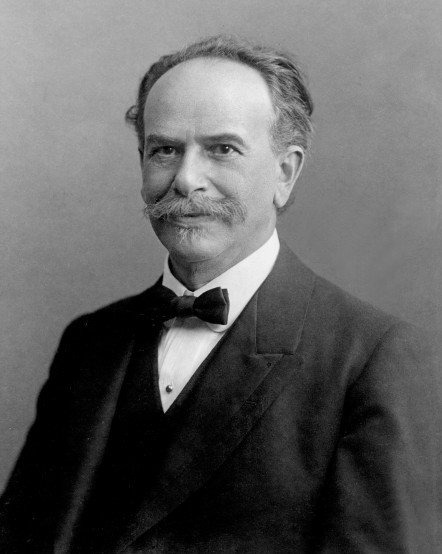
Franz Boas (1858-1942), anthropologie culturelle.